# 华沙
華沙（波蘭語：Warszawa，發音：[varˈʂava] ⓘ），正式名称为华沙首都市，是波蘭的首都及最大城市、马佐夫舍省首府，也是该国的政治、经济、文化中心。華沙位於波蘭中東部维斯瓦河沿岸，距波羅的海和喀爾巴阡山脈均大約350公里。市区面积约517平方公里，都市圈面積约6,100平方公里。根据2020年统计数据，华沙人口爲1,793,579人，都市圈人口则为3,100,844人，是欧盟第七大的首都城市。在全球化及世界城市研究网络（GaWC）公布的世界级城市名单中，華沙被列为ALPHA-级别的国际都市。
華沙原为马佐夫舍地区维斯瓦河畔的一個小漁村。16世紀後期，當時的波兰立陶宛联邦国王齐格蒙特三世決定將首都從克拉科夫迁往华沙，此后华沙逐渐崛起。1795年之前，華沙一直是波蘭立陶宛聯邦事實上的首都，隨後則成為拿破崙統治下的華沙公國首都所在地。19世紀時，在工業革命的影响下，城市人口呈现爆发式增长，使得當時的華沙成為歐洲规模最大、人口最稠密的城市之一，並以其優雅的建築和林蔭大道而聞名。1939年，第二次世界大戰全面爆發后，华沙遭到轰炸和围困。由于1943年的猶太區起義、1944年的華沙起義以及随后系统性的破坏，導致華沙受到严重破坏。戰後，城市得到全面重建。
华沙拥有两座国际机场，其中肖邦机场是波兰全国最为繁忙的机场，莫德林機場规模则相对较小，主要由低成本航空公司使用。城市公共交通系统非常发达，有地铁、公共汽车、通勤铁路、有轨电车等。华沙也是波兰科研和外包产业的重要中心。華沙證券交易所是中东欧地区最大、最重要的證券交易所。民主國家共同體总部、欧洲边境与海岸警卫队总部以及欧安组织民主与人权办公室均位于华沙。华沙也是欧盟摩天大楼最多的城市之一，市内的華沙塔高310米，是全欧盟最高的建筑物。
華沙擁有波蘭科學院、國家愛樂樂團、華沙大學、華沙理工大學、國家博物館、扎切塔國家美術館和華沙大劇院等重要文化機構，其中華沙大劇院是欧洲最大的剧院之一。经过重建的老城區保存了許多不同風格的歷史建築物，于1980年列入世界遗产。市内其他重要历史建筑包括皇家城堡、西吉斯蒙德圆柱、斯塔西茨宮、老城集市廣場、維拉諾宮以及皇家大道沿線的眾多教堂
和宅邸。公園和綠地占城市面积的四分之一。

## 词源
華沙的波蘭語名称为Warszawa，在过去也有Warszewa、Warszowa、Worszewa以及Werszewa等拼写形式。这一名称的确切来源尚未知。一种理论认为，华沙意为“属于Warsz”，而Warsz是斯拉夫語人名Warcisław的簡寫形式，其词源与弗罗茨瓦夫有关。但波兰以人名命名的城市名称通常以-ów、-owo、-ew或-ewo结尾，因此华沙的名称在波兰城市中较为特别。
在當地传说中，华沙得名于漁夫瓦尔斯（Wars）和其妻萨瓦（Sawa）。当地民间关于二人的传说有多种版本，根据其中一种版本，萨瓦是一條生活在维斯瓦河中的人魚，後來瓦尔斯與之相戀並結婚。在历史上，瓦尔什（Warsz）是一名生活在12至13世紀的貴族，其領地位于今日華沙老城的马林施塔特区。華沙的正式名称为“華沙首都市”（miasto stołeczne Warszawa）。

## 历史

### 1300年–1800年

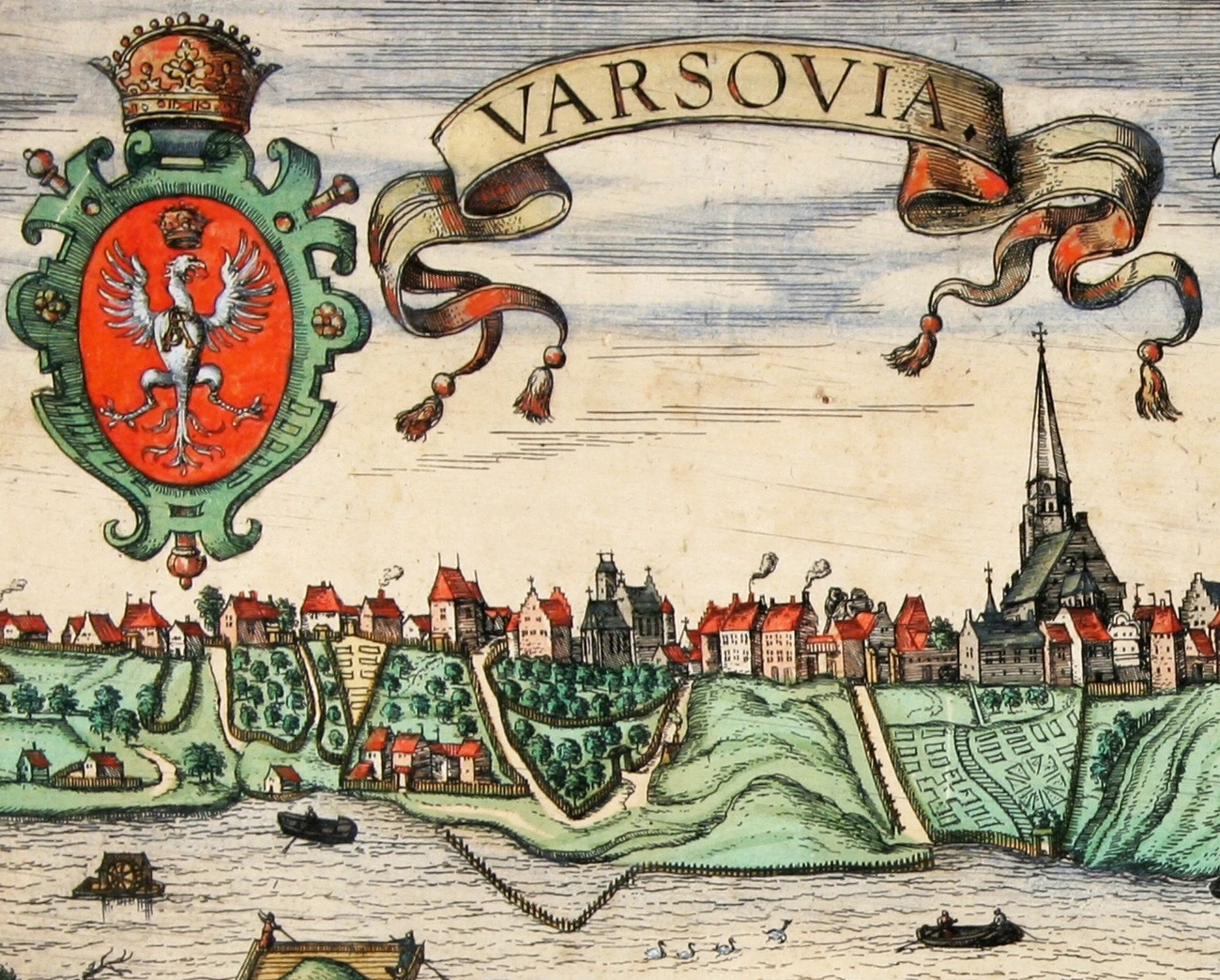
16世纪的华沙，弗兰斯·霍根伯格绘

今日华沙市区范围内的第一批有防御工事的城镇位于布罗德诺（建于9至10世纪）及泽斯杜维（建于12至13世纪）。由于泽斯杜维屡受附近部落和公国的攻击，于是当地统治者在一个名为华沙的小渔村修筑了防御工事。1300年左右，马佐夫舍公爵波列斯瓦夫二世正式建立了华沙城，而第一份关于华沙城主的文献则可追溯到1313年。1390年，随着圣若翰洗者圣殿总主教座堂的建成，华沙成为马佐夫舍公爵的驻地之一，并于1413年正式成为马佐夫舍公国的首都。当时华沙约有4,500人居住，以手工业和贸易为经济支柱。
15世纪，城市人口开始向北侧城墙以外迁徙，逐渐形成了新城，而既有的城区则被称为老城，二者都拥有自己的宪章和委员会。建立新城的主要目的是容纳那些不被允许在老城定居的新移民以及不受欢迎的人，特别是犹太人。两个区域间居民的社会经济地位差距，引发了1525年的一次小规模叛乱。1526年，随着亚努什三世的突然去世，马佐夫舍公爵家族绝嗣，华沙正式被并入波兰。后世普遍认为，亚努什三世之死是波兰国王齐格蒙特一世的妻子博娜·斯福爾扎所为，意在维持波兰对马佐夫舍地区的统治。

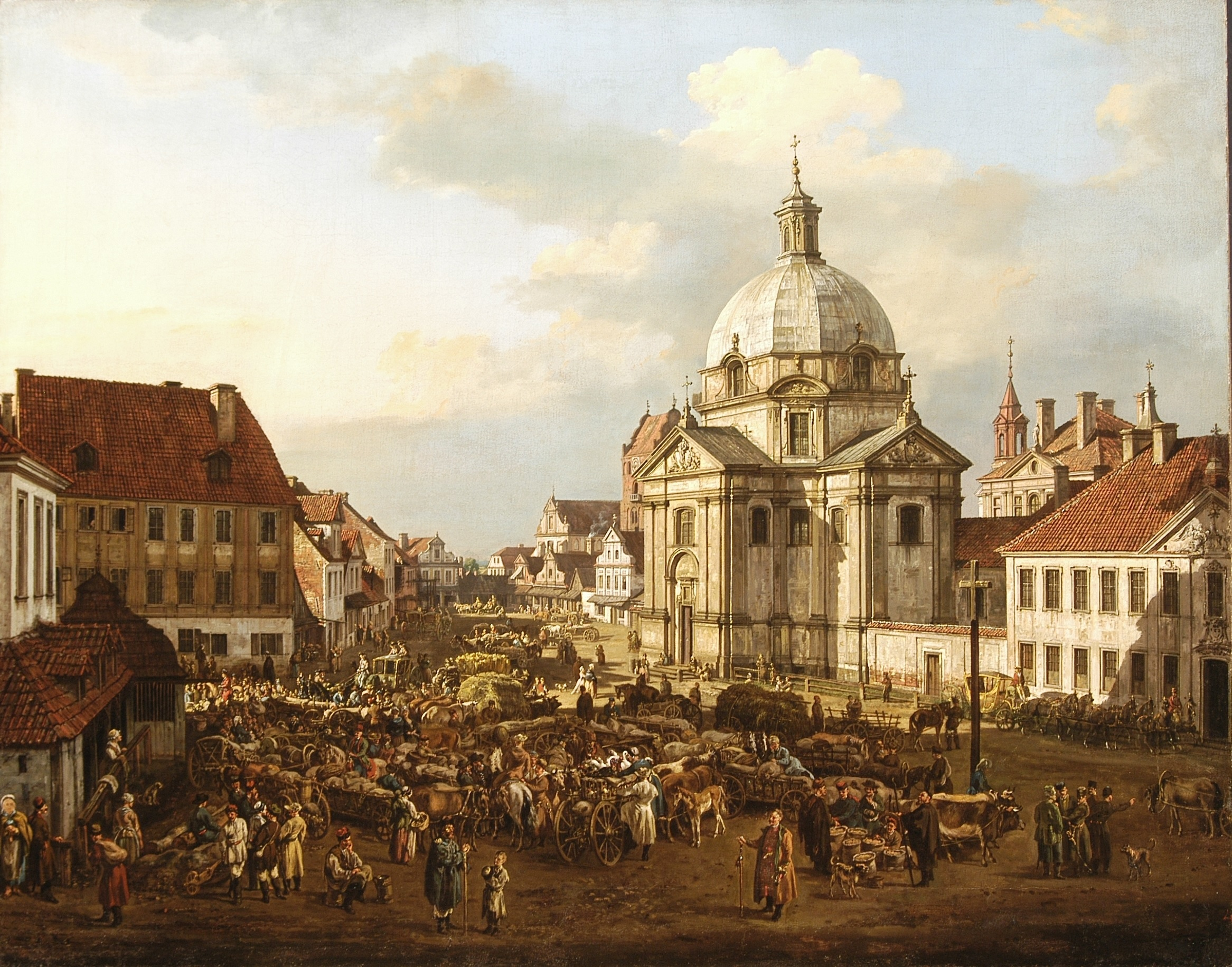
1778年的华沙新城，贝纳多·贝洛托绘

1529年，华沙首次成为众议院会议的召开地，并于1569年成为众议院永久驻地。随着城市重要性的日益提高，大批防御工事开始兴建，其中最具典型性的是始建于1540年的甕城。皇家城堡、街道和市场由意大利建筑师重新规划和设计，使老城具有早期意大利建筑风格。1573年，波兰立法机构在华沙通过了《華沙聯盟協約》，保证了波兰立陶宛联邦境内人民的宗教自由。由于华沙恰位于联邦境内克拉科夫与维尔纽斯两座主要城市的中点处，于是在1596年，国王齐格蒙特三世决定将联邦与旗下波兰王国王冠领地的首都从克拉科夫迁往华沙。此后，城市继续向西、南两个方向扩展，市内的几个区域则成为贵族的私产，并由其自行制定法律。1655年至1658年间，这座城市相继被瑞典、勃蘭登堡、特兰西瓦尼亚等国军队占领。大北方戰爭期间，华沙也曾被迫向入侵者缴纳重税。
奥古斯特二世和奥古斯特三世统治时期，华沙经历了又一轮大发展，逐渐向早期资本主义城市转变。这一时期，王室从德意志雇佣了大量的建筑师、雕塑家和工程师，以德累斯顿为蓝本重建了整座城市。1727年，华沙第一座公园薩克森花園正式对外开放。1747年，波兰历史上第一座公共图书馆扎乌斯基图书馆落成。斯坦尼斯瓦夫·奥古斯特在位时期，对皇家城堡的内部进行了重新装修，扩建了瓦金基公园，并下令建造或翻新众多宫殿、宅邸以及其他建筑物，使华沙成为重要的文化艺术中心，赢得了“北方巴黎”的称号。
1795年，在第三次瓜分波兰中，华沙被普鲁士王國佔領，成为南普鲁士省的首府。路易十八流亡期间，曾在华沙居住。

### 1800年–1939年
1806年，拿破仑率领法國军队，解放了包括华沙在内的大片原波兰王国王冠领地的领土，并在此基础上建立了以华沙为首都的华沙公国。1815年，拿破仑在滑铁卢战役中战败，被流放到圣赫勒拿岛，同年举行的维也纳会议中，华沙成为以俄罗斯沙皇为君主的波兰会议王国的首府。1816年，华沙皇家大学建立。
由于俄罗斯帝国不断违反波兰宪法，1830年十一月起义爆发。1831年，起义被镇压后，波兰会议王国的自治权被大大缩减。1861年2月27日，华沙群众聚集抗议俄罗斯统治，被俄军开枪镇压，5人被杀。在1863年至1864年的一月起义间，华沙成为反俄组织波兰国民政府的总部所在地。
1875年，苏格拉底·斯塔林凯维奇被沙皇亚历山大三世指派为华沙市长，在其治理下，华沙迎来了一段繁荣时期。这一时期，华沙的第一套供水及下水道系统建成，有轨电车、街道照明及煤气等基础设施也得到了改进和扩建。1850年至1882年间，由于快速的城市化和工业化，华沙的人口增长了134%，达到383,000人。其中，许多新市民来自周边的乡村地区，为寻找工作机会而迁移到华沙。城市西侧的沃拉區由农业区转变为城市的工业中心。当时城市中冶金、纺织和玻璃工厂密布，西端的天际线被大量烟囱占据。
与伦敦一样，华沙的人口分布也受到收入的影响。内城区的士绅化迫使较贫穷的市民迁入位于维斯瓦河对岸的普拉加、波维西尔、索莱茨等区域，犹太人等较贫穷的少数群体则在北侧的穆拉诺夫聚居。1897年的人口普查结果显示，华沙共有人口626,000人，仅次于圣彼得堡和莫斯科，为俄罗斯帝国第三大城市。市中心陆续涌现了华沙爱乐乐团音乐厅、至聖救世主教堂以及馬薩科斯卡大街沿线的公寓等一系列具有代表性的建筑。

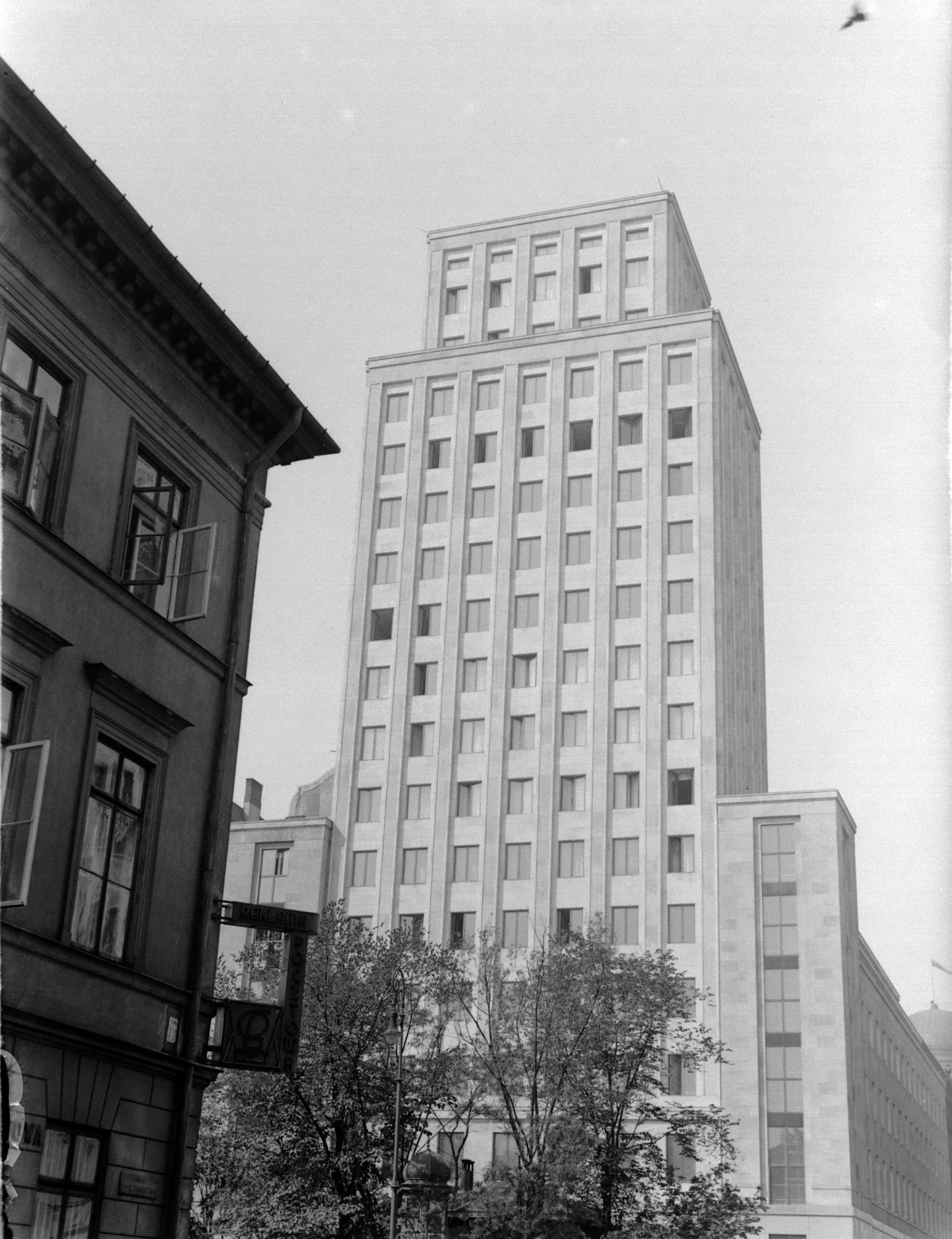
保诚大厦于1933年落成，曾为波兰最高、欧洲第六高的摩天大楼

第一次世界大戰时期，華沙被德國占领达4年之久。1918年11月11日签署的《康边停战协定》要求德国必须从包括华沙在内的所占领的外国领土撤军。同一天，约瑟夫·毕苏斯基返回华沙，标志着波兰第二共和国的成立，这是波兰被瓜分123年后首次恢复独立。波苏战争期间，1920年，华沙战役在华沙东郊爆发，波兰军队成功击退了红军，保卫了首都，从而暂时停止了苏俄向欧洲输出革命的步伐。
战间期是华沙基础设施迅速发展的时期。1921年，华沙面积约124.7平方公里，人口达100万，人口密度超过了每平方公里8,000人，超越了当今的伦敦。为疏解人口压力，市政府在莫科图夫区修建了大批現代主義住宅。横跨维斯瓦河两岸的什雷德尼科维大桥于1921年开工，1931年落成。华沙火车总站则于1932年动工，但因1939年德国入侵波兰而未能完工。斯特凡·斯塔辛斯基是战间期华沙的最后一任市长。

### 第二次世界大战

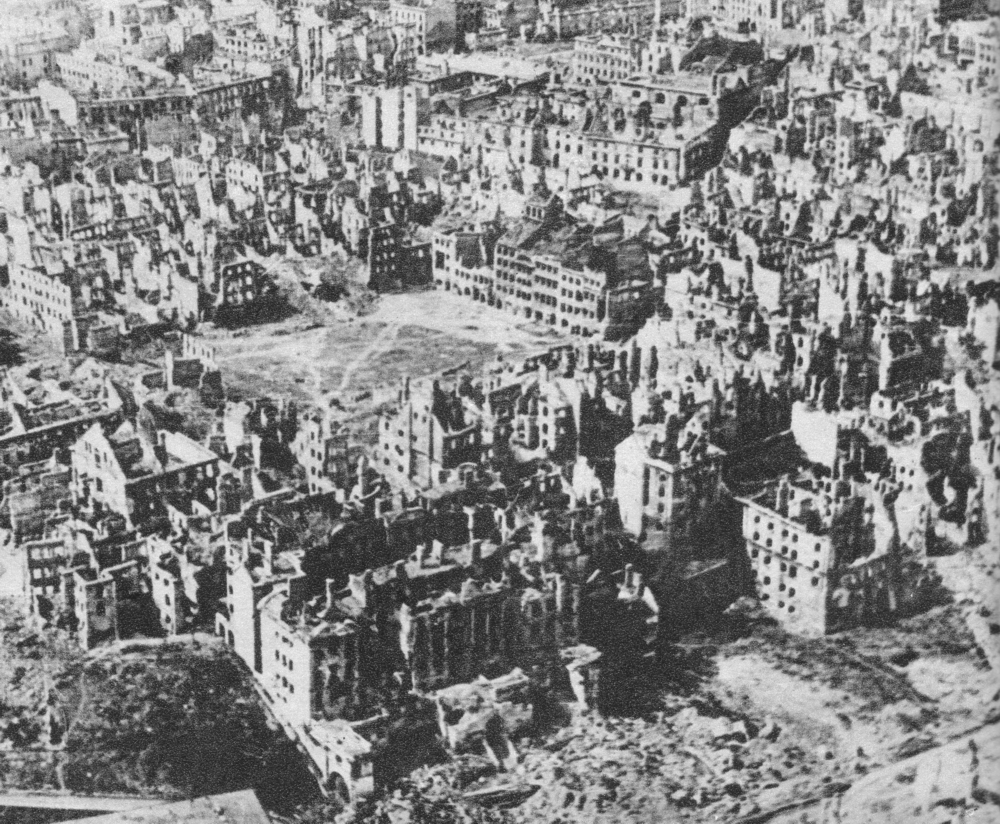
第二次世界大战中华沙90%以上的建筑被摧毁

1939年9月1日，纳粹德国入侵波兰，二战全面爆发。9月27日，华沙沦陷。此后直至1945年1月，包括华沙在内的原波兰中部地区由纳粹德國治下的波兰总督府统治。为贯彻纳粹当局“消灭劣等民族”的统治方针，华沙所有的高等学府被立即关闭，并将占战前全市人口30%的犹太人赶入犹太区。1942年7月，纳粹当局开始大规模将犹太区内的犹太人送入集中营，其中多数被送往特雷布林卡灭绝营。二战时期，华沙是轴心国占领区城市反抗的重要中心。1943年4月19日，作为旨在彻底灭绝犹太人的《最终解决方案》的重要部分，当局宣布摧毁整个犹太区，引发了華沙猶太人起義。尽管德军有武器及人数上的优势，但犹太人仍守住了该区近一个月。起义被镇压后，绝大多数幸存者被屠杀，只有极少数人能够逃脱或得以躲藏。
1944年7月，苏联红军已攻入原波兰领土，并向华沙方面推进。位于伦敦的波兰流亡政府了解到斯大林对独立的波兰国家怀有敌意，于是给予地下组织「波兰家乡军」指示，要求他们在红军到来之前从纳粹手中夺取华沙的控制权。1944年8月1日，红军非常接近华沙时，家乡军与华沙市民发起了华沙起义。起义原本预计只持续两天，但实际上却持续了63天，最后，家乡军战士被迫向德军有条件投降。他们被送往德国境内的战俘营，而全市平民则被驱逐。据估计，华沙起义中波兰平民死亡人数约在150,000人至200,000人之间。
然而，希特勒没有遵守投降条件，并下令彻底夷平华沙。为此，德军组建了“燃烧和破坏分遣队”（Verbrennungs- und Vernichtungskommando），摧毁了城中85%的建筑，包括具有历史价值的旧城区及皇家城堡，而城中图书馆和博物馆的藏品或被运到德国，或被直接破坏。
1945年1月17日，苏联红军和波兰陆军第一集团军开进华沙，解放了郊区。随后，苏军迅速解放了整座城市，并向罗兹加速推进。

### 1945年–1989年

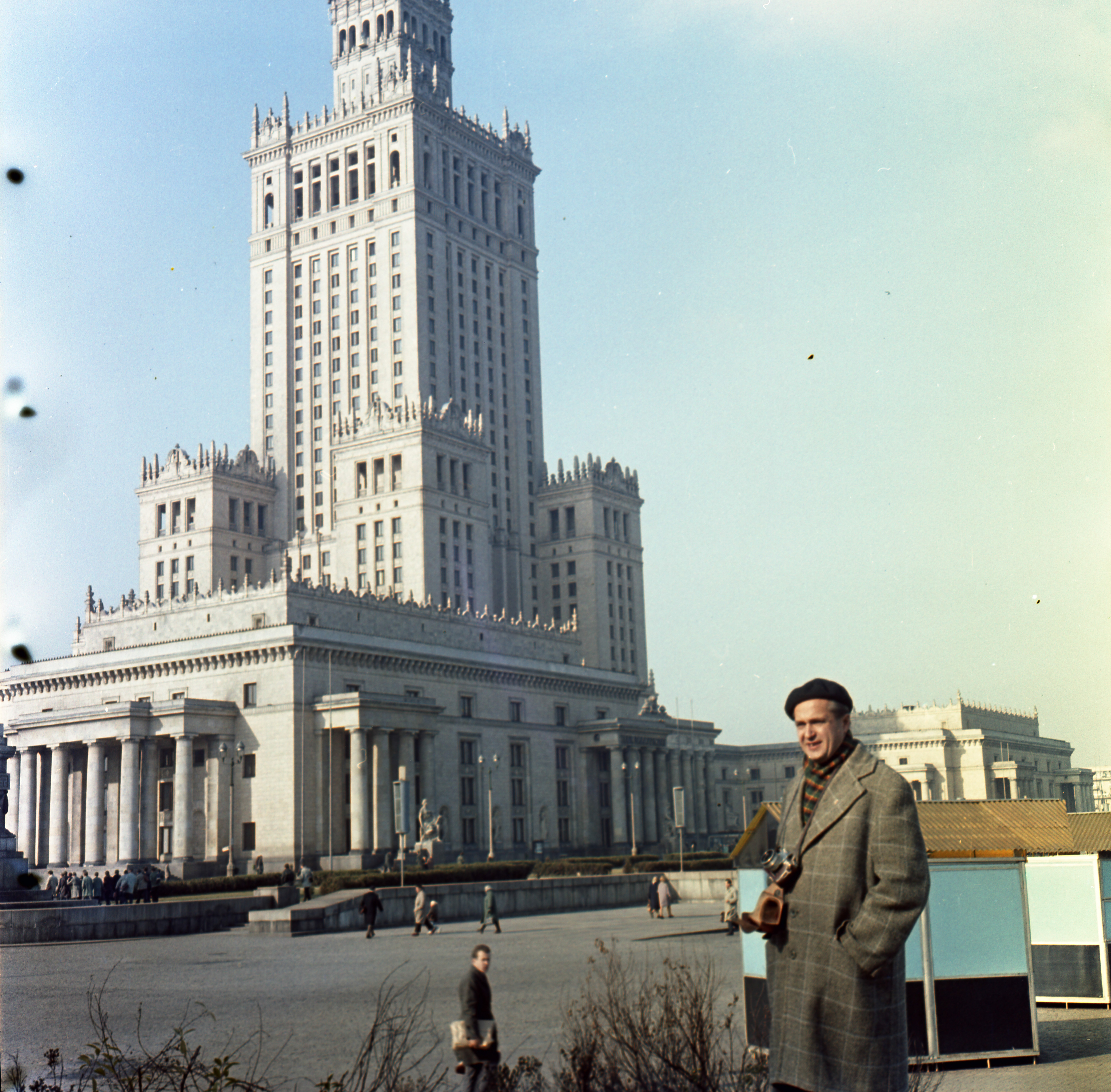
一位游客站在科学文化宫附近，摄于1965年

第二次世界大战结束后，由于战斗、轰炸以及有计划的破坏，华沙大部分地区沦为废墟，而此前的犹太区更是被彻底夷为平地，只剩下一堆瓦砾。由于受损过于严重，波蘭政府决定将其與大部分行政機構暫時轉移到羅茲辦公，使得罗兹成为了实质上的临时首都。尽管如此，华沙还是成功恢复了其作为国家首都以及政治、经济中心的地位。
为重建城市，政府发起了“为华沙搬砖”运动，并建造了大量的装配式住房，以缓解严重的住房短缺问题。为避免人口密度过大，同时创造更多的绿色空间，政府广泛兴建了预制混凝土公寓楼。大多数的历史古迹得到重建，但仍有一些建于19世纪的、受损不太严重的建筑被拆除，例如克伦堡宫。希鲁德梅希切區得到全面改造，原有的鵝卵石街道則鋪上了瀝青，从而极大改善了城市的交通。大规模的城市建设使得一些著名的街道消失，一部分街道则由于阅兵广场的修建而被一分为二。1980年，华沙旧城区被联合国教育科学文化组织列入世界遗产名录。
1955年7月22日，科学文化宫落成。这座大楼是苏联赠送给波兰人民的礼物，高237米，为斯大林风格建筑，至今仍为全国第二高的建筑物。此外，市中心也建设了其他一系列的摩天大楼。总的来说，华沙的城市景观以现当代建筑为主。
1966年4月14日，为纪念波兰建国1000周年，华沙举行了千年阅兵式。
1979年和1983年，出身于波兰的教宗若望保祿二世两次访问祖国，为尚处于萌芽之中的团结工会运动提供了支持，使得波兰国内对统一工人党政府不满的声浪日益兴起。1979年，在成为教宗不到一年时，若望保祿二世便访问波兰，在华沙胜利广场（今畢蘇斯基廣場）举行弥撒，并鼓励波兰要“改头换面”。华沙市民和波兰人民普遍将教宗的话语理解为推动改革的动力，从而极大助推了东欧剧变。

### 1989年至今
1995年，华沙地铁1号线开通，2015年2号线开通。2004年，波兰加入欧盟后，华沙迎来了有史以来最为繁荣的时期。2012年欧洲足球锦标赛的开幕式在华沙举行。此外，华沙也承办了2013年联合国气候变化大会以及2016年北约峰会。

## 地理

### 地理位置和地形

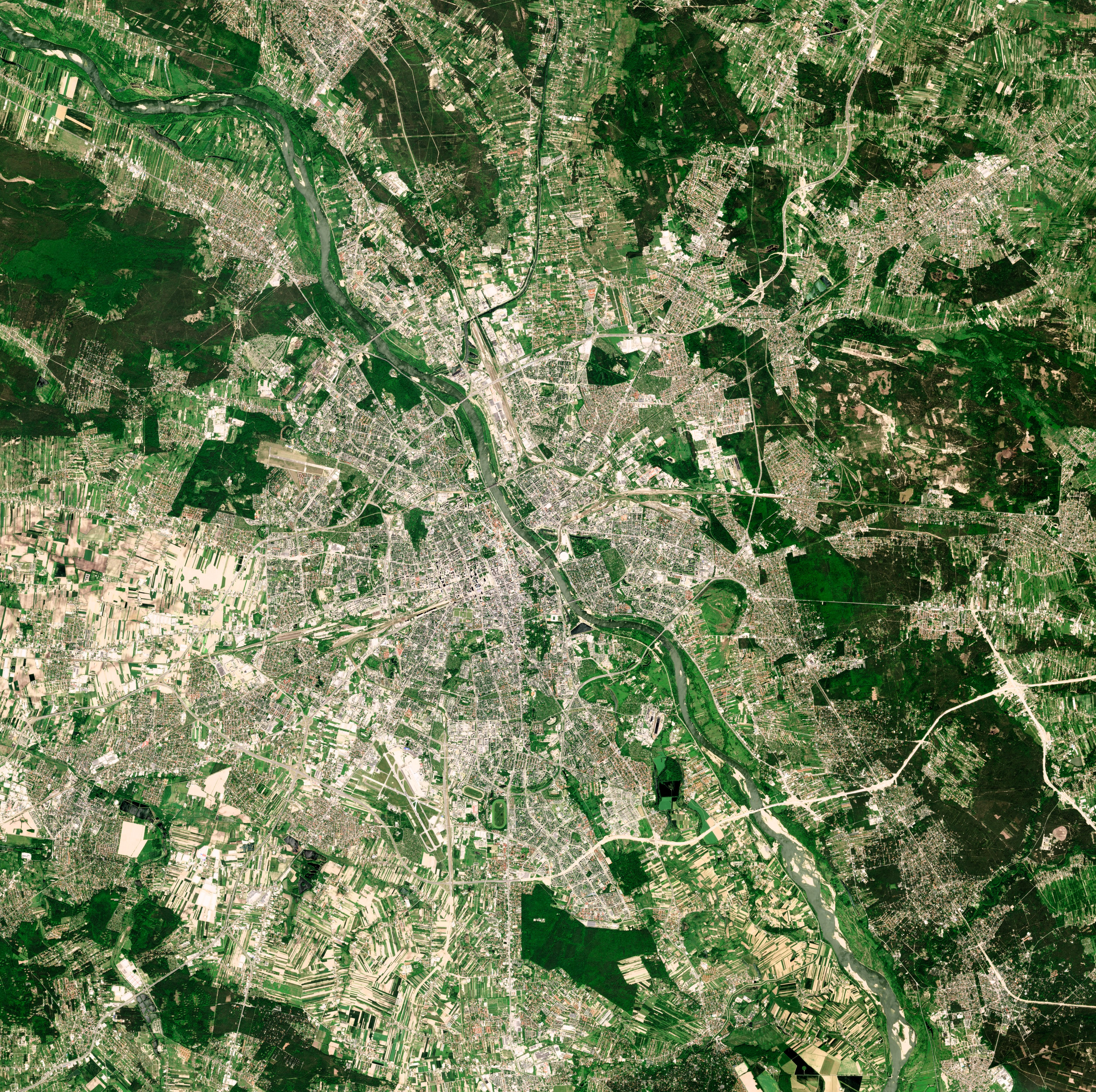
哨兵2號卫星拍攝的華沙卫星地图

華沙位於波蘭中東部，距喀爾巴阡山脈約300公里，距波羅的海約260公里，距德國柏林523公里。该城市地处马佐夫舍平原的中心地帶，维斯瓦河穿城而过，平均海拔約為100米。城市西侧的最高點位於沃拉區，海拔115.7米，东侧的最高点則位于韋索瓦區，海拔122.1米。城市最低點位於東部邊界处，海拔75.6米。市內也有一些山丘（大部分是人造山丘），例如華沙起義山和什切什利维采山（Szczęśliwice），其中什切什利维采山海拔138米，为全市最高點。

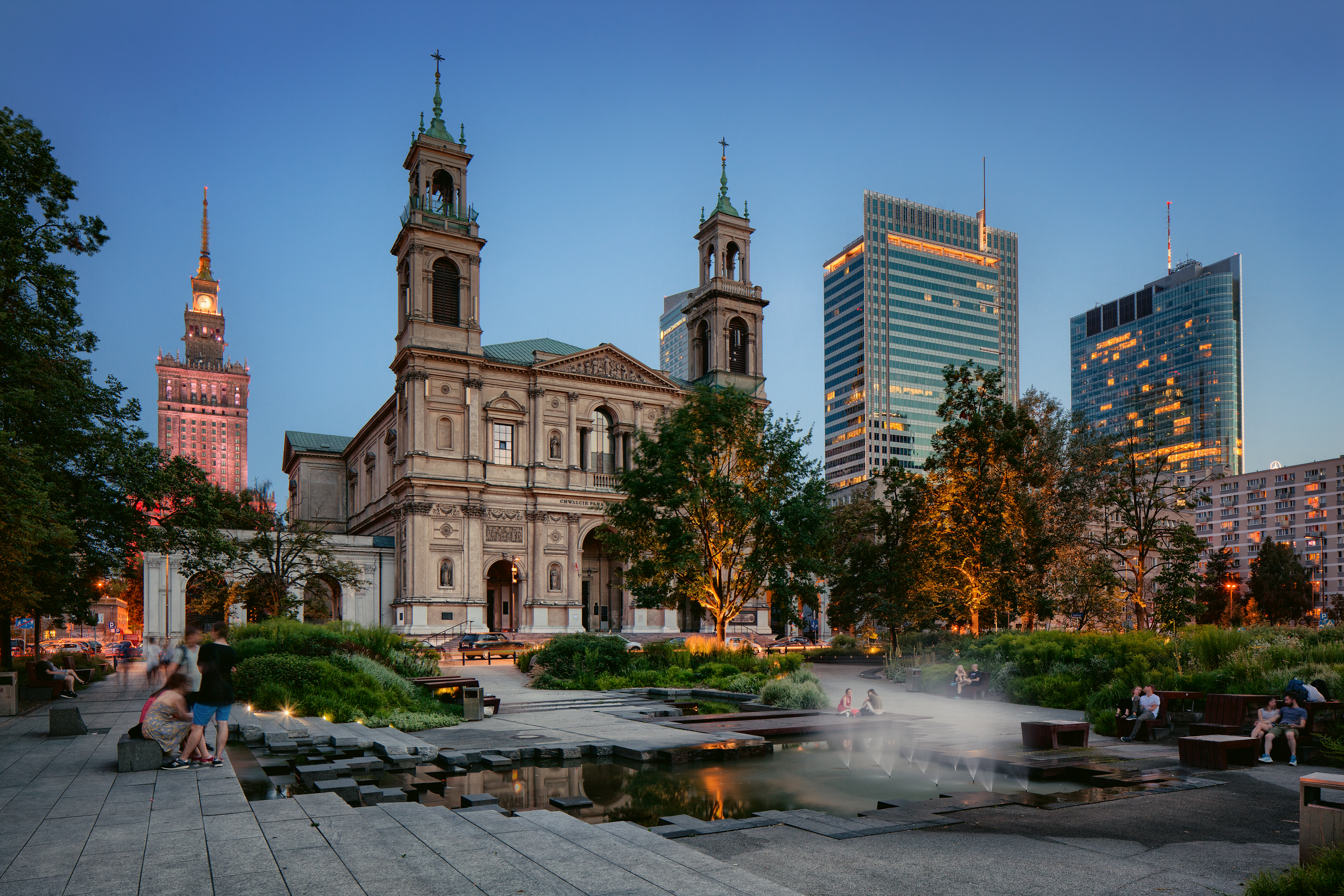
華沙中心區的格日博夫斯基廣場。這座城市位於大部平坦的马佐夫舍平原上，市中心的海拔則高於郊區。

華沙主要的地貌是平坦的冰磧高原和維斯瓦河谷。維斯瓦河作为華沙城市的中轴线，將城市分為兩大區域。河流左岸主要为冰磧高原（維斯瓦河水平以上10至25米）和維斯瓦河阶地（最高处为維斯瓦河水平以上6.5米），其中冰磧高原的边缘横穿城市，高于地面10米至25米，是城市西侧最为显著的地貌特征，也是华沙的重要地标，有“华沙悬崖”之称。冰磧高原上有少量天然和人工池塘，也有一些粘土坑分布。维斯瓦河阶地呈不对称形状，左岸由两层阶地构成，其上仍然有古维斯瓦河水系的遗迹，例如溪流、湖泊等。右岸地貌较为多样，有多层阶地，其中最高的一层阶地有风成沙覆盖，上面往往有森林分布。

### 气候
根据柯本气候分类法，华沙的气候属于海洋性氣候。然而，这座城市也具备明顯的温带大陆性湿润气候特征，并且在气候变化和热岛效应加剧之前，根据旧数据，华沙的气候属于此类型。此外，根據波蘭地理学家文岑蒂·奧科沃維奇的氣候分類法，華沙的气候属于溫帶融合氣候，同时具有海洋性和大陸性氣候的特点。
华沙气候冬冷夏暖，冬季时常下雪，夏季暴风雨亦很常见，春秋两季则相对温和，尤其是在5月和9月，但天气多变。全年平均气温为9.0 °C（48.2 °F），1月平均气温−1.5 °C（29 °F），7月平均气温19.7 °C（67.5 °F），气候宜人。夏季温度有时能够达到30 °C（86 °F），但炎热天气的影响会被相对较低的露点和较大的昼夜温差所抵消。华沙是欧洲降水第六少的主要城市（也是中欧降水最少的主要城市），年平均降雨量482毫米，降水最多的月份是7月。
| 華沙 (WAW)氣候數據，平均数据1991年–2020年，极端数据1951年至今                  | 華沙 (WAW)氣候數據，平均数据1991年–2020年，极端数据1951年至今 | 華沙 (WAW)氣候數據，平均数据1991年–2020年，极端数据1951年至今 | 華沙 (WAW)氣候數據，平均数据1991年–2020年，极端数据1951年至今 | 華沙 (WAW)氣候數據，平均数据1991年–2020年，极端数据1951年至今 | 華沙 (WAW)氣候數據，平均数据1991年–2020年，极端数据1951年至今 | 華沙 (WAW)氣候數據，平均数据1991年–2020年，极端数据1951年至今 | 華沙 (WAW)氣候數據，平均数据1991年–2020年，极端数据1951年至今 | 華沙 (WAW)氣候數據，平均数据1991年–2020年，极端数据1951年至今 | 華沙 (WAW)氣候數據，平均数据1991年–2020年，极端数据1951年至今 | 華沙 (WAW)氣候數據，平均数据1991年–2020年，极端数据1951年至今 | 華沙 (WAW)氣候數據，平均数据1991年–2020年，极端数据1951年至今 | 華沙 (WAW)氣候數據，平均数据1991年–2020年，极端数据1951年至今 | 華沙 (WAW)氣候數據，平均数据1991年–2020年，极端数据1951年至今 |
| 月份                                                                           | 1月                                                           | 2月                                                           | 3月                                                           | 4月                                                           | 5月                                                           | 6月                                                           | 7月                                                           | 8月                                                           | 9月                                                           | 10月                                                          | 11月                                                          | 12月                                                          | 全年                                                          |
| ------------------------------------------------------------------------------ | ------------------------------------------------------------- | ------------------------------------------------------------- | ------------------------------------------------------------- | ------------------------------------------------------------- | ------------------------------------------------------------- | ------------------------------------------------------------- | ------------------------------------------------------------- | ------------------------------------------------------------- | ------------------------------------------------------------- | ------------------------------------------------------------- | ------------------------------------------------------------- | ------------------------------------------------------------- | ------------------------------------------------------------- |
| 历史最高温 °C（°F）                                                            | 10.4 (50.7)                                                   | 16.8 (62.2)                                                   | 23.4 (74.1)                                                   | 30.9 (87.6)                                                   | 34.4 (93.9)                                                   | 37.3 (99.1)                                                   | 39.0 (102.2)                                                  | 40.5 (104.9)                                                  | 37.8 (100.0)                                                  | 28.7 (83.7)                                                   | 18.5 (65.3)                                                   | 13.4 (56.1)                                                   | 40.5 (104.9)                                                  |
| 平均最高温 °C（°F）                                                            | 13.8 (56.8)                                                   | 18.3 (64.9)                                                   | 22.9 (73.2)                                                   | 30.4 (86.7)                                                   | 27.6 (81.7)                                                   | 32.8 (91.0)                                                   | 35.9 (96.6)                                                   | 37.0 (98.6)                                                   | 34.5 (94.1)                                                   | 25.9 (78.6)                                                   | 19.2 (66.6)                                                   | 15.4 (59.7)                                                   | 37.0 (98.6)                                                   |
| 平均高温 °C（°F）                                                              | 1.0 (33.8)                                                    | 2.6 (36.7)                                                    | 7.4 (45.3)                                                    | 14.6 (58.3)                                                   | 19.8 (67.6)                                                   | 23.1 (73.6)                                                   | 25.2 (77.4)                                                   | 24.7 (76.5)                                                   | 19.1 (66.4)                                                   | 12.9 (55.2)                                                   | 6.5 (43.7)                                                    | 2.3 (36.1)                                                    | 13.3 (55.9)                                                   |
| 日均气温 °C（°F）                                                              | −1.5 (29.3)                                                   | −0.4 (31.3)                                                   | 3.2 (37.8)                                                    | 9.2 (48.6)                                                    | 14.3 (57.7)                                                   | 17.7 (63.9)                                                   | 19.7 (67.5)                                                   | 19.1 (66.4)                                                   | 14.0 (57.2)                                                   | 8.7 (47.7)                                                    | 3.8 (38.8)                                                    | −0.1 (31.8)                                                   | 9.0 (48.2)                                                    |
| 平均低温 °C（°F）                                                              | −4.0 (24.8)                                                   | −3.3 (26.1)                                                   | −0.6 (30.9)                                                   | 4.0 (39.2)                                                    | 8.8 (47.8)                                                    | 12.4 (54.3)                                                   | 14.5 (58.1)                                                   | 13.8 (56.8)                                                   | 9.5 (49.1)                                                    | 5.0 (41.0)                                                    | 1.3 (34.3)                                                    | −2.5 (27.5)                                                   | 4.9 (40.8)                                                    |
| 平均最低温 °C（°F）                                                            | −15.5 (4.1)                                                   | −12.9 (8.8)                                                   | −8.2 (17.2)                                                   | −2.9 (26.8)                                                   | 1.4 (34.5)                                                    | 6.7 (44.1)                                                    | 9.0 (48.2)                                                    | 7.8 (46.0)                                                    | 2.7 (36.9)                                                    | −2.9 (26.8)                                                   | −6.4 (20.5)                                                   | −11.7 (10.9)                                                  | −17.8 (0.0)                                                   |
| 历史最低温 °C（°F）                                                            | −30.7 (−23.3)                                                 | −27.6 (−17.7)                                                 | −22.6 (−8.7)                                                  | −6.9 (19.6)                                                   | −3.1 (26.4)                                                   | 1.8 (35.2)                                                    | 4.6 (40.3)                                                    | 3.0 (37.4)                                                    | −1.6 (29.1)                                                   | −9.6 (14.7)                                                   | −17.0 (1.4)                                                   | −24.8 (−12.6)                                                 | −30.7 (−23.3)                                                 |
| 平均降水量 mm（）                                                              | 31.0 (1.22)                                                   | 29.8 (1.17)                                                   | 29.0 (1.14)                                                   | 35.1 (1.38)                                                   | 55.5 (2.19)                                                   | 52.4 (2.06)                                                   | 40.1 (1.58)                                                   | 46.0 (1.81)                                                   | 50.4 (1.98)                                                   | 40.2 (1.58)                                                   | 36.0 (1.42)                                                   | 36.1 (1.42)                                                   | 481.7 (18.96)                                                 |
| 平均最大雪深 cm（）                                                            | 6.4 (2.5)                                                     | 6.6 (2.6)                                                     | 4.0 (1.6)                                                     | 1.0 (0.4)                                                     | 0.0 (0.0)                                                     | 0.0 (0.0)                                                     | 0.0 (0.0)                                                     | 0.0 (0.0)                                                     | 0.0 (0.0)                                                     | 0.2 (0.1)                                                     | 2.4 (0.9)                                                     | 3.7 (1.5)                                                     | 6.6 (2.6)                                                     |
| 平均降水天数（≥ 0.1 mm）                                                       | 16.20                                                         | 14.44                                                         | 12.83                                                         | 10.97                                                         | 12.93                                                         | 12.53                                                         | 12.53                                                         | 11.37                                                         | 10.87                                                         | 12.27                                                         | 13.10                                                         | 15.03                                                         | 155.07                                                        |
| 平均降雪天数（≥ 0 cm）                                                         | 18.3                                                          | 15.5                                                          | 10.2                                                          | 6.7                                                           | 1.4                                                           | 0.0                                                           | 0.0                                                           | 0.0                                                           | 2.2                                                           | 4.5                                                           | 6.8                                                           | 13.7                                                          | 54.0                                                          |
| 平均相對濕度（％）                                                             | 86.8                                                          | 83.6                                                          | 75.8                                                          | 67.6                                                          | 68.3                                                          | 69.3                                                          | 70.9                                                          | 71.6                                                          | 78.9                                                          | 83.6                                                          | 88.5                                                          | 86.6                                                          | 77.8                                                          |
| 月均日照時數                                                                   | 44.6                                                          | 66.5                                                          | 139.4                                                         | 210.1                                                         | 272.4                                                         | 288.8                                                         | 295.4                                                         | 280.2                                                         | 193.1                                                         | 122.6                                                         | 50.6                                                          | 33.6                                                          | 1,998.1                                                       |
| 平均紫外线指数                                                                 | 1                                                             | 1                                                             | 2                                                             | 4                                                             | 5                                                             | 6                                                             | 6                                                             | 5                                                             | 4                                                             | 2                                                             | 1                                                             | 0                                                             | 3                                                             |
| 来源1：Institute of Meteorology and Water Management                           |                                                               |                                                               |                                                               |                                                               |                                                               |                                                               |                                                               |                                                               |                                                               |                                                               |                                                               |                                                               |                                                               |
| 来源2：Meteomodel.pl (records, relative humidity 1991–2020) Weather Atlas (UV) |                                                               |                                                               |                                                               |                                                               |                                                               |                                                               |                                                               |                                                               |                                                               |                                                               |                                                               |                                                               |                                                               |

| 华沙-别拉尼气候数据，平均数据1991年–2020年，极端数据1951年至今 | 华沙-别拉尼气候数据，平均数据1991年–2020年，极端数据1951年至今 | 华沙-别拉尼气候数据，平均数据1991年–2020年，极端数据1951年至今 | 华沙-别拉尼气候数据，平均数据1991年–2020年，极端数据1951年至今 | 华沙-别拉尼气候数据，平均数据1991年–2020年，极端数据1951年至今 | 华沙-别拉尼气候数据，平均数据1991年–2020年，极端数据1951年至今 | 华沙-别拉尼气候数据，平均数据1991年–2020年，极端数据1951年至今 | 华沙-别拉尼气候数据，平均数据1991年–2020年，极端数据1951年至今 | 华沙-别拉尼气候数据，平均数据1991年–2020年，极端数据1951年至今 | 华沙-别拉尼气候数据，平均数据1991年–2020年，极端数据1951年至今 | 华沙-别拉尼气候数据，平均数据1991年–2020年，极端数据1951年至今 | 华沙-别拉尼气候数据，平均数据1991年–2020年，极端数据1951年至今 | 华沙-别拉尼气候数据，平均数据1991年–2020年，极端数据1951年至今 | 华沙-别拉尼气候数据，平均数据1991年–2020年，极端数据1951年至今 |
| 月份                                                           | 1月                                                            | 2月                                                            | 3月                                                            | 4月                                                            | 5月                                                            | 6月                                                            | 7月                                                            | 8月                                                            | 9月                                                            | 10月                                                           | 11月                                                           | 12月                                                           | 全年                                                           |
| -------------------------------------------------------------- | -------------------------------------------------------------- | -------------------------------------------------------------- | -------------------------------------------------------------- | -------------------------------------------------------------- | -------------------------------------------------------------- | -------------------------------------------------------------- | -------------------------------------------------------------- | -------------------------------------------------------------- | -------------------------------------------------------------- | -------------------------------------------------------------- | -------------------------------------------------------------- | -------------------------------------------------------------- | -------------------------------------------------------------- |
| 历史最高温 °C（°F）                                            | 13.5 (56.3)                                                    | 18.3 (64.9)                                                    | 23.1 (73.6)                                                    | 30.5 (86.9)                                                    | 32.9 (91.2)                                                    | 36.2 (97.2)                                                    | 36.9 (98.4)                                                    | 38.0 (100.4)                                                   | 34.3 (93.7)                                                    | 26.4 (79.5)                                                    | 19.2 (66.6)                                                    | 15.4 (59.7)                                                    | 38.0 (100.4)                                                   |
| 平均最高温 °C（°F）                                            | 8.7 (47.7)                                                     | 10.4 (50.7)                                                    | 17.2 (63.0)                                                    | 24.5 (76.1)                                                    | 28.3 (82.9)                                                    | 31.2 (88.2)                                                    | 32.6 (90.7)                                                    | 32.3 (90.1)                                                    | 27.1 (80.8)                                                    | 22.1 (71.8)                                                    | 15.0 (59.0)                                                    | 9.8 (49.6)                                                     | 34.2 (93.6)                                                    |
| 平均高温 °C（°F）                                              | 1.4 (34.5)                                                     | 3.1 (37.6)                                                     | 7.9 (46.2)                                                     | 15.1 (59.2)                                                    | 20.4 (68.7)                                                    | 23.5 (74.3)                                                    | 25.6 (78.1)                                                    | 25.1 (77.2)                                                    | 19.5 (67.1)                                                    | 13.3 (55.9)                                                    | 6.9 (44.4)                                                     | 2.7 (36.9)                                                     | 14.5 (58.1)                                                    |
| 日均气温 °C（°F）                                              | −1.1 (30.0)                                                    | −0.1 (31.8)                                                    | 3.6 (38.5)                                                     | 9.7 (49.5)                                                     | 14.8 (58.6)                                                    | 18.2 (64.8)                                                    | 20.2 (68.4)                                                    | 19.4 (66.9)                                                    | 14.2 (57.6)                                                    | 8.9 (48.0)                                                     | 4.2 (39.6)                                                     | 0.3 (32.5)                                                     | 9.3 (48.7)                                                     |
| 平均低温 °C（°F）                                              | −3.3 (26.1)                                                    | −2.6 (27.3)                                                    | 0.2 (32.4)                                                     | 4.9 (40.8)                                                     | 9.3 (48.7)                                                     | 12.9 (55.2)                                                    | 14.9 (58.8)                                                    | 14.5 (58.1)                                                    | 10.2 (50.4)                                                    | 5.7 (42.3)                                                     | 2.0 (35.6)                                                     | −1.8 (28.8)                                                    | 5.6 (42.1)                                                     |
| 平均最低温 °C（°F）                                            | −14.3 (6.3)                                                    | −11.3 (11.7)                                                   | −6.9 (19.6)                                                    | −1.6 (29.1)                                                    | 2.6 (36.7)                                                     | 7.3 (45.1)                                                     | 10.2 (50.4)                                                    | 9.0 (48.2)                                                     | 3.8 (38.8)                                                     | −1.9 (28.6)                                                    | −5.1 (22.8)                                                    | −10.4 (13.3)                                                   | −16.8 (1.8)                                                    |
| 历史最低温 °C（°F）                                            | −27.9 (−18.2)                                                  | −28.0 (−18.4)                                                  | −18.1 (−0.6)                                                   | −5.5 (22.1)                                                    | −2.6 (27.3)                                                    | 2.8 (37.0)                                                     | 6.5 (43.7)                                                     | 5.1 (41.2)                                                     | −1.3 (29.7)                                                    | −8.3 (17.1)                                                    | −15.9 (3.4)                                                    | −24.8 (−12.6)                                                  | −28.0 (−18.4)                                                  |
| 平均降水量 mm（）                                              | 35.6 (1.40)                                                    | 34.4 (1.35)                                                    | 34.2 (1.35)                                                    | 36.8 (1.45)                                                    | 58.1 (2.29)                                                    | 67.8 (2.67)                                                    | 81.5 (3.21)                                                    | 63.3 (2.49)                                                    | 50.9 (2.00)                                                    | 42.6 (1.68)                                                    | 40.8 (1.61)                                                    | 41.7 (1.64)                                                    | 587.9 (23.15)                                                  |
| 平均降水天数（≥ 0.1 mm）                                       | 16.2                                                           | 14.2                                                           | 13.3                                                           | 11.3                                                           | 13.5                                                           | 13.6                                                           | 13.7                                                           | 12.5                                                           | 11.7                                                           | 13.1                                                           | 14.1                                                           | 15.7                                                           | 162.9                                                          |
| 平均相對濕度（％）                                             | 85.0                                                           | 82.5                                                           | 75.8                                                           | 66.5                                                           | 66.5                                                           | 66.9                                                           | 69.9                                                           | 70.9                                                           | 79.5                                                           | 83.1                                                           | 86.4                                                           | 86.4                                                           | 76.7                                                           |
| 来源：meteomodel.pl                                            |                                                                |                                                                |                                                                |                                                                |                                                                |                                                                |                                                                |                                                                |                                                                |                                                                |                                                                |                                                                |                                                                |

| 華沙的氣候數據                        | 華沙的氣候數據 | 華沙的氣候數據 | 華沙的氣候數據 | 華沙的氣候數據 | 華沙的氣候數據 | 華沙的氣候數據 | 華沙的氣候數據 | 華沙的氣候數據 | 華沙的氣候數據 | 華沙的氣候數據 | 華沙的氣候數據 | 華沙的氣候數據 | 華沙的氣候數據 |
| 月份                                  | 一月           | 二月           | 三月           | 四月           | 五月           | 六月           | 七月           | 八月           | 九月           | 十月           | 十一月         | 十二月         | 年             |
| ------------------------------------- | -------------- | -------------- | -------------- | -------------- | -------------- | -------------- | -------------- | -------------- | -------------- | -------------- | -------------- | -------------- | -------------- |
| 日平均日照时长（小时）                | 8.0            | 10.0           | 12.0           | 14.0           | 16.0           | 17.0           | 16.0           | 15.0           | 13.0           | 11.0           | 9.0            | 8.0            | 12.4           |
| Source: Weather Atlas (sunshine data) |                |                |                |                |                |                |                |                |                |                |                |                |                |

## 城市景觀

### 城市布局与建筑
华沙悠久而独具特色的历史，深刻影响了这座城市的建筑风格与城市布局。與其他大多數的波蘭城市不同，華沙的城市风貌以现当代风格为基调，现代玻璃大厦与历史建筑并存，拥有精心设计的天際線。近几十年来，华沙的城市发展主要采用同心圆理论，因此时至今日，大多数市民居住在中心区以外，通过地铁、公交、有轨电车等进行通勤。中心城区的公寓通常用于商业活动或临时住宿，而距离中心城区最近的住宅区则位于内城区的外围部分。
16世紀末起，華沙开始成为国家的首都以及王室的驻地。成为首都之初，华沙仍然只是一座小城市，仅有私人擁有的宮殿、宅第、別墅以及一些排屋，这些建筑色彩丰富，建築細節精巧。往事和贵族聘請了来自德意志、意大利、尼德兰等地的优秀建築師，如蒂爾曼·範·加梅倫、安德烈亞斯·施盧特、雅克布·豐塔納、恩里科·馬克尼等。華沙老城附近的建築囊括了几乎所有的欧洲建筑风格，横跨不同历史时期。华沙拥有哥特式、文藝復興、巴洛克和新古典主義等建築风格的优秀范例，这些具有典型性的建筑基本全部位于市中心范围内。
华沙的哥特式建築風格以雄偉壮丽的教堂为代表
，在世俗建筑和防御工事中也有体现。城中具代表性的哥特式建筑有圣若翰洗者圣殿总主教座堂
（建于1390年）、聖母訪親教堂（建于1411年）、布爾巴赫聯排別墅（建于14世紀）、火藥塔（建于1379年）、皇家城堡(建于1407年至1410年)等。文藝復興建築集中於老城集市广场，代表有巴利奇科家族住宅（建于1562年）、萨尔瓦多住宅（建于1632年）等。風格主義建築的典型为耶穌會教堂（建于1609年至1626年）。重要的早期巴洛克風格建築有聖雅辛特教堂（建于1603年至1639年）、西吉斯蒙德圆柱（建于1644年），其中西吉斯蒙德圆柱是近代世界第一座用于世俗用途的圆柱形建筑。

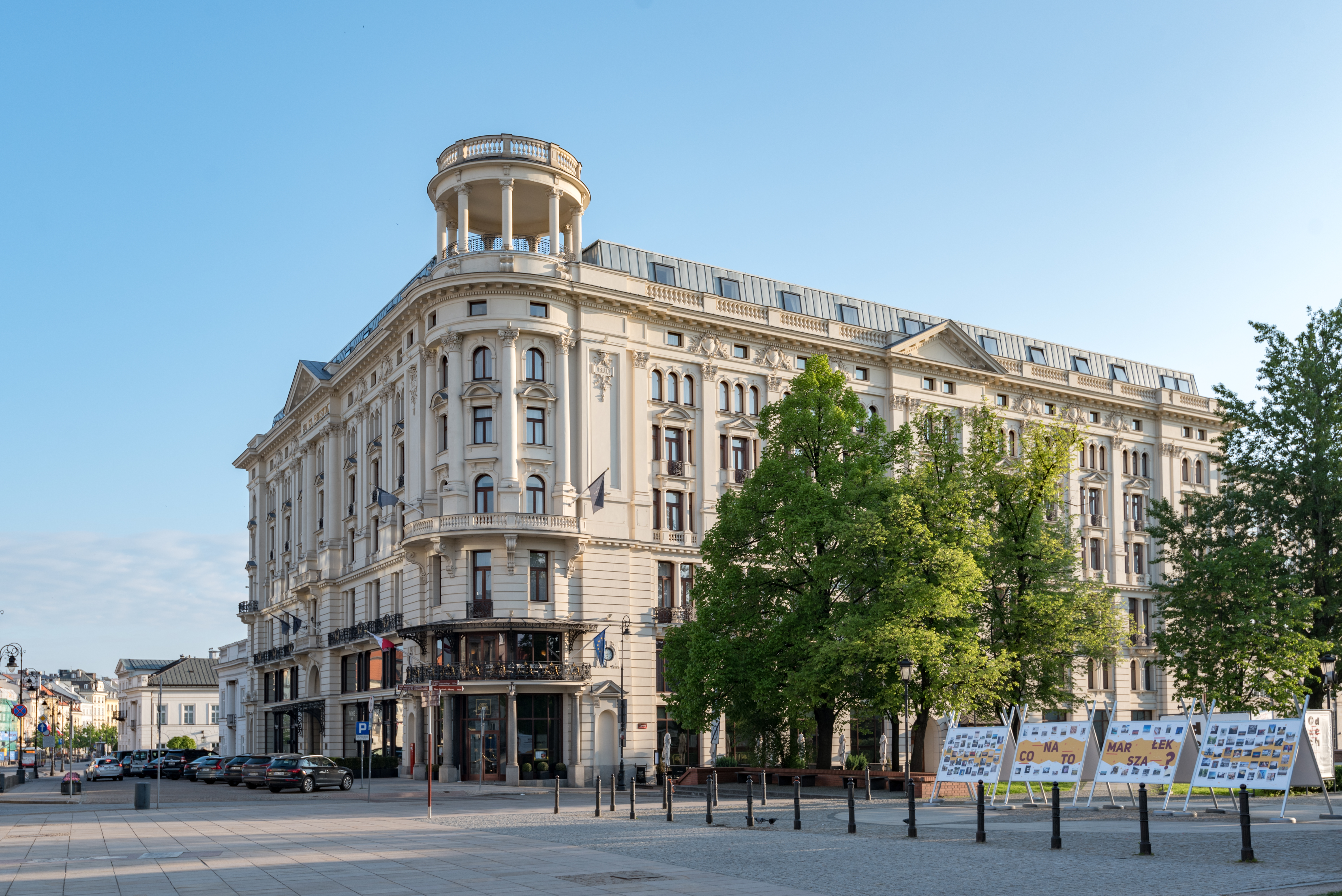
布里斯托酒店是华沙的代表性建筑之一

巴洛克全盛時期建築的著名例子包含克拉辛斯基宮（建于1677年至1683年）、維拉諾宮（建于1677年至1696年）和聖加西彌祿教堂（建于1688年至1692年）等。较为典型的洛可可建築则包括恰普斯基宮（建于1712年至1721年）、四風宮（建于18世纪30年代）和聖母訪親女修會教堂（建于1728年至1761年）。城中新古典主義建築的代表作包含瓦津基宮（建于1775年至1795年），克羅利卡尼亞宮（建于1782年至1786年）、加爾默羅會教堂（建于1761年至1783年）和聖三一教堂（建于1777年至1782年）。进入19世纪以后，新古典主義風格的複興，深刻影響了城市各地的公共建築，著名例子包括華沙大劇院（建于1825年至1833年）和银行广场建筑群（建于1825年至1828年）等。
19世纪后期，布尔乔亚风格建筑曾繁荣一时。尽管如华沙爱乐乐团音乐厅等这一时期的代表性建筑或疏于治理，或被改建为社会主义现实风格，但華沙理工大學（理工）大樓（建于1899年至1902年）等的建筑仍然得以保留，成为19世纪后期华沙的象征。普拉加区的一部分19世紀工業時期建築得到了修復，但多数建築或維護不善，或被直接拆除。薩克森宮與布呂爾宮等战前地标性建筑在二战期间被德军摧毁，至今尚未开始重建。
戰後，由于波兰成为社会主义阵营的一员，因此华沙的建筑也深受現代主義、社会主义等風潮的影響，这一时期最著名的建築物包括以纽约帝国大厦为蓝本的科学文化宫（建于1952年至1955年）以及以巴黎、倫敦、莫斯科和羅馬等地的廣場为原型的憲法廣場等。救世主廣場的托斯卡納風格柱廊则参考了共和國廣場的同类建筑。
當代華沙的代表性建筑包括由诺曼·福斯特設計的位于畢蘇斯基廣場的大都會辦公樓、由馬雷克·布津斯基（Marek Budzyński）和茲比格涅夫·巴多斯基（Zbigniew Badowski）設計的華沙大學圖書館、由SOM建築設計事務所設計的Rondo 1写字楼、由丹尼爾·里伯斯金設計的黄金44号住宅大楼、由雷納·馬拉邁基設計的波蘭猶太人歷史博物館以及金露台等。由於近年来摩天大樓的大量兴建，目前華沙已经成为歐洲摩天大樓最多的城市之一，2022年完工的華沙塔為歐盟最高建築。

### 地標
| 華沙老城地圖 |

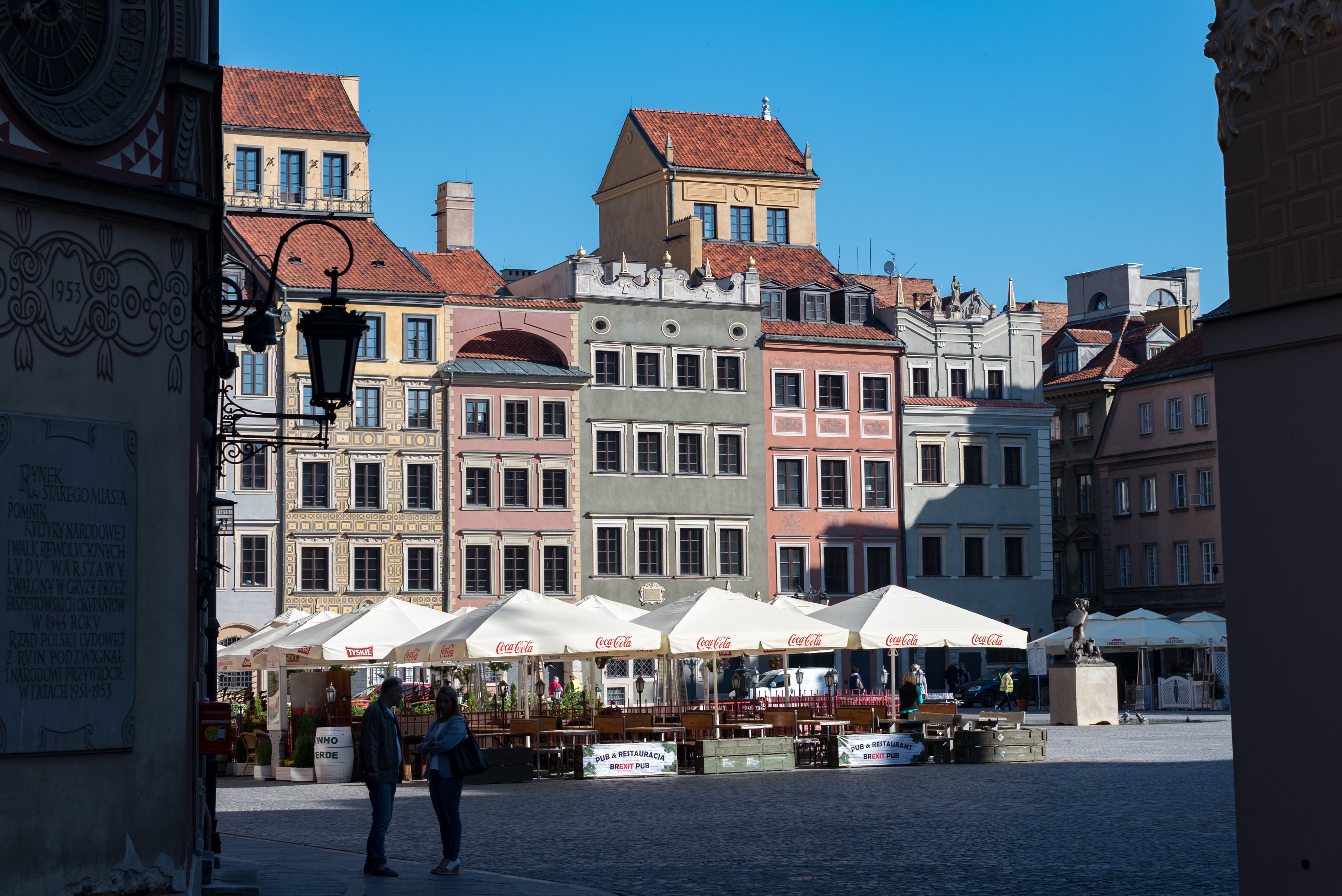
被聯合國教科文組織列為世界遺產的華沙老城區

儘管與欧洲其他国家的首都相比，當代華沙的历史相对较短，但城市中擁有許多可以追溯到幾個世紀以前的建築與紀念碑。城中的每個区域都存留了不少昔日的遺跡，以二戰後得以系统性重建的華沙老城为代表。老城最著名的地標是皇家城堡、西吉斯蒙德圆柱、集市廣場和華沙甕城。
从老城向南，就到达了皇家之路。這條大街是过去波兰国王举行典礼的路线，擁有許多歷史悠久的教堂及宮殿，其中最著名的是總統府和華沙大學。揚三世·索別斯基索的前住所維拉諾宮也是該地區著名的觀光景點之一，以其巴洛克式建筑风格及华美的花园而闻名。
波萬茨基公墓是歐洲最古老的公墓之一，以豐富的雕塑為特色，其中一些雕塑是由19至20世紀的著名藝術家創作的。由于这里埋葬了天主教徒、猶太人、東正教徒、穆斯林、新教徒等不同宗教背景的市民，故此地又有“大墓地”（Necropolis）之称。附近的奧科波瓦街猶太公墓是歐洲最大的猶太公墓之一。

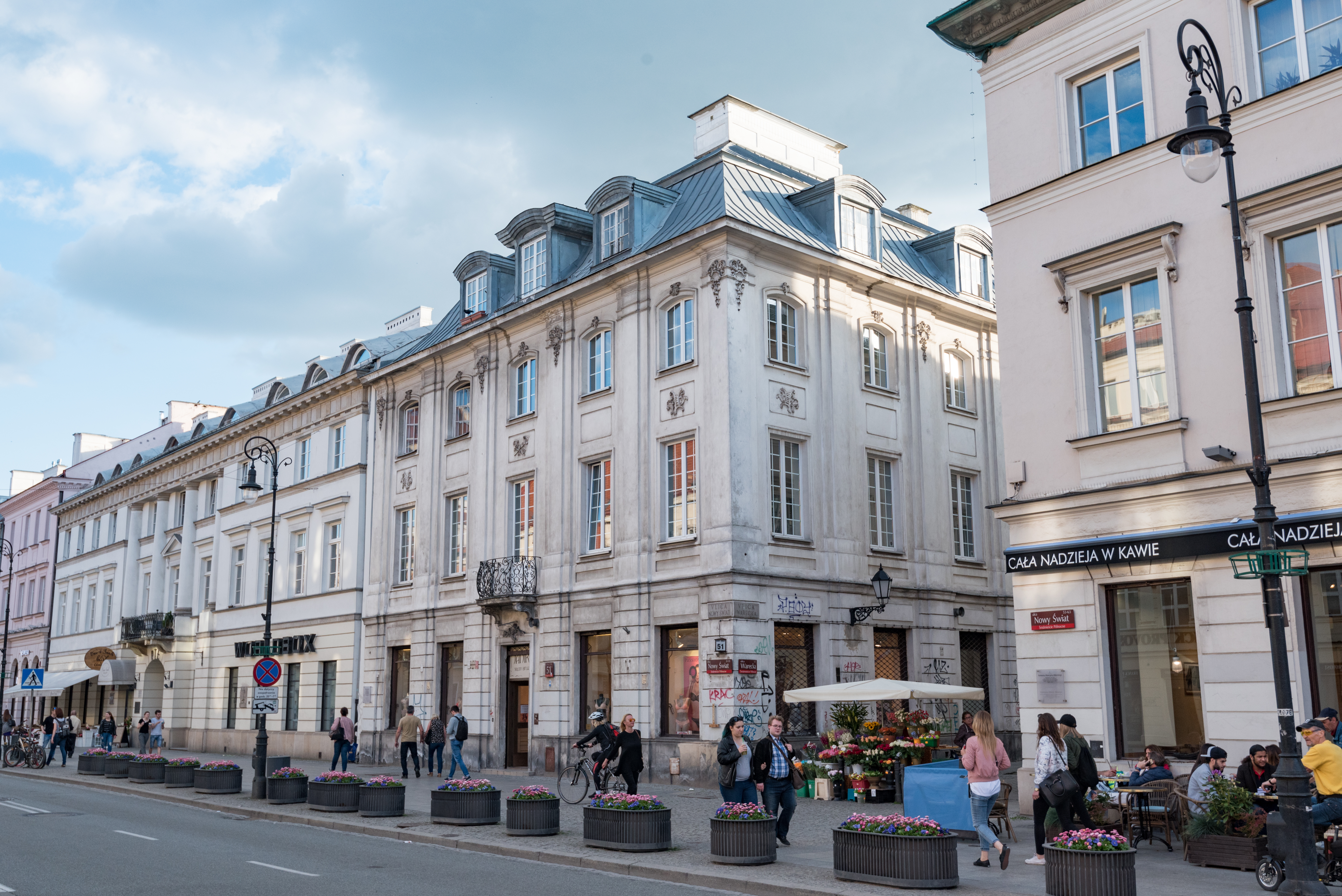
新世界街是华沙重要的商业街之一

华沙犹太文化遗产众多，其中最著名的是華沙猶太劇院、諾茲克猶太會堂、雅努什·科扎克孤兒院和虛榮街（Próżna）等，而猶太人區英雄紀念碑、集合場、錫耶納街上的猶太人集中區隔离墙碎片以及为紀念猶太戰鬥組織而建成的土丘等地则是华沙犹太人悲惨历史的见证。
華沙的英雄歷史为这座城市留下了大量纪念建筑。帕維克曾为蓋世太保監獄，现已改建为烈士陵园及博物馆。華沙要塞是19世紀在十一月起義失敗後由俄国人建造的防禦要塞，是波蘭起义者殉難的重要地點。位于老城城牆的小起義者雕像則是紀念在華沙起義中擔任信使和前線部隊的儿童。華沙起義紀念碑是世界上规模最大的二战紀念物之一。
华沙是著名作曲家弗雷德里克·肖邦的主要居住地之一，至今仍然保存着众多与其相关的地点，其心臟也被安放于聖十字教堂內。每年夏季，瓦金基公园的肖邦雕像附近都会举办钢琴音乐会。此外，著名物理学家玛丽·居里的出生地、首次從事科學工作的地點以及由其建于1925年的镭研究所也均位于华沙。

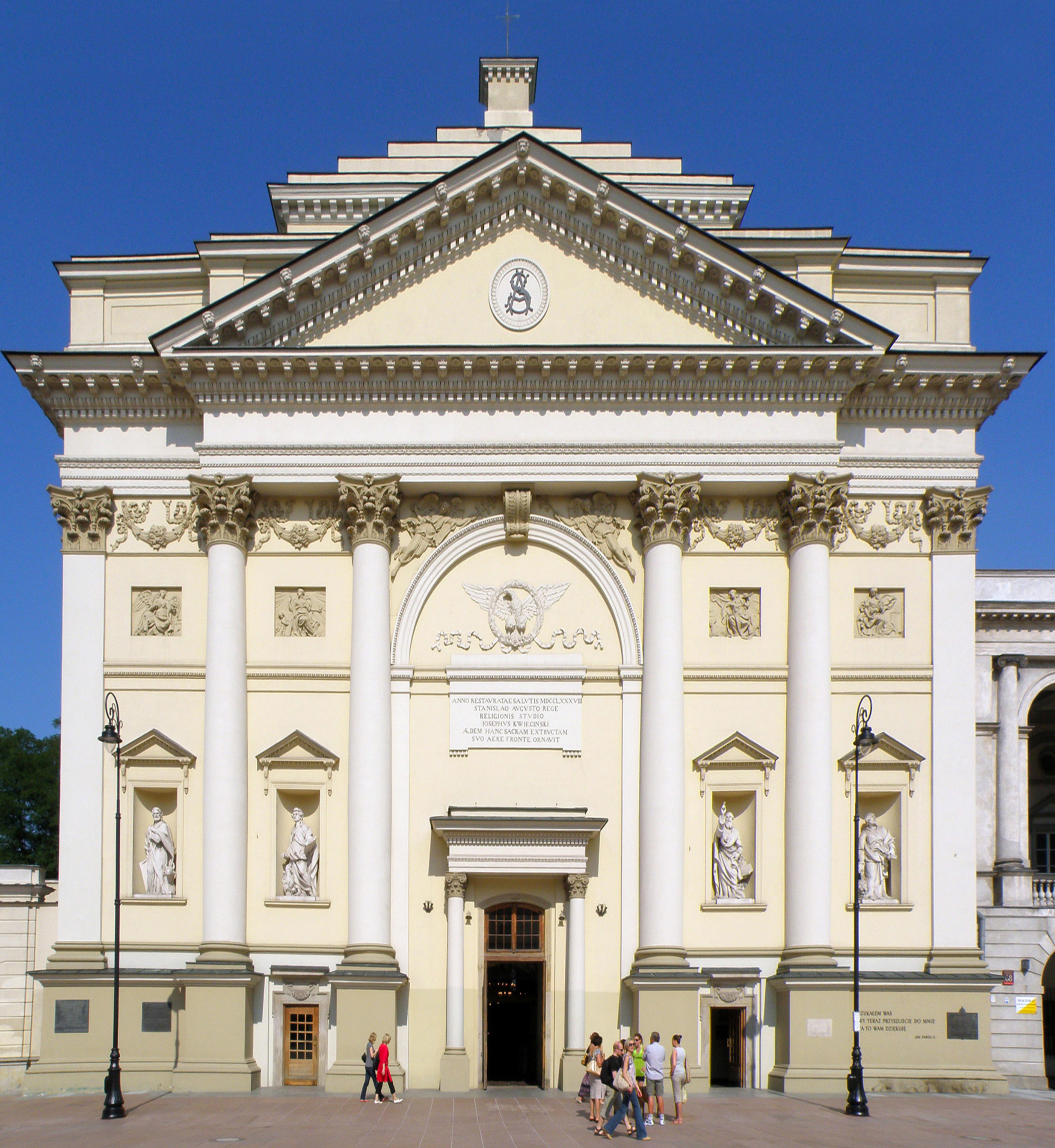
聖亞納教堂
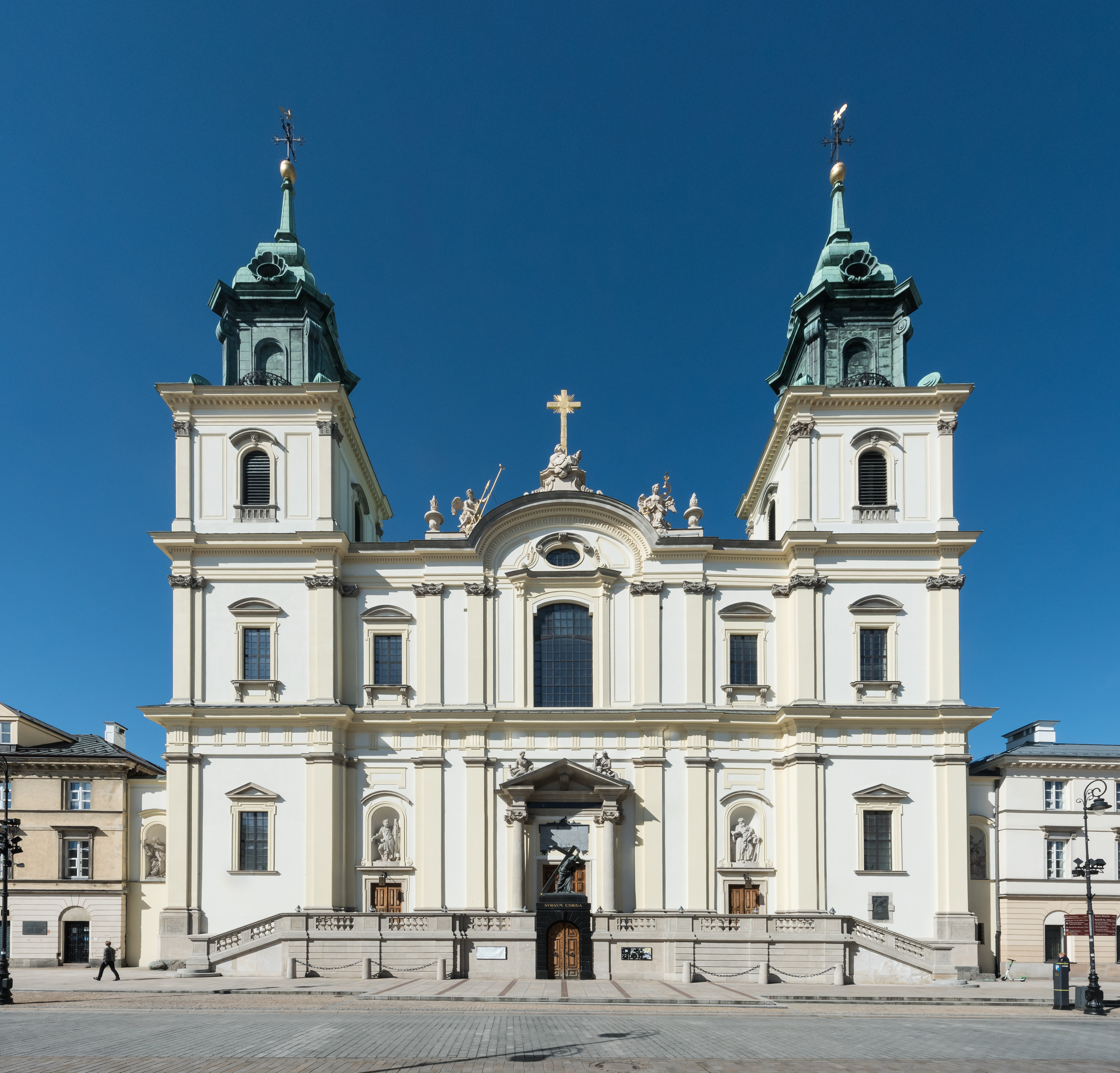
圣十字圣殿
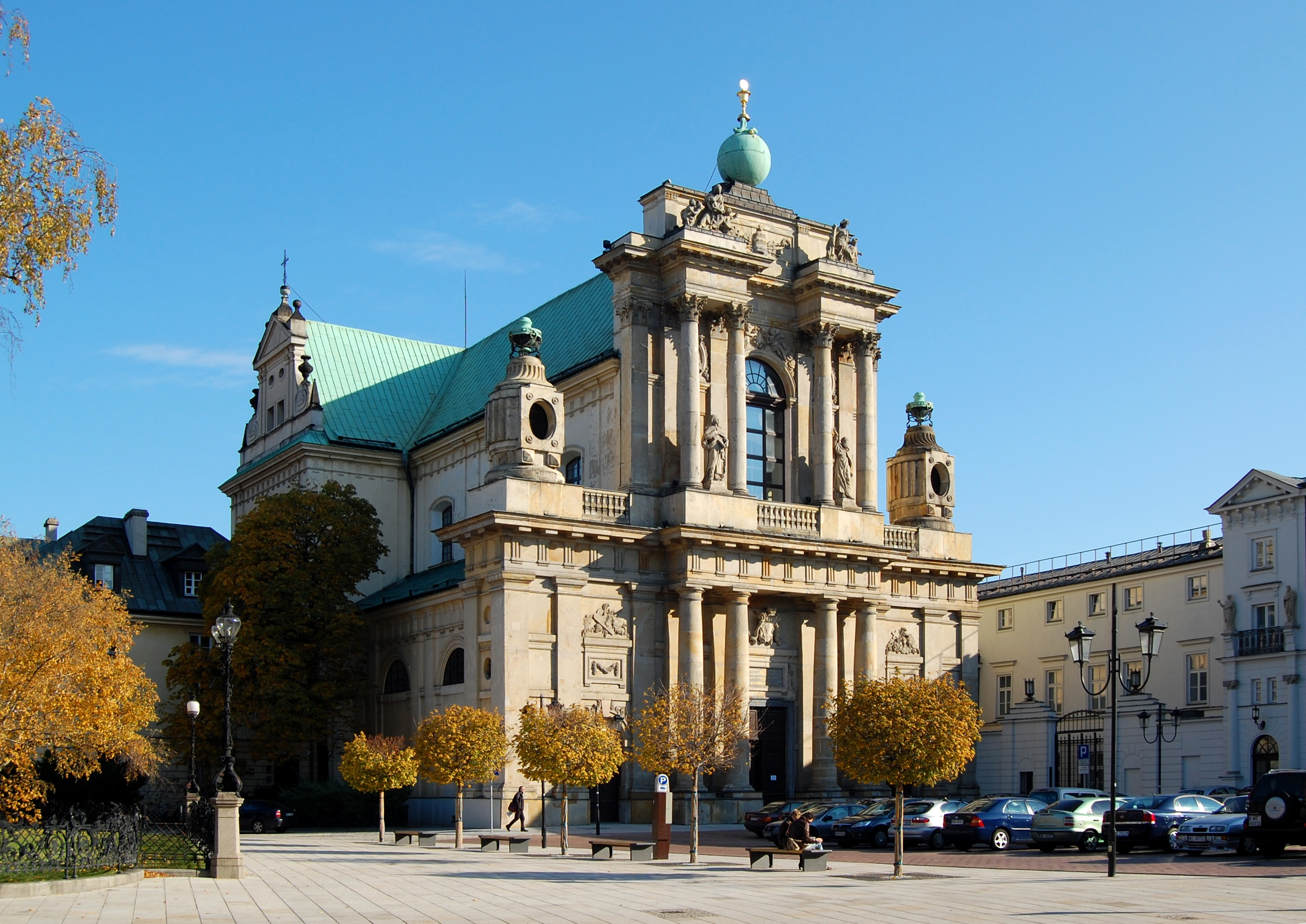
加爾默羅會教堂
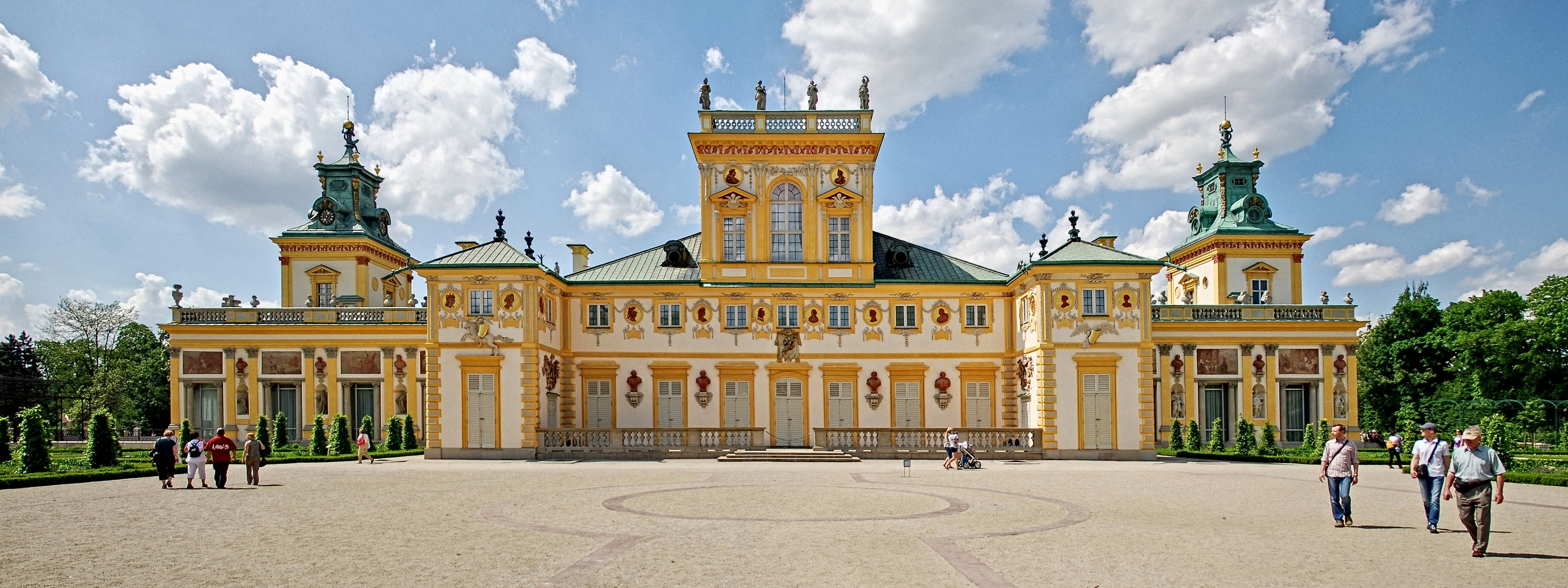
維拉諾宮
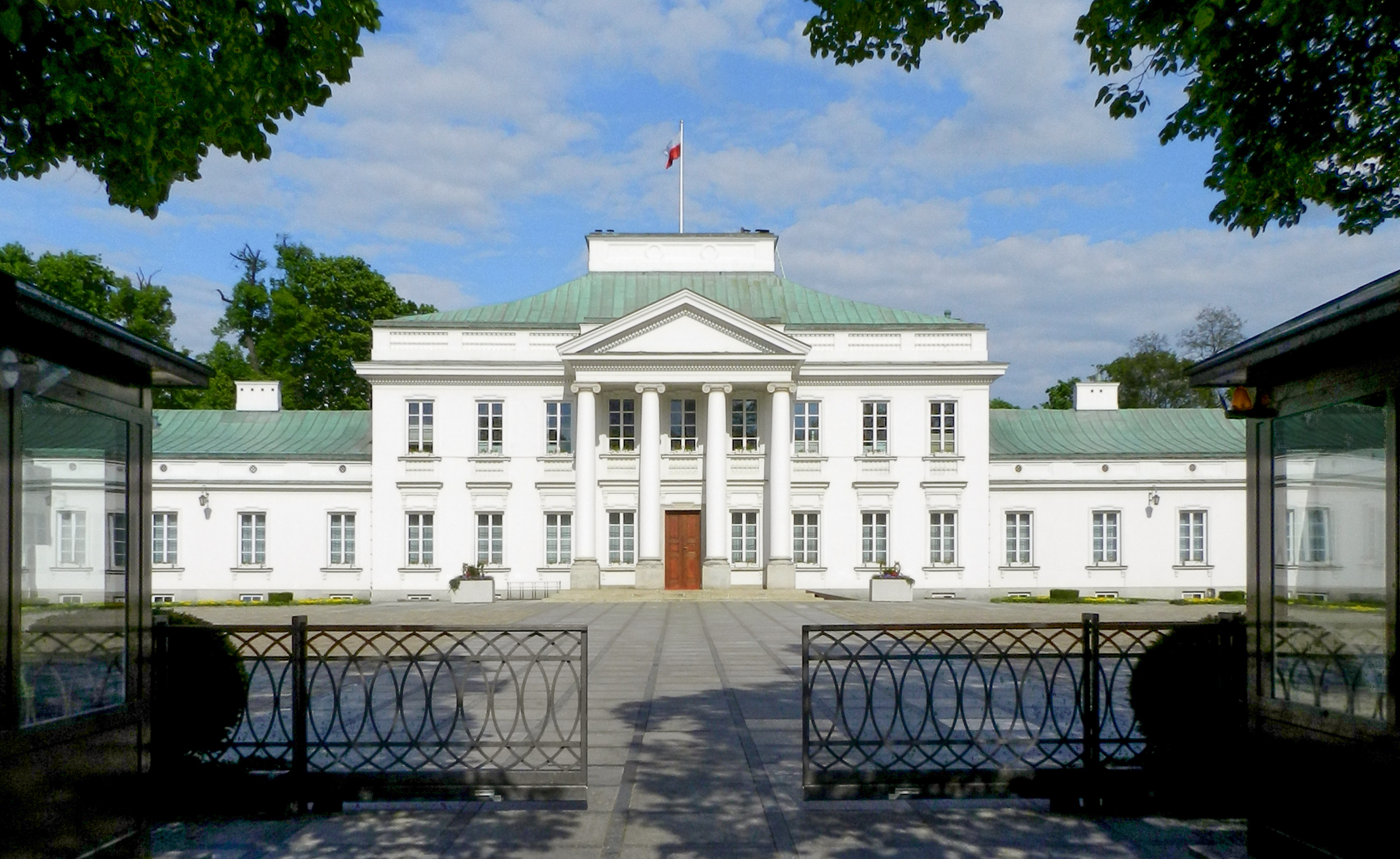
美景宮
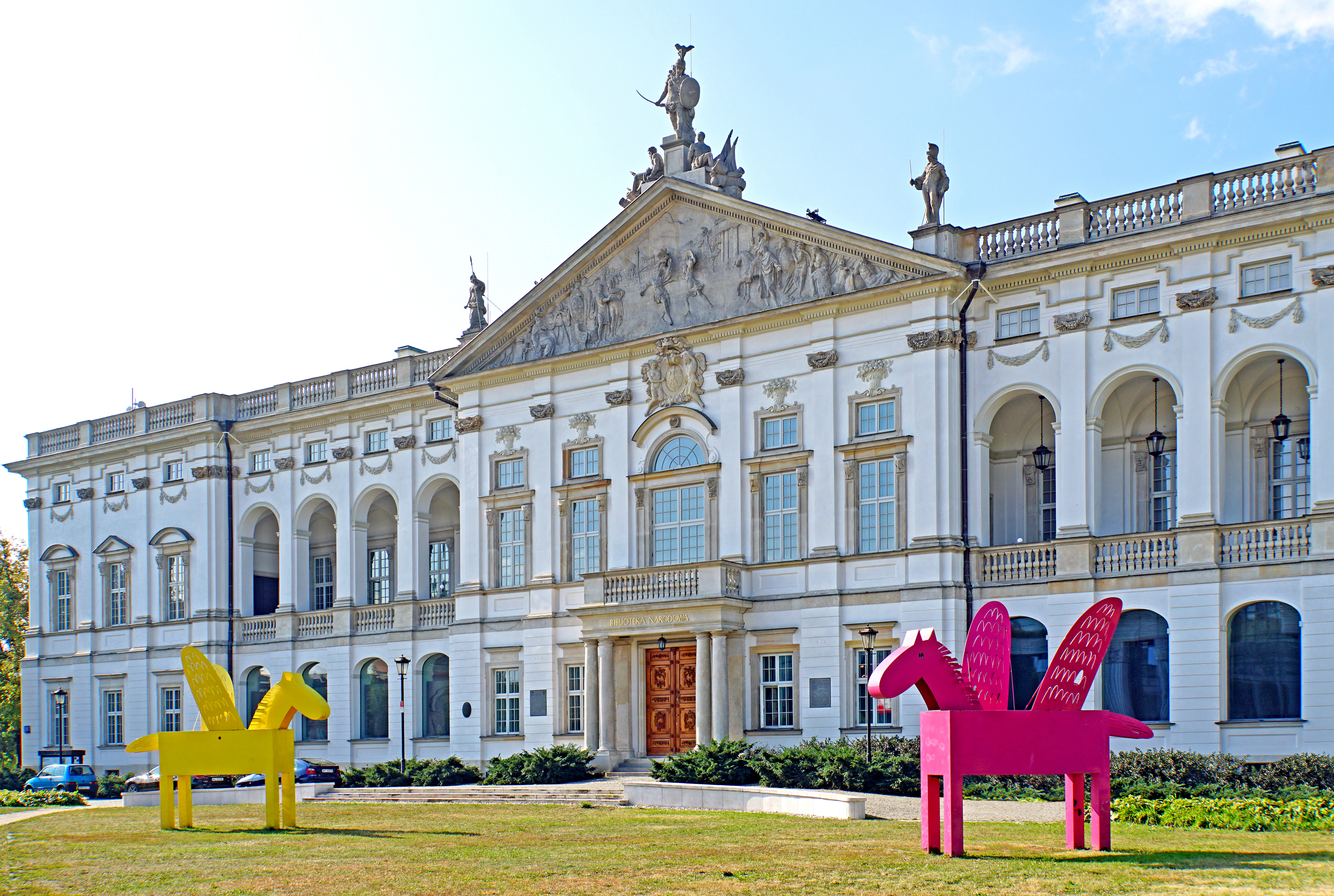
克拉辛斯基宮
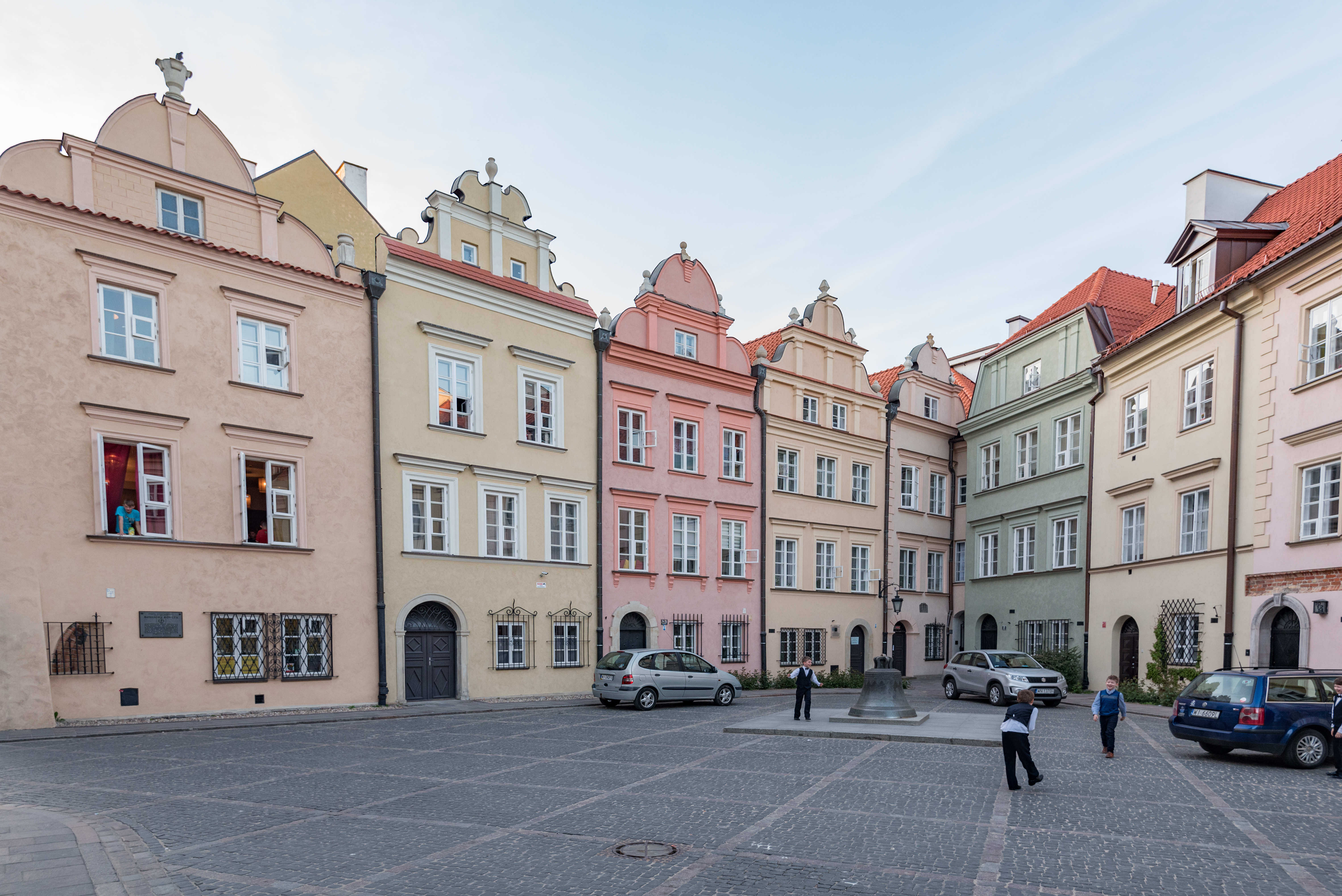
擁有歐洲最窄聯排別墅的佳能廣場（Kanonia）
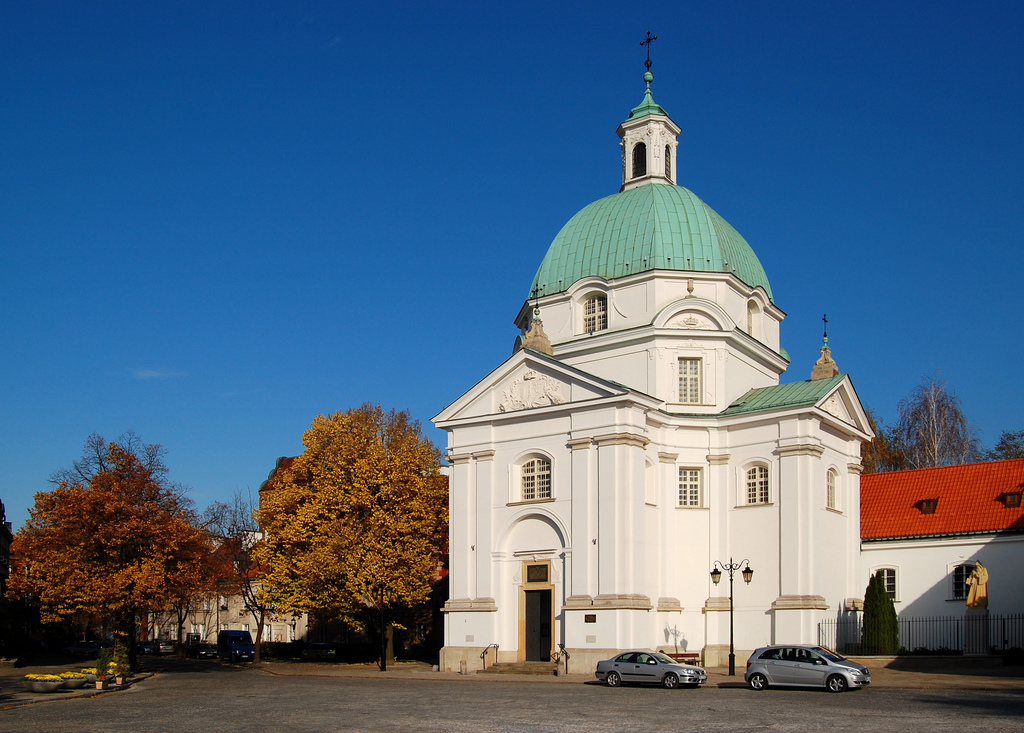
聖加西彌祿教堂
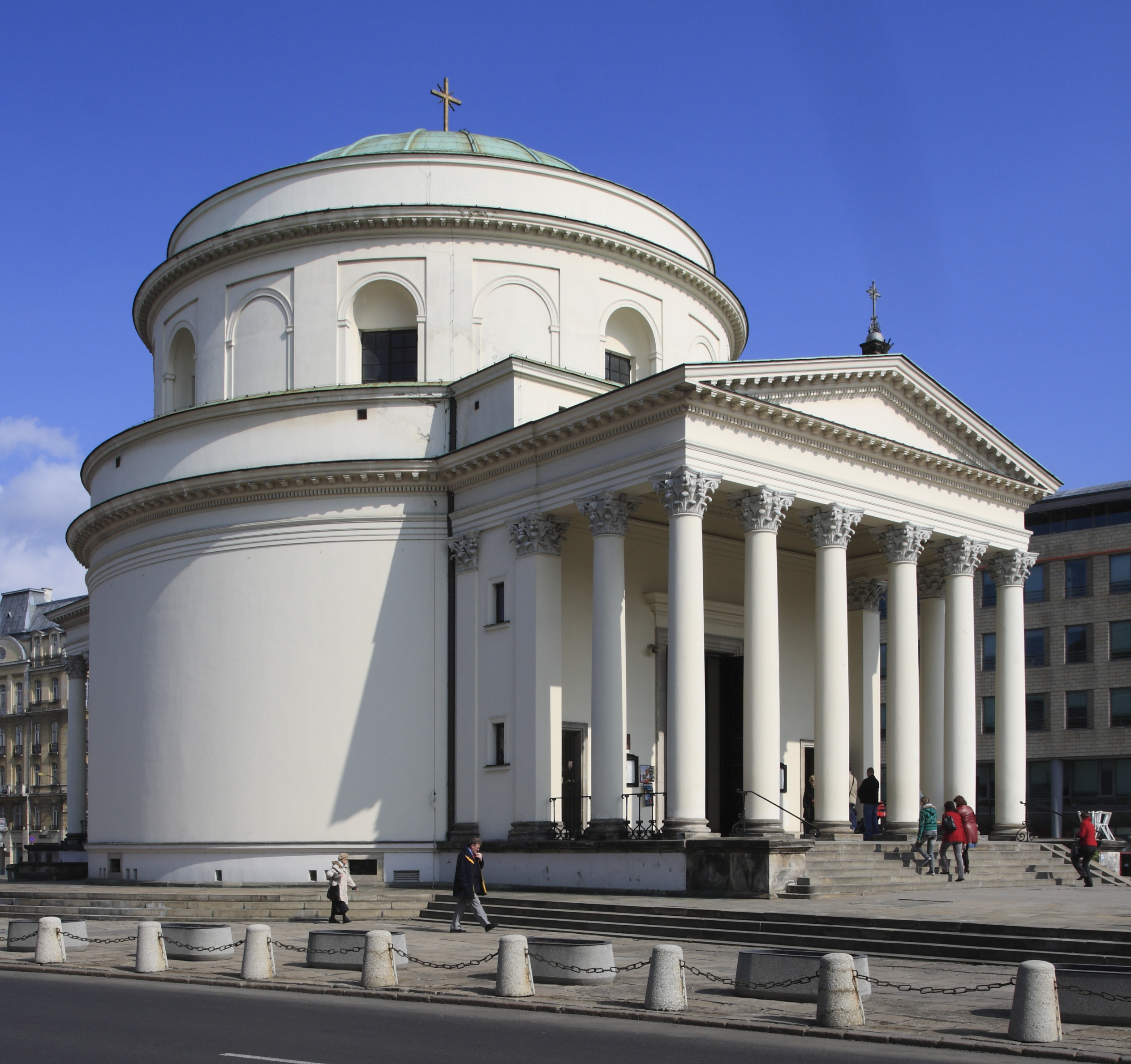
聖亞歷山大教堂
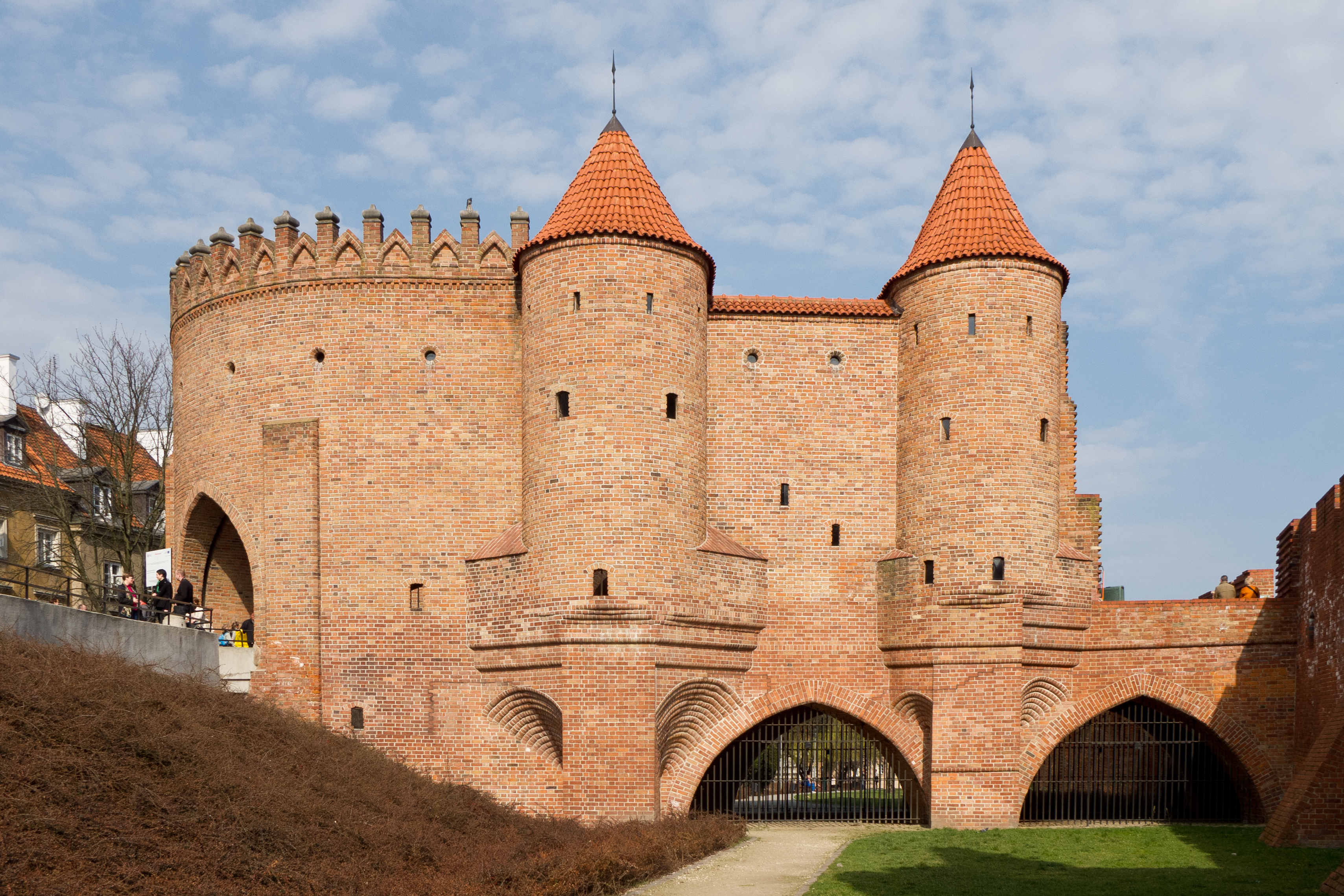
華沙甕城
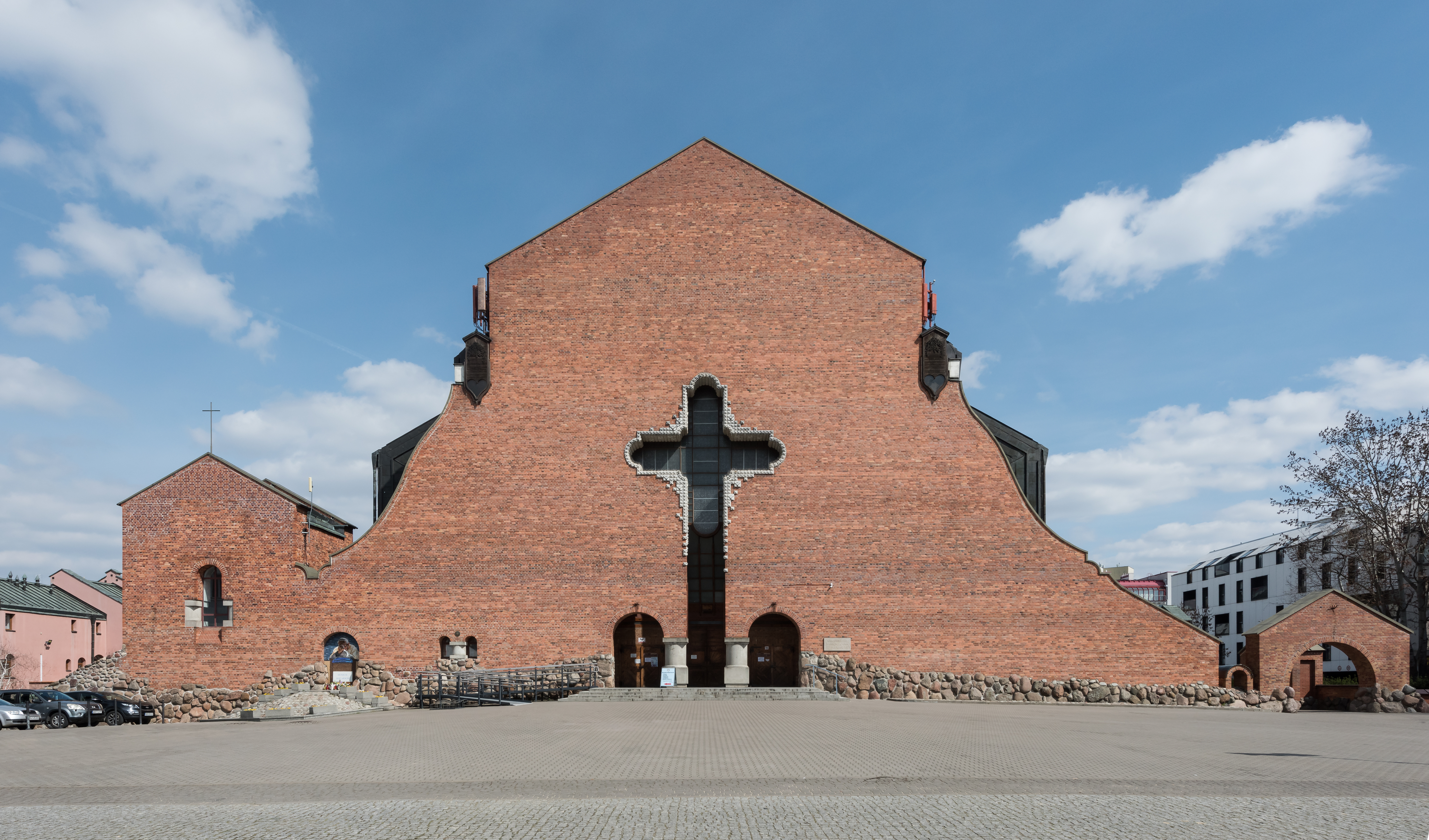
華沙主升天教堂

### 生态环境
华沙生态环境良好，綠地佔城市總面積的约四分之一，涵盖了街心公园、社区綠地、林荫大道、大型歷史公園、自然保護區和城市森林等多种类型。据统计，全市有多達82個公園，其中较著名的有薩克森花園、克拉辛斯基花園、瓦金基公园和維拉諾宮公園等。

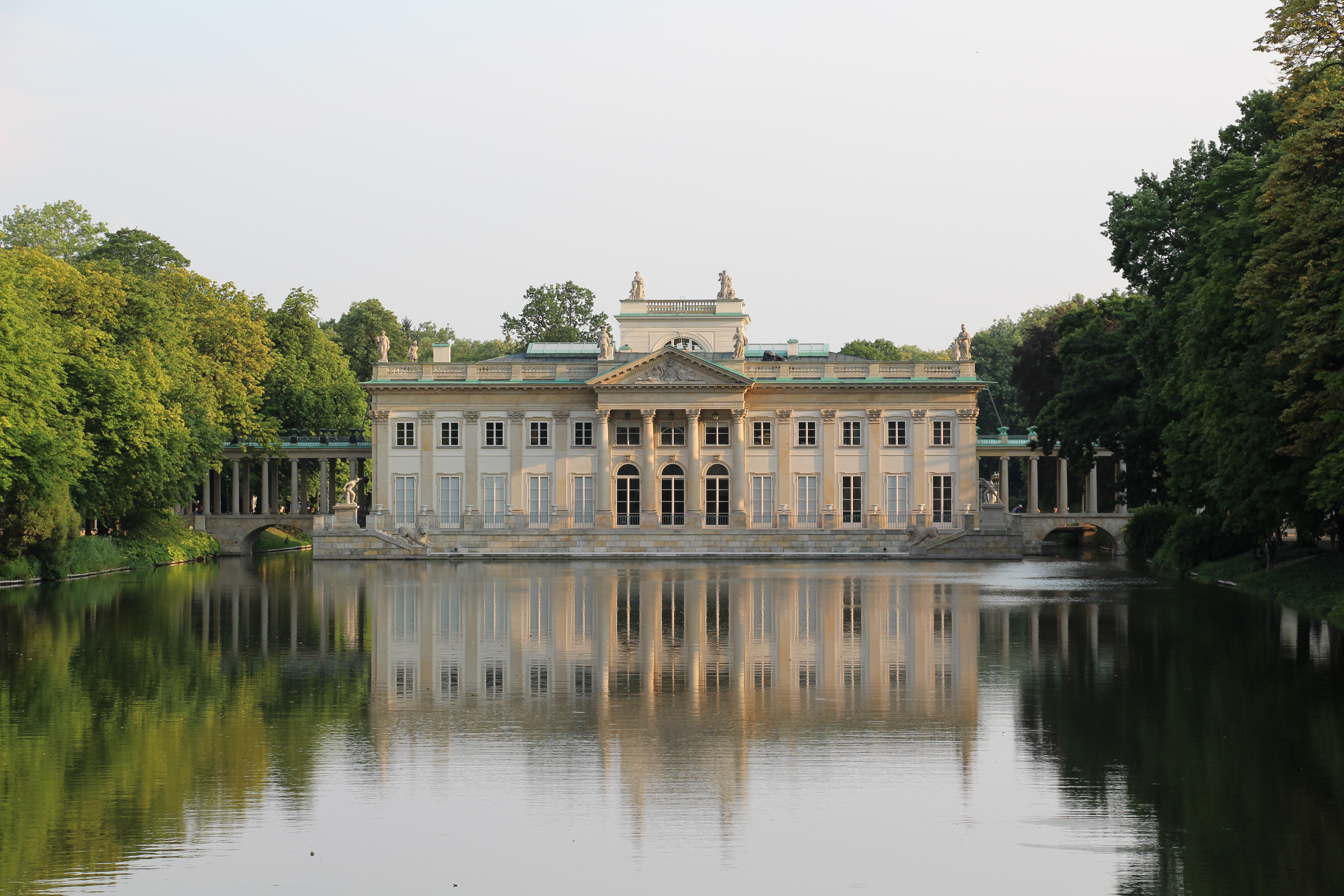
瓦津基宮，也被稱為“島上的宮殿”

薩克森花園始建于1727年，佔地15.5公頃，是世界上最早的公园之一，曾为撒克森宮的皇家花園，後改建為英国风格。無名烈士墓位於毕苏斯基公园内，靠近薩克森花園的中央噴泉。克拉辛斯基宮花園擁有長椅、花毯和中央池塘，曾为华沙热门的旅游景点。瓦金基公园占地76公顷，景观建筑和树木独具特色，公园内的孔雀、松鼠和野鸡等动物也吸引着国内外游客前往。維拉諾宮公園可追溯至17世紀下半葉，佔地43公頃，内部建筑具有浓郁的法国和巴洛克风格。

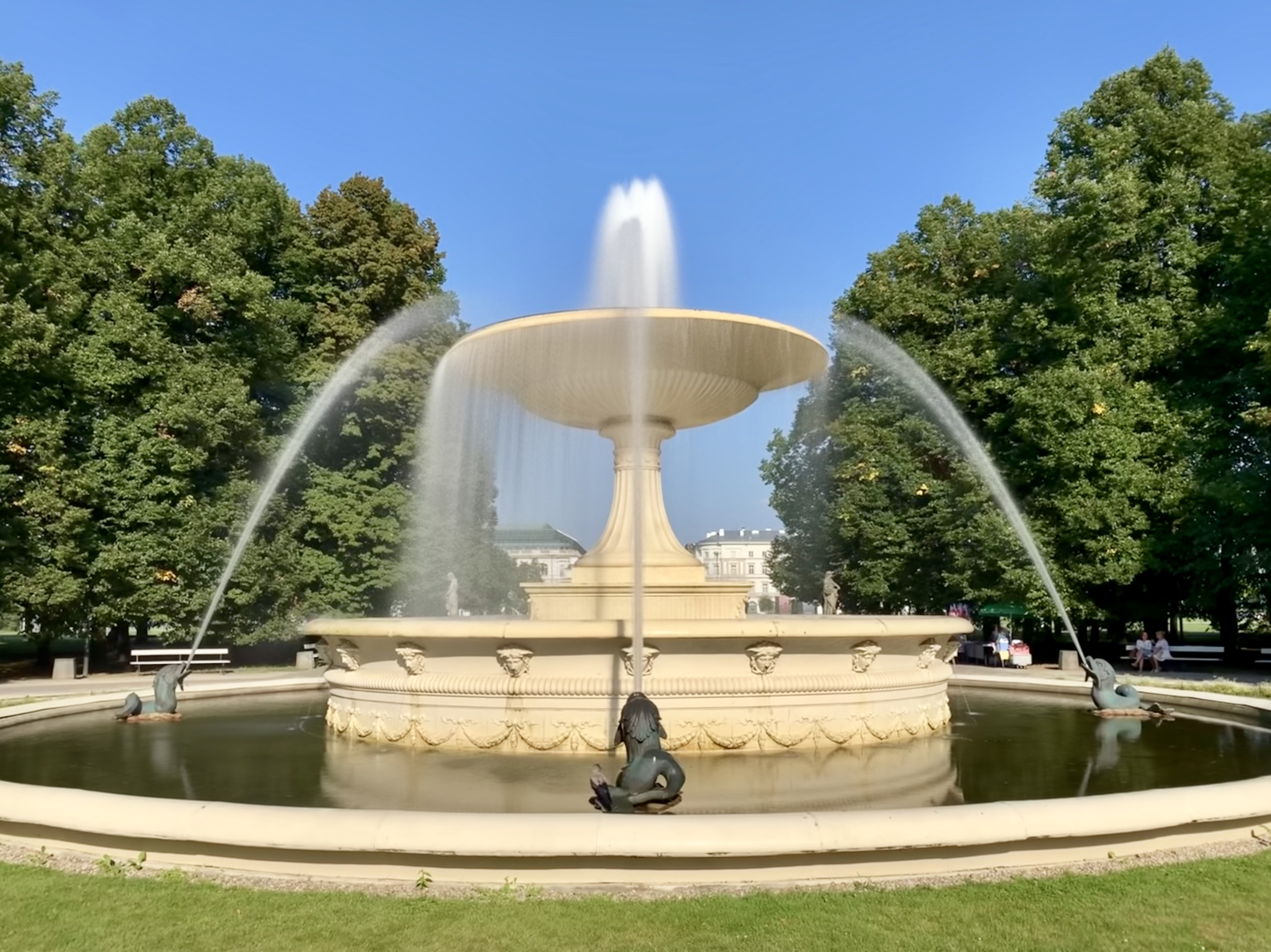
薩克森花園中央噴泉

华沙植物園和華沙大學圖書館屋頂花園拥有大量國內外珍稀植物，而新橘園的棕櫚屋則汇聚了世界各地的亞熱帶植物，莫科托夫公园（原为賽馬場）、烏亞茲多夫公園、斯卡伊茨維斯基公園也位於城市范围內。普拉加公园建於1865年至1871年之間，是普拉加區最为古老的公園。
以城市生态系统的标准而言，華沙的植物物種多樣性相當豐富。這主要得益于華沙地处森林、濕地、耕地、草地等不同植被分布区的交界带。坎皮諾斯自然保護區是马佐夫舍原始森林僅存的部分，现已立法加以保护。卡巴蒂森林位於城市南部邊界，是华沙地区较为热门的旅游目的地。華沙周围15公里（9英里）范围内有13個自然保護區，这些保护区内部生态系统保存完好，水獺、海狸和數百種鳥類等動物繁衍生息。此外，華沙還有幾個湖泊，其中有代表性的是切爾尼亞科夫和卡米歐尼克的牛軛湖。
華沙動物園的历史渊源可追溯到17世紀的私人動物園，1928年正式建立，佔地40公頃（99英畝）。園内約有近5,000隻動物，涵盖近500個物種。通常而言，華沙動物園对公眾開放。

## 人口
| 國家 | 人口   |
| --- | ------ |
| 乌克兰 | 14,765 |
| 白俄羅斯 | 3,448  |
| 越南 | 2,957  |
| 俄羅斯 | 1,882  |
| 德国 | 1,837  |
| 法國 | 1,080  |
| 中國 | 1,000  |
| 義大利 | 891    |
| 摩尔多瓦 | 845    |
| \| 其他國家 \| 其他國家 \| \| -------- \| -------- \| \| 英国 \| 818 \| \| 拉脫維亞 \| 760 \| \| 西班牙 \| 551 \| \| 美国 \| 425 \| \| 瑞典 \| 377 \| \| 羅馬尼亞 \| 352 \| \| 立陶宛 \| 312 \| \| 匈牙利 \| 306 \| \| 保加利亚 \| 282 \| \| 塞爾維亞 \| 279 \| \| 捷克 \| 254 \| \| 葡萄牙 \| 247 \| \| \| 244 \| \| 亞美尼亞 \| 244 \| \| \| 242 \| \| 荷蘭 \| 233 \| \| \| 212 \| \| 日本 \| 204 \| \| \| 204 \| \| 奥地利 \| 203 \| \| 斯洛伐克 \| 171 \| \| 尼泊尔 \| 162 \| |        |
| 其他國家 |        |
| 英国 | 818    |
| 拉脫維亞 | 760    |
| 西班牙 | 551    |
| 美国 | 425    |
| 瑞典 | 377    |
| 羅馬尼亞 | 352    |
| 立陶宛 | 312    |
| 匈牙利 | 306    |
| 保加利亚 | 282    |
| 塞爾維亞 | 279    |
| 捷克 | 254    |
| 葡萄牙 | 247    |
| | 244    |
| 亞美尼亞 | 244    |
| | 242    |
| 荷蘭 | 233    |
| | 212    |
| 日本 | 204    |
| | 204    |
| 奥地利 | 203    |
| 斯洛伐克 | 171    |
| 尼泊尔 | 162    |

历史上，華沙曾经是波蘭人口结构最多元化的城市，大量市民出生于境外。过去，除了占主体地位的波蘭人之外，還有一個龐大而繁榮的猶太少數群體。根據1897年俄羅斯帝國人口普查，华沙猶太人达219,000人，占当时全市人口（638,000人）的34%。第二次世界大戰之前，華沙的猶太人口规模仅次于纽约，位居世界第二，1930年代後期，犹太人約佔該市總人口的30%。1933年，全市1,178,914人中有833,500人以波蘭語為母語。此外，战前的華沙還有一個德意志人社區。与历史相比，當代華沙的人口多样性已经大大降低。如今，华沙的人口增长主要来源于国内其他地区的移民以及城市化。 
1939年，华沙人口达約1,300,000人；到1945年，受戰爭因素影响，人口降至420,000人。戰後初期，由于人口增長率过高，华沙的住房很快就陷入短缺，难以容纳新的外来人口。为解决这一问题，市政府采取了多种措施，包括擴大城市的總面積，以及仅允许华沙永久居民的配偶、子女和一些具有知名度的人（著名專家、藝術家、工程師）定居等。定居限制措施的实施，使得在相当长的一段时间内，华沙市民被认为比起外来移民享有更多特权，从而对他们的形象产生了负面影响。尽管定居限制早在1990年就已经被取消，但对华沙人的负面印象仍以某种形式延续至今。

### 移民人口
與歐洲大多數的首都城市一樣，華沙的外國移民人口多于国内其他城市，但與巴黎或阿姆斯特丹等西欧国家首都仍相差甚遠。據估計，2019年，40,000名华沙居民出生于国外。其中，烏克蘭人、白俄羅斯人、俄羅斯人和越南人是華沙最重要的外来移民群體。
2022年，受俄罗斯入侵乌克兰影响，大量乌克兰人沦为难民，超过250万人涌入波兰，其中有30万人选择留在华沙及附近地区，使得华沙人口在1个月内增加了17%。

### 宗教
縱觀歷史，華沙一直是不同文化、不同宗教相融合的城市。根據1901年人口普查数据，在全市711,988名居民中，天主教徒佔56.2%，猶太人佔35.7%，希臘東正教徒佔5%，新教徒佔2.8%。八年後的1909年，城市共有281,754名猶太人（占36.9%）、18,189名新教徒（占2.4%）和2,818名瑪利亞維派教徒（占0.4%）。多元的宗教结构，促使各大宗教在全市各地大规模建造宗教场所，鼎盛时期多达數百座。大部分宗教场所在1944年華沙起義後被德军摧毀。戰後，波蘭新政府不鼓勵宗教活动，因此只重建了一小部分宗教設施。

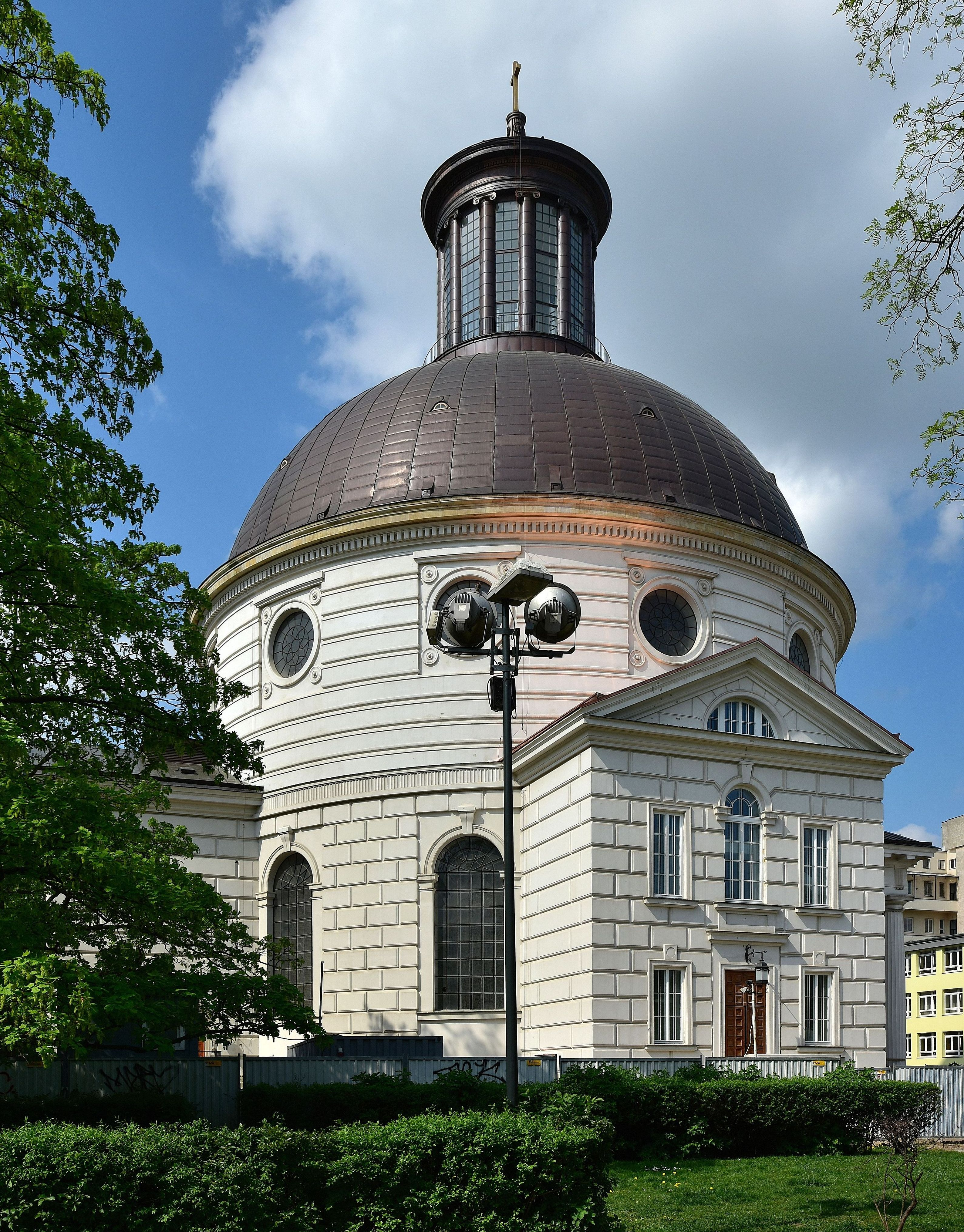
聖三一教堂是华沙的重要地标之一

天主教華沙總教區和天主教華沙-普拉加教區是华沙的兩大天主教區，服务市内140萬羅馬天主教徒。華沙路德教區是波蘭六大路德宗教區之一，其主要禮拜堂是建於1781年的聖三一教堂，这座教堂也是華沙最重要和最具歷史意義的地標之一。福音派歸正教區（属加爾文教派）則領導波蘭歸正教會。华沙東正教徒的主要活动場所則為位于普拉加区的抹大拉的馬利亞主教座堂 。華沙猶太社区 (Gmina Wyznaniowa Żydowska) 是波兰八大犹太社区之一，城内还有3座犹太教会堂，波兰首席拉比迈克尔·舒德里奇也居住在华沙。奧喬塔的伊斯蘭文化中心和維拉諾夫的小清真寺則為城中穆斯林的宗教场所。

## 政府與政治
华沙是波蘭的首都，也是国家的政治中心。总统府、总理府、参议院、众议院、最高法院、最高行政法院以及宪法法庭等几乎所有的中央政府机构均位于华沙。华沙拥有20个众议院席位、4个参议院席位以及2个欧洲议会席位。

### 市政府

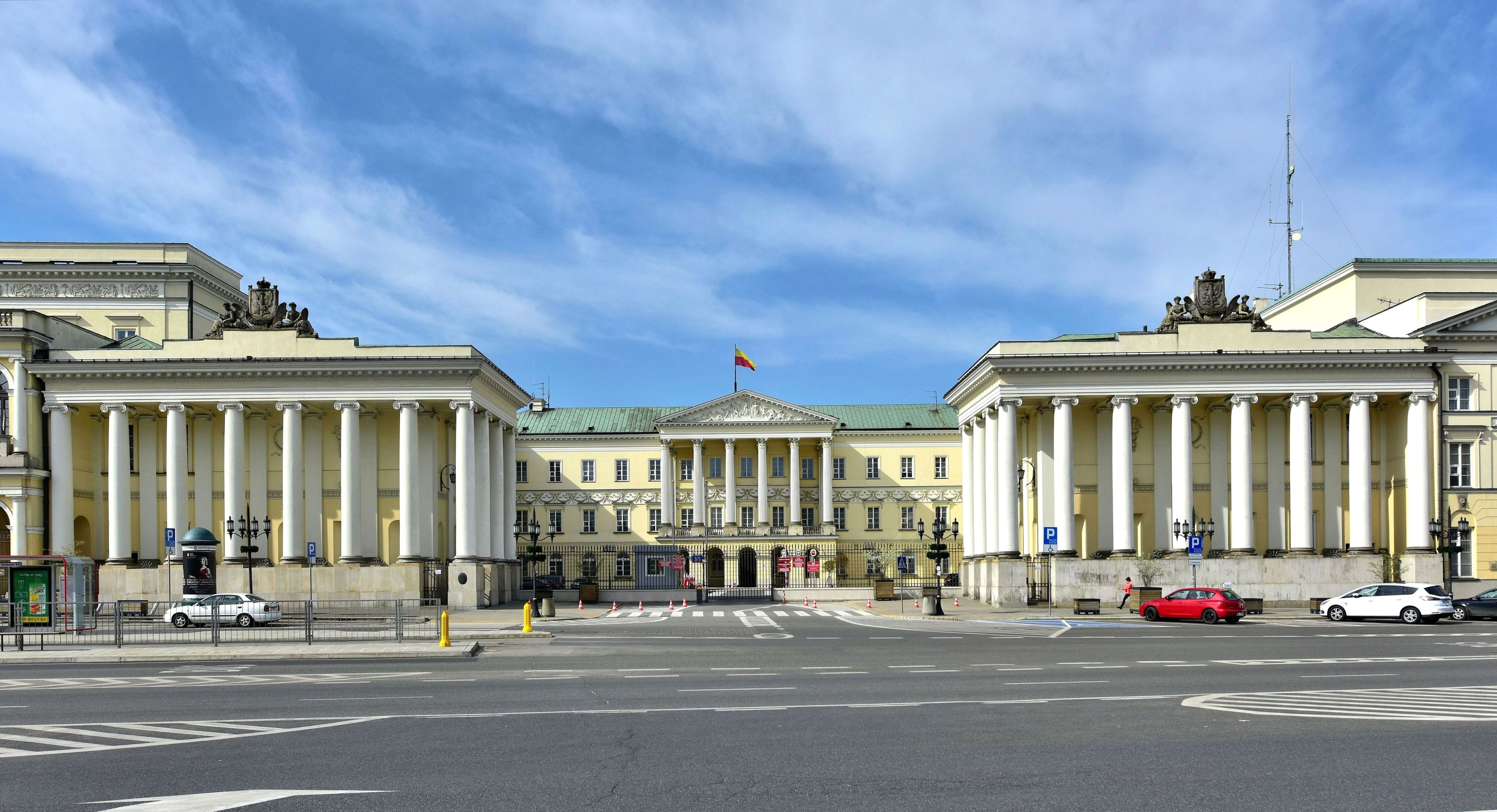
委員會宮，為華沙市政府駐地

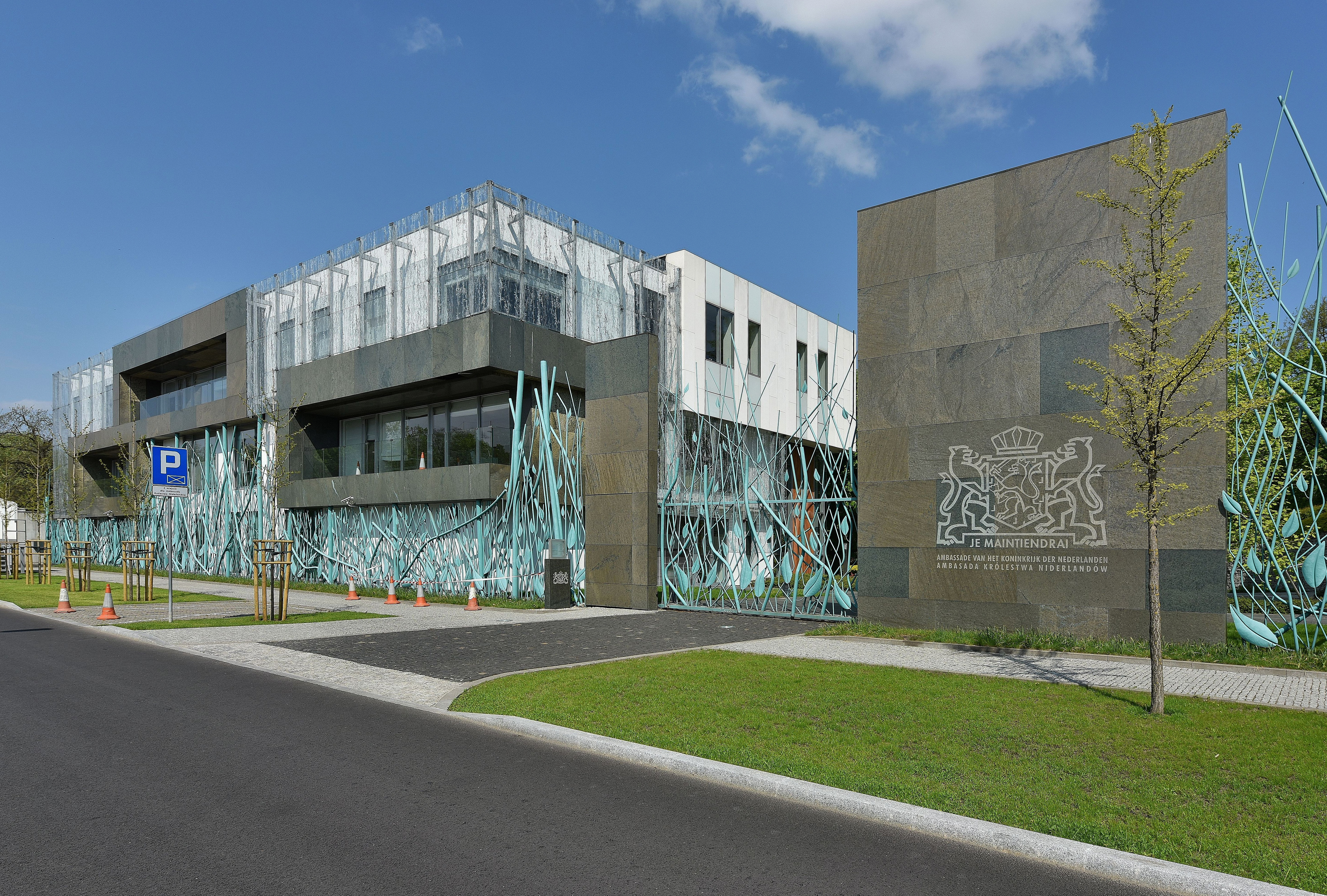
荷兰驻波兰大使馆

扬·安杰伊·门尼赫（Jan Andrzej Menich，1695年至1696年在任）是近代华沙第一任市长。此后直到第二次世界大戰，华沙市政府一直作为地方自治机构存在。人民共和国时期，市政工作由全国城市委员会（Miejska Rada Narodowa）负责。东欧剧变以后，华沙市政府恢復地方自治机构地位。1990年以來，市政府的架构发生了数次变革。1990年至1994年间，市长由市议会选举产生。1994年至1999年间，华沙市被改制为由若干个市镇组成的松散联合体其中中心城区由中心市镇管辖。在这一时期，中心市镇市长经市镇议会选举产生后，便直接兼任华沙市长，然而中心市镇人口只占华沙全市人口的一部分。1999年波兰行政改革之后，华沙市政府架构更为复杂，城市治理难度增大。为便于治理，提高行政效率，2002年，波兰国会通过《华沙法案》，将华沙市区范围内的各市镇合并为单一的城镇型市镇，并赋予华沙“具有县权力的市”地位，由统一的地方政府治理。与此同时，波兰全国所有的市政府也都进行了重大变革，引入了直接选举制度。改革后的首任市长为。
華沙市議會（Rada Miasta Warszawy）是华沙的一院制立法机构，由60名議員組成，每五年进行一次议员选举。與大多數立法機構一樣，市議會下分為多个委员会，监督市政府的各方面工作。市长在行使行政权力，是全市范围内所有非经选举产生的市级或县级官员以及其他雇员的上级，并负责监督全市所有附属实体。现任市長为拉法·特扎斯科夫斯基。
根据《华沙法案》，华沙全市分为18个区。尽管这些区是城市不可分割的一部分，但它们具有一定的自治权，以地方自治实体的形式行使法律赋予城市的一些权力，并得到法律的保障。同时，它们也有义务协助市长和市议会行使职权，例如监督市政机构、学校等。每个区都设有区议会（rada dzielnicy），区议会再进一步选举出区长（burmistrz dzielnicy）和区执行委员会（zarząd dzielnicy），其中区长由市长指定的几名候选人中选出。

在華沙的波蘭政府機構
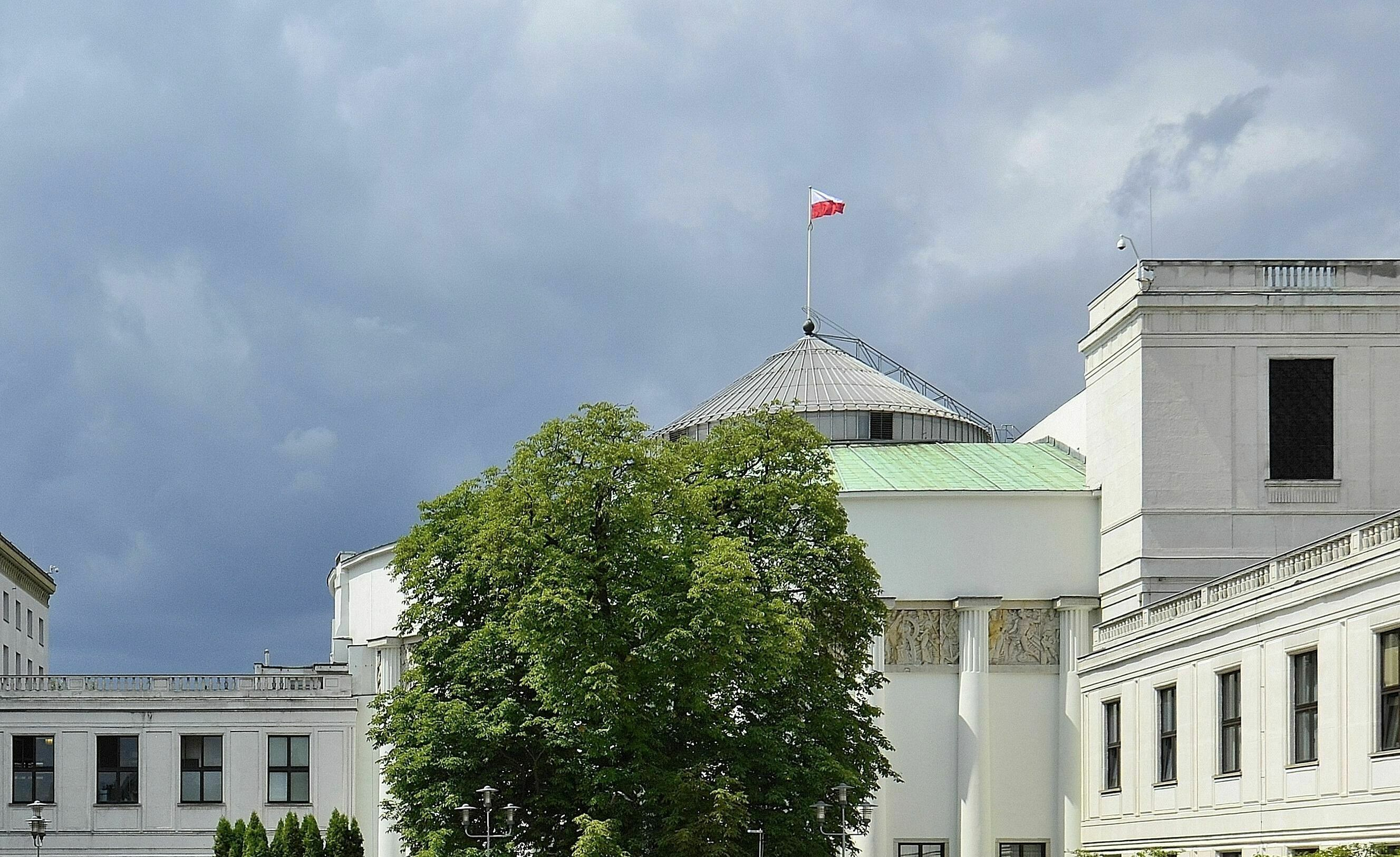
众議院和參議院
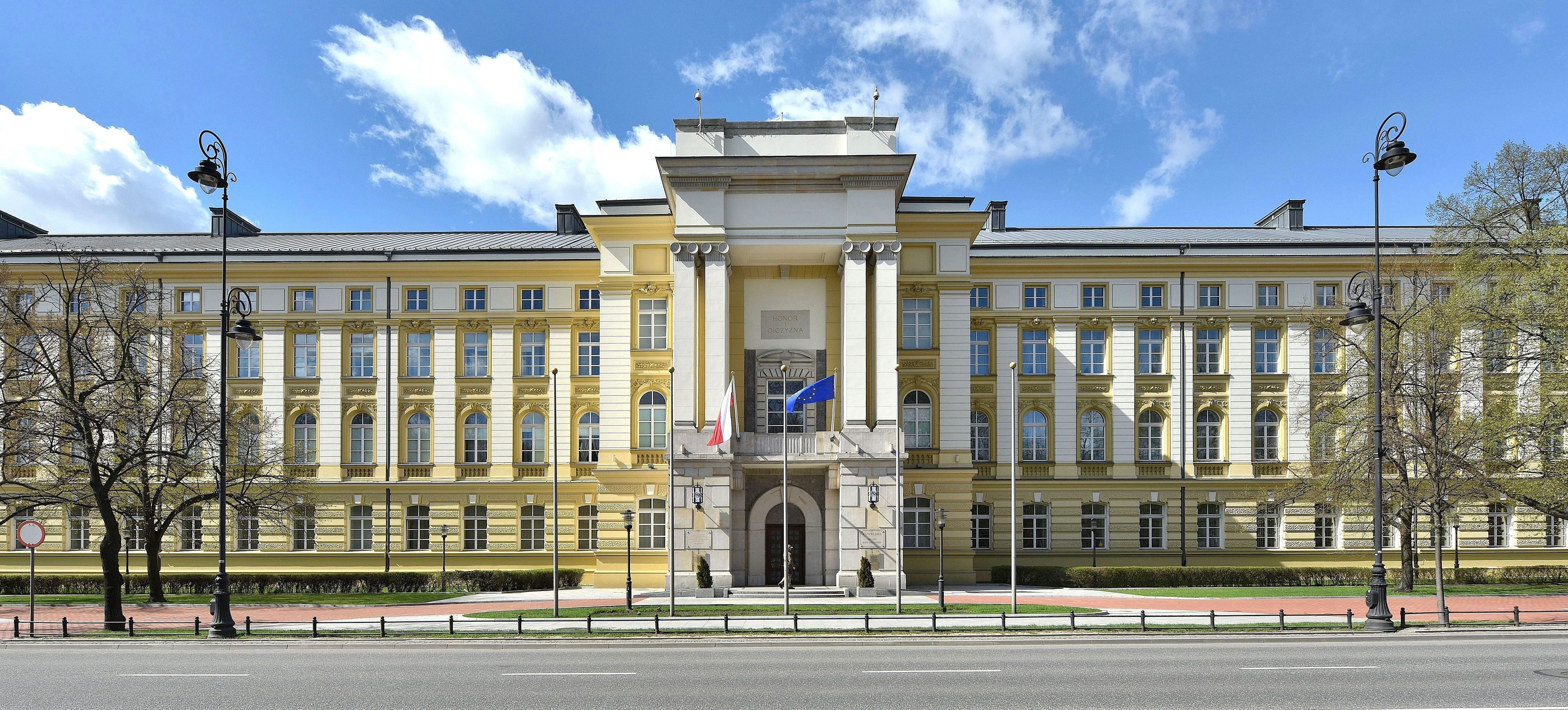
總理府
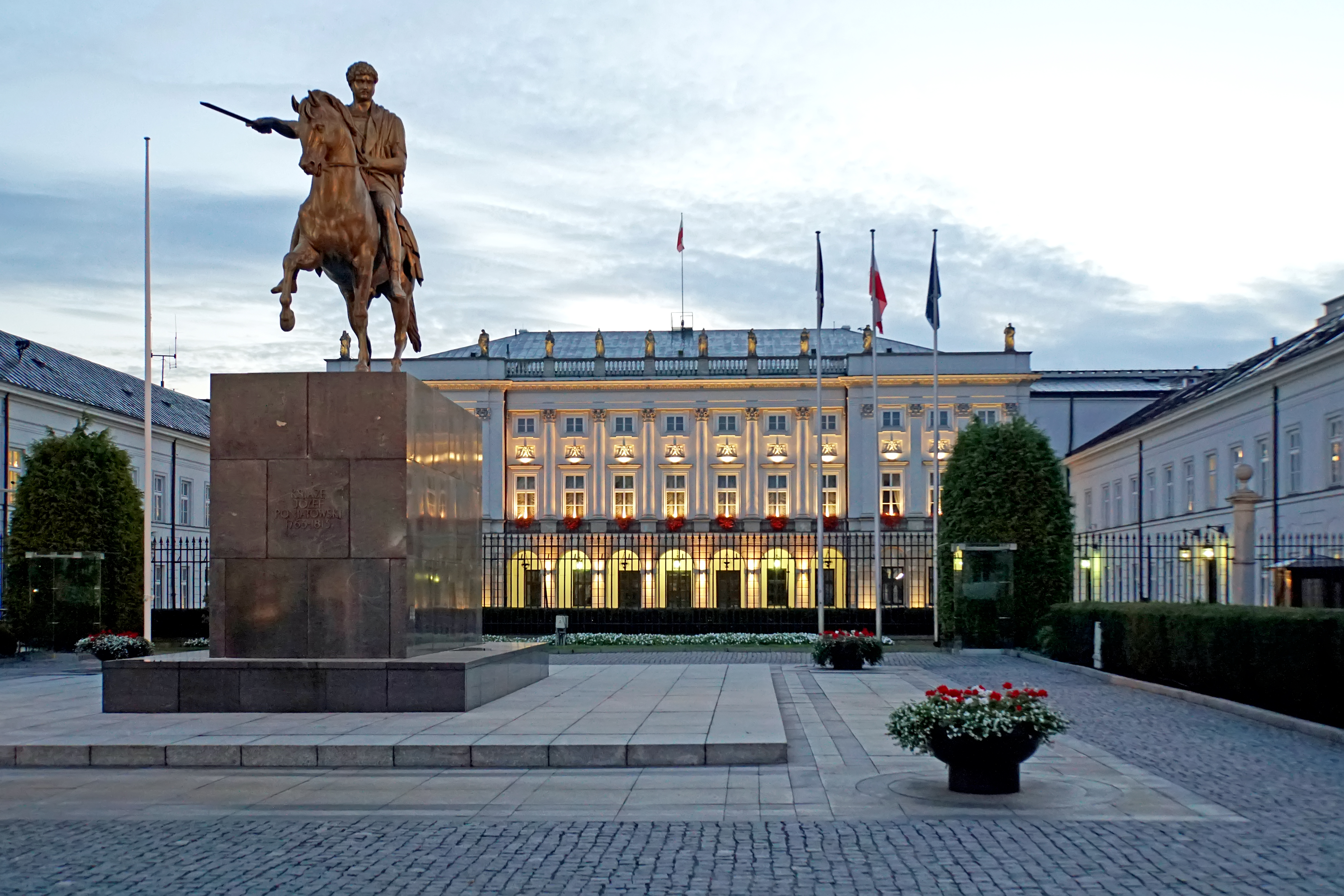
總統府
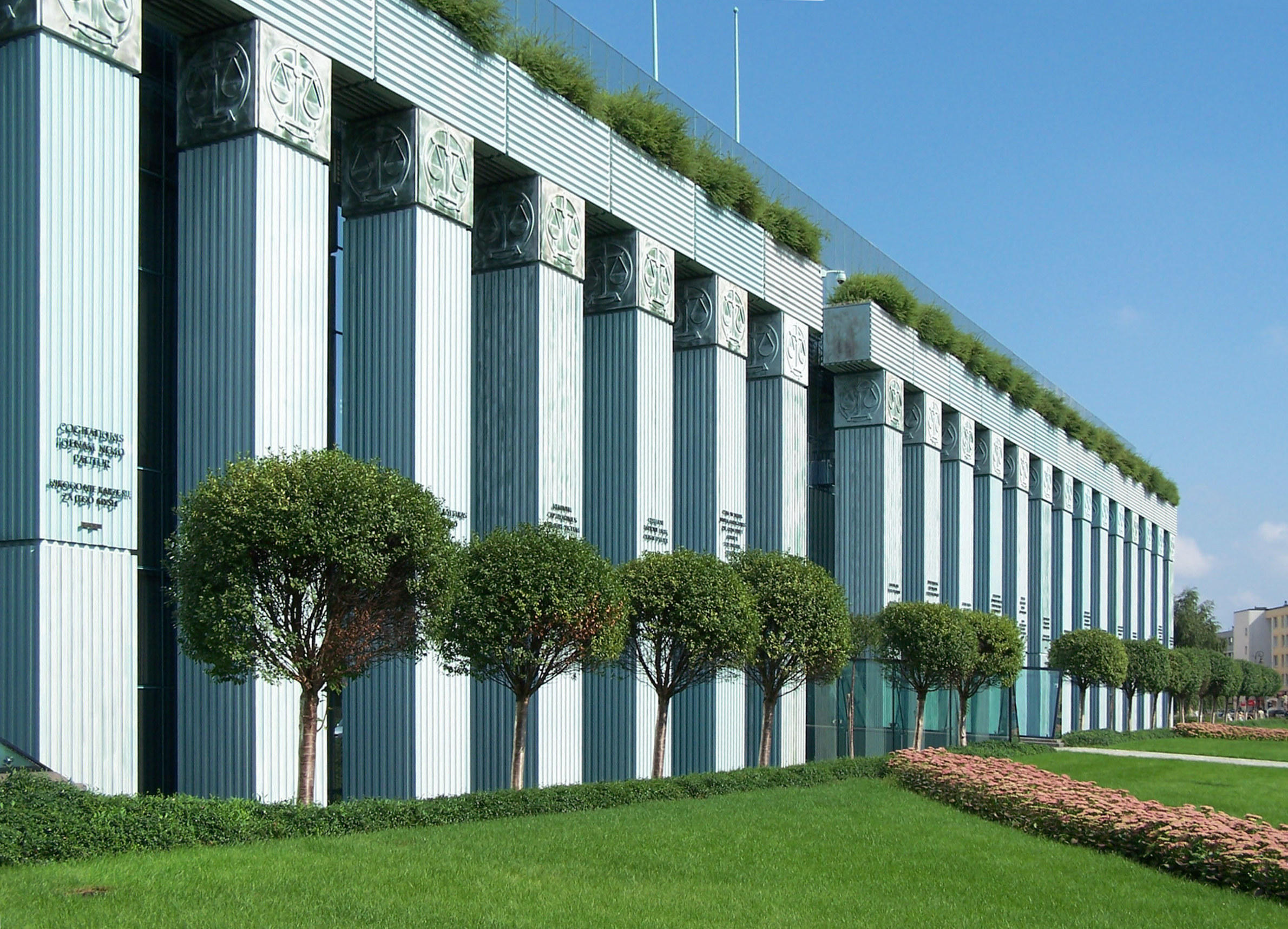
波蘭最高法院
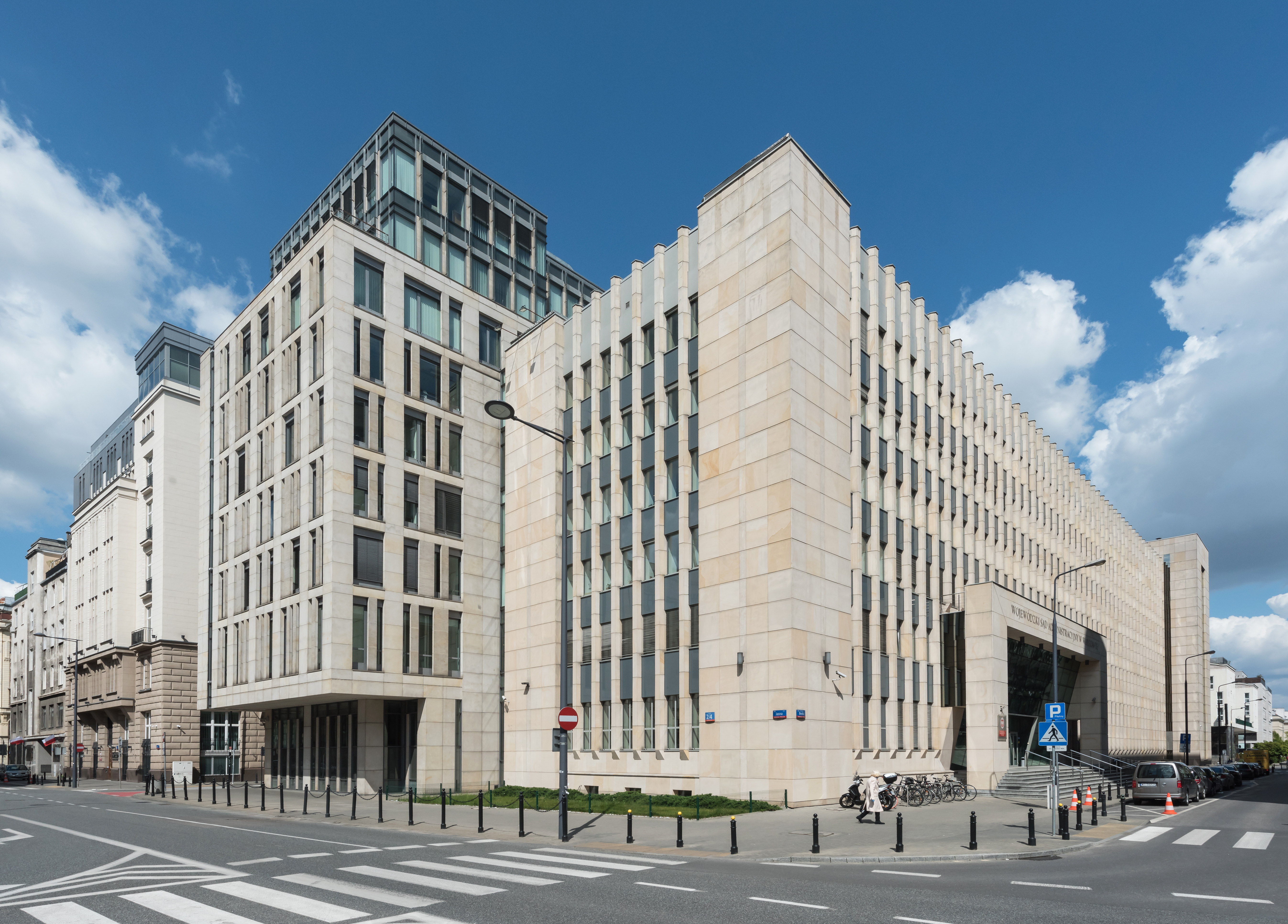
最高行政法院
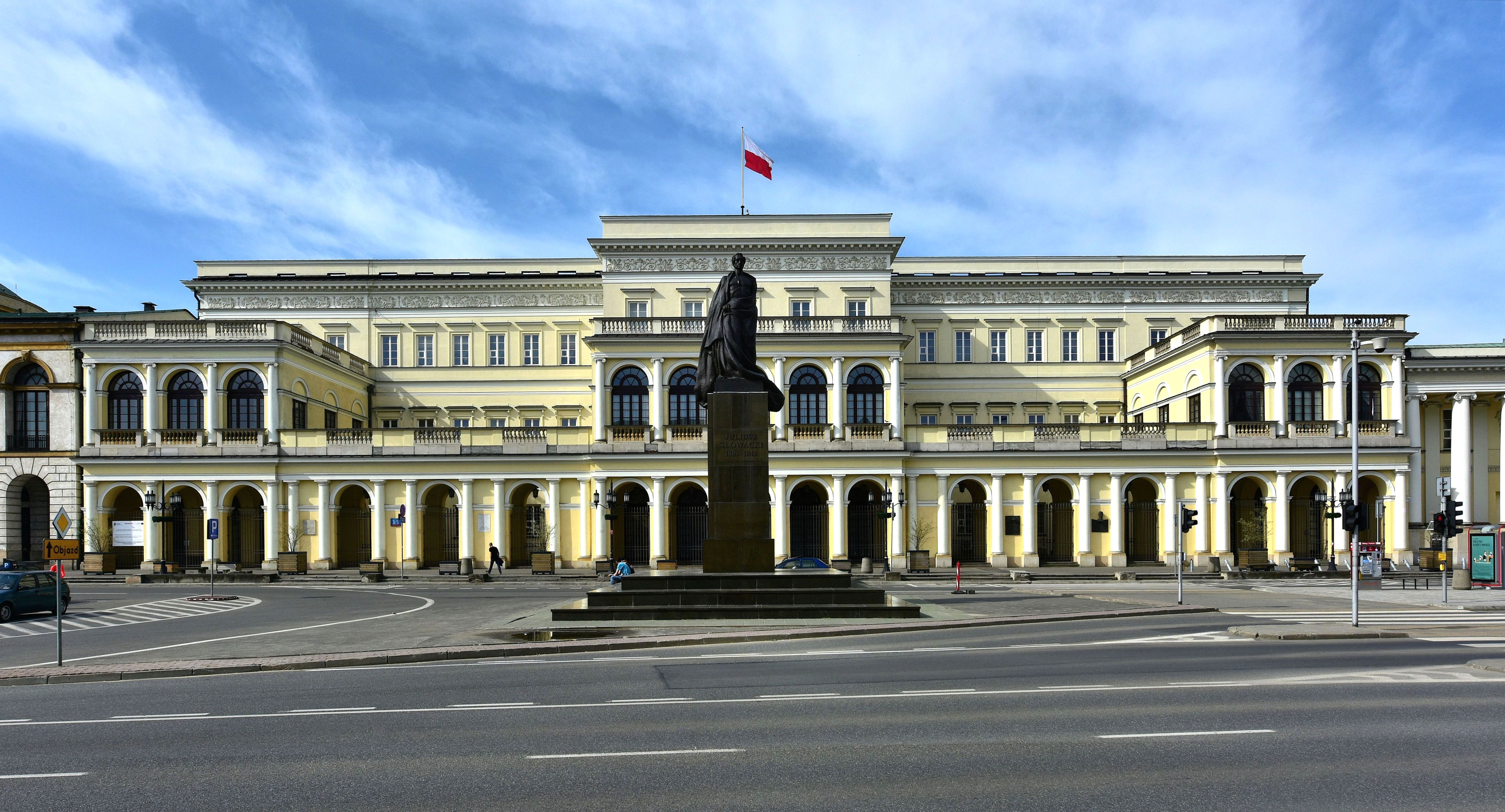
马佐夫舍省政府大樓
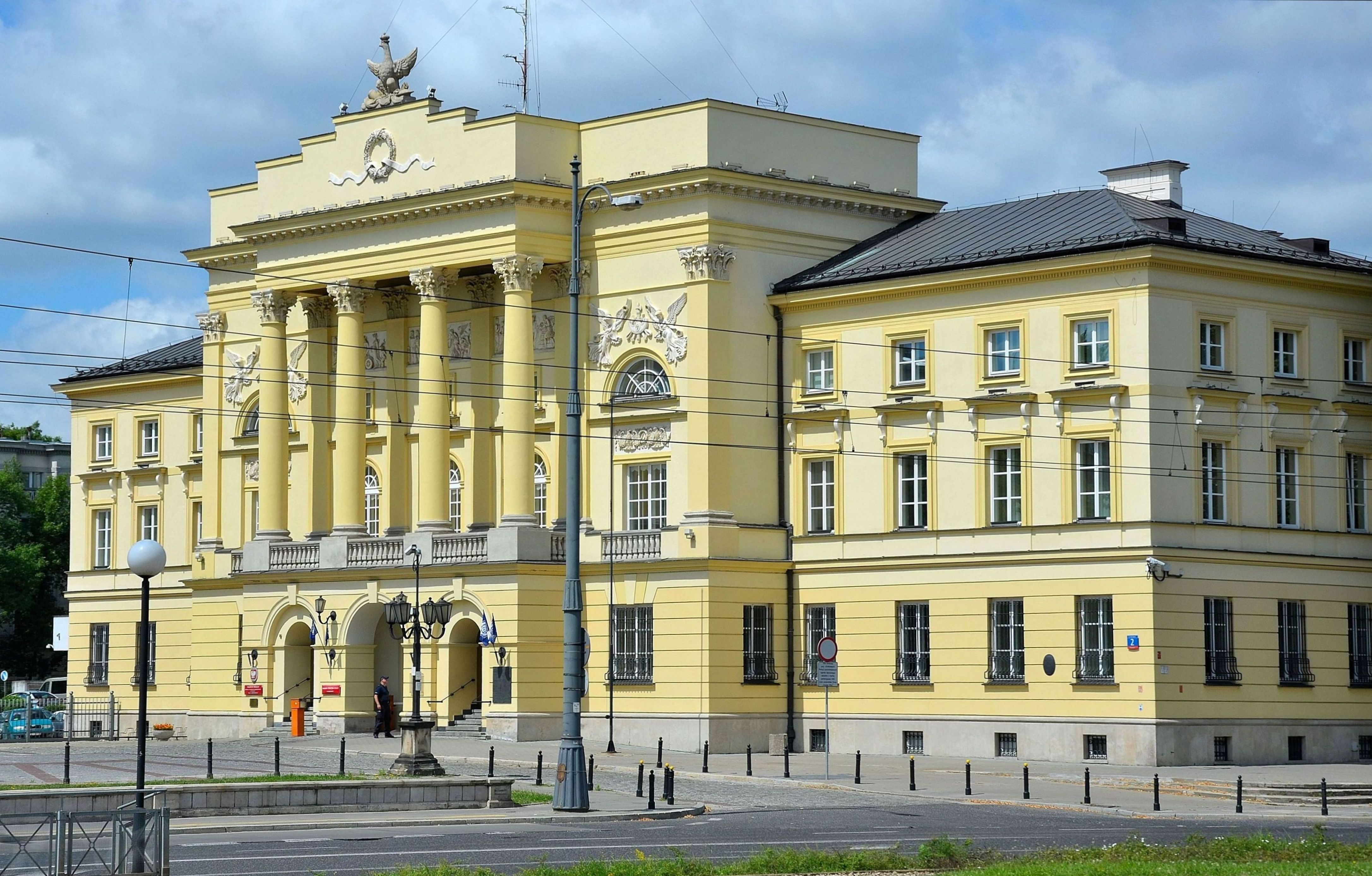
莫斯托夫斯基宮，華沙警察總部所在地
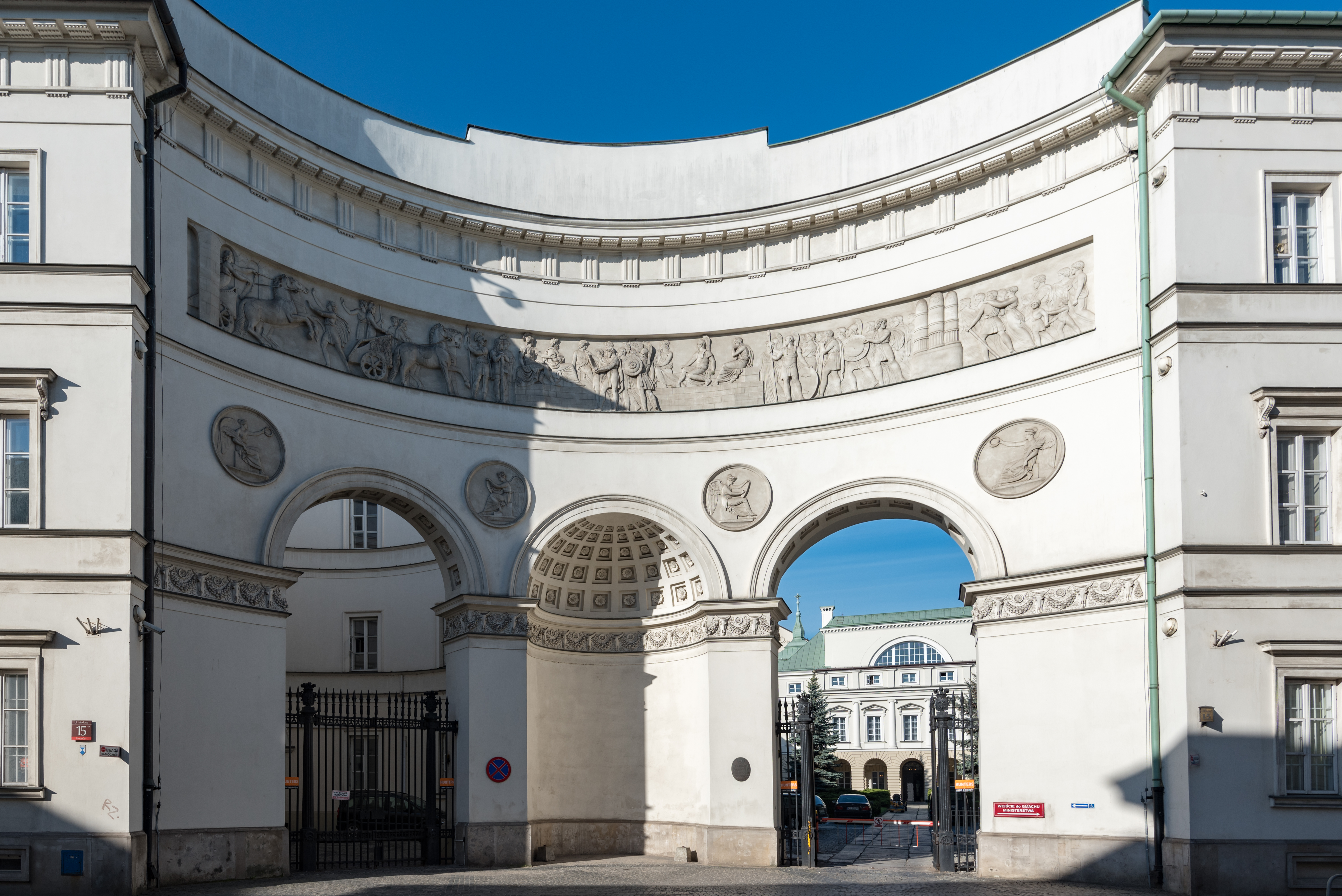
衛生部正門
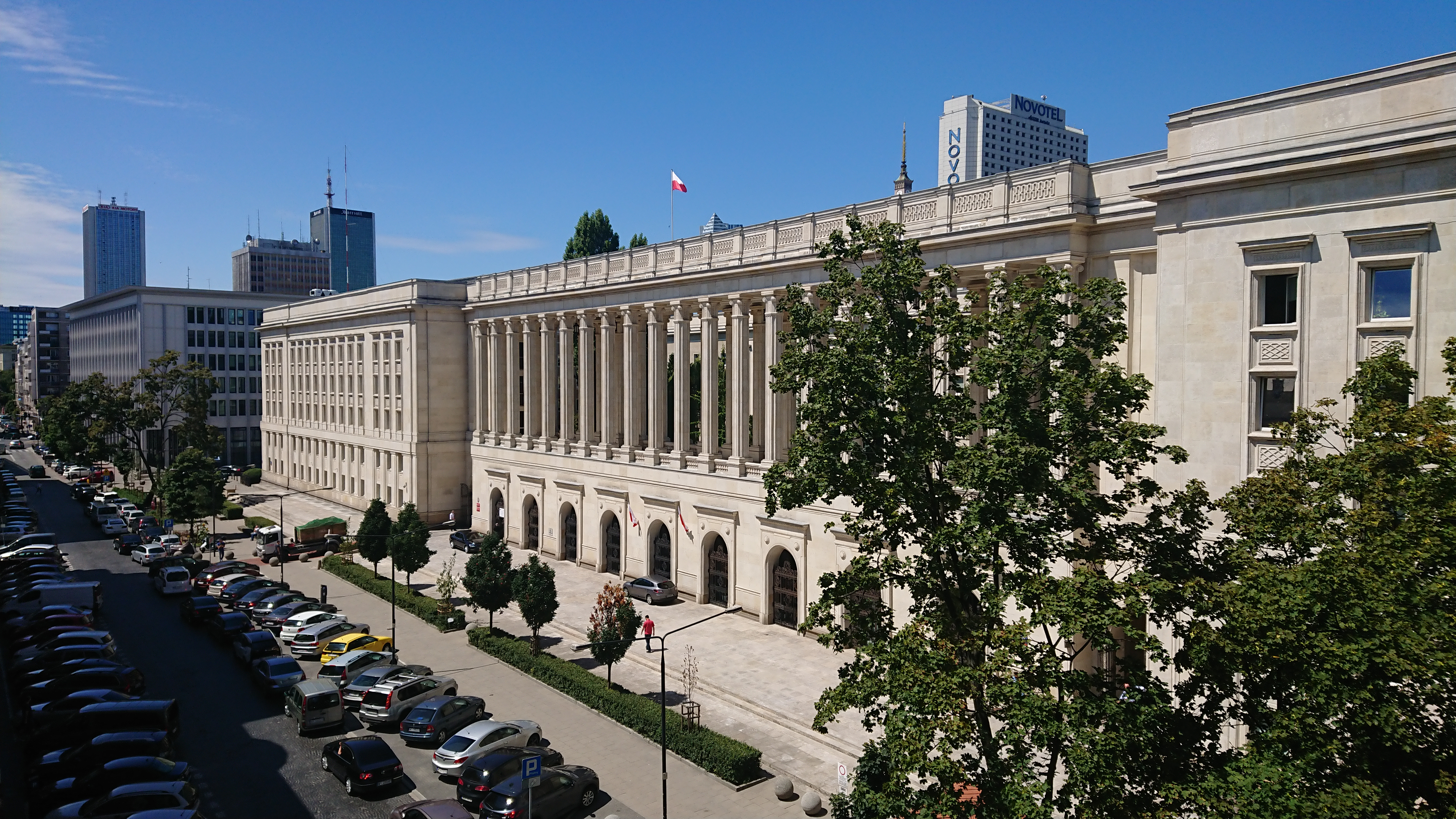
農業和乡村发展部
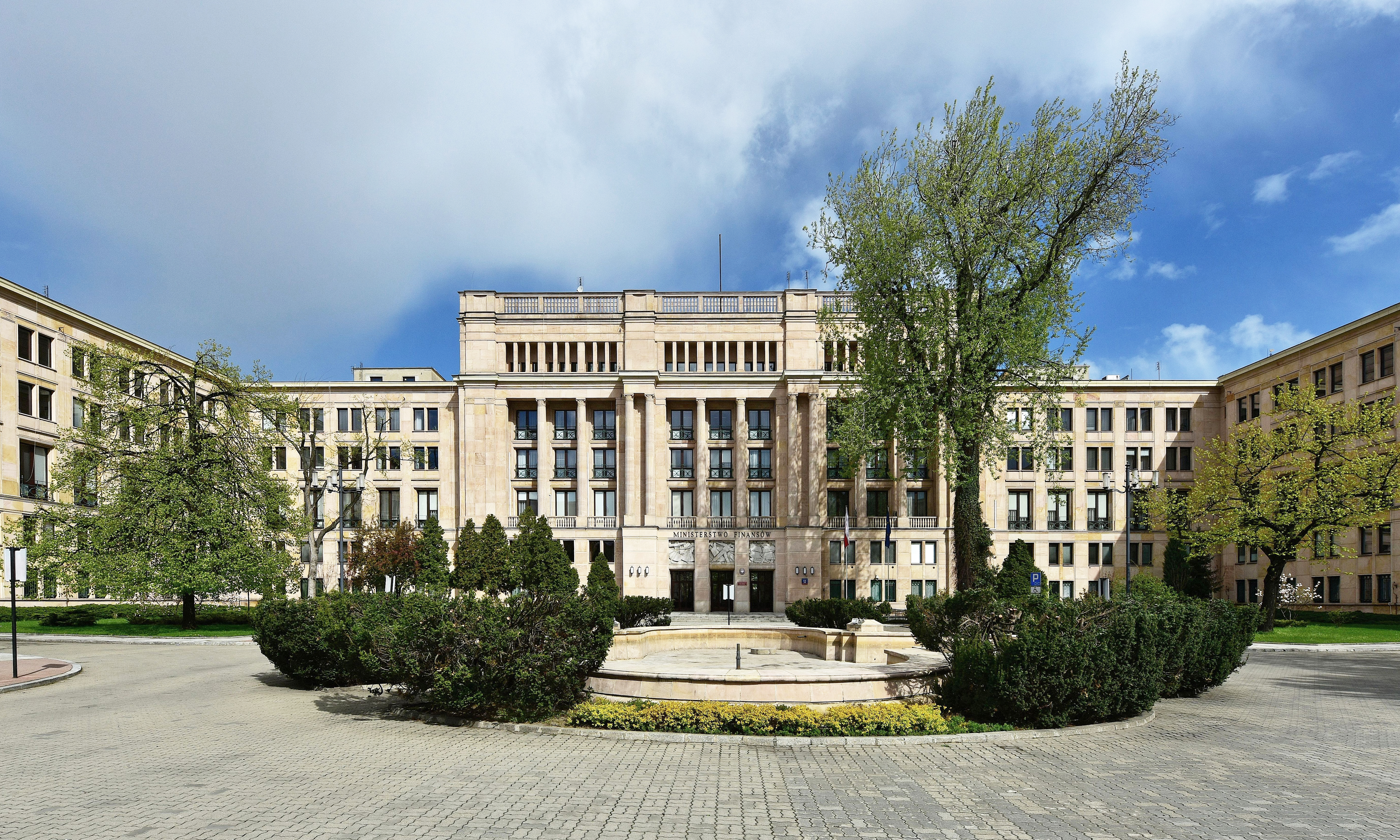
財政部

### 行政区划
| 行政区         | 人口      | 面积                       |
| -------------- | --------- | -------------------------- |
| 莫科托夫区     | 220,682   | 35.4 km2（13.7 sq mi）     |
| 南普拉加区     | 178,665   | 22.4 km2（8.6 sq mi）      |
| 乌尔瑟努夫区   | 145,938   | 48.6 km2（18.8 sq mi）     |
| 沃拉區         | 137,519   | 19.26 km2（7.44 sq mi）    |
| 别拉内区       | 132,683   | 32.3 km2（12.5 sq mi）     |
| 塔尔古韦克区   | 123,278   | 24.37 km2（9.41 sq mi）    |
| 希鲁德梅希切区 | 122,646   | 15.57 km2（6.01 sq mi）    |
| 貝莫沃區       | 115,873   | 24.95 km2（9.63 sq mi）    |
| 比亞沃文卡區   | 96,588    | 73.04 km2（28.20 sq mi）   |
| 奥霍塔区       | 84,990    | 29.7 km2（11.5 sq mi）     |
| 瓦韦尔区       | 69,896    | 79.71 km2（30.78 sq mi）   |
| 北普拉加区     | 69,510    | 11.4 km2（4.4 sq mi）      |
| 烏爾蘇斯區     | 53,755    | 29.35 km2（11.33 sq mi）   |
| 若利博日区     | 48,342    | 28.5 km2（11.0 sq mi）     |
| 弗沃黑區       | 38,075    | 28.63 km2（11.05 sq mi）   |
| 维拉努夫区     | 23,960    | 36.73 km2（14.18 sq mi）   |
| 伦贝尔图夫区   | 23,280    | 19.30 km2（7.45 sq mi）    |
| 韦索瓦区       | 22,811    | 22.6 km2（8.7 sq mi）      |
| 总计           | 1,708,491 | 521.81 km2（201.47 sq mi） |

1990年以前，華沙分为希鲁德梅希切区、南普拉加区、北普拉加区、若利博日区、沃拉區、奥霍塔区和莫科托夫区7个行政区，当时这些区的规模较今日小。1990年，这些区被改制为市镇。1994年，它们的外围部分被分离出来，成立了比亞沃文卡、塔尔古韦克、伦贝尔图夫、瓦韦尔、维拉努夫、乌尔瑟努夫、弗沃黑、烏爾蘇斯、貝莫沃和别拉内等市镇，剩余的部分则合并为“中心市镇”，与分离出的市镇平级。此次改制后，华沙成为了由11个市镇组成的松散的市政联盟，其中中心市镇占主导地位。1999年，波兰进行行政改革，全国县份重组，“华沙县”也在此时建立。双层行政机构极大降低了行政效率。2002年韦索瓦区和苏莱约维克请求并入华沙县，获得批准（苏莱约维克于同年再次请求分离）。与此同时，城市管理机构复杂、职责重叠等问题日益严重，城市治理难度陡增。为解决这一问题，2002年，华沙市议会通过决议，裁撤华沙市政联盟、华沙县和中心市镇，中心市镇的7个组成区与外城11个市镇均改制为区，将华沙整合为单一的城镇型市镇，同时赋予“具有县权力的市”地位，当今华沙行政区划就此成型，此后再无大的变动。
今日的华沙分为18个区，这些区作为辅助市政单位，有一定的自治权。每个区下辖若干个社区，这些社区不具备任何行政权力，其中希鲁德梅希切区下辖的老城区和新城区是华沙的两个创始社区。

## 經濟

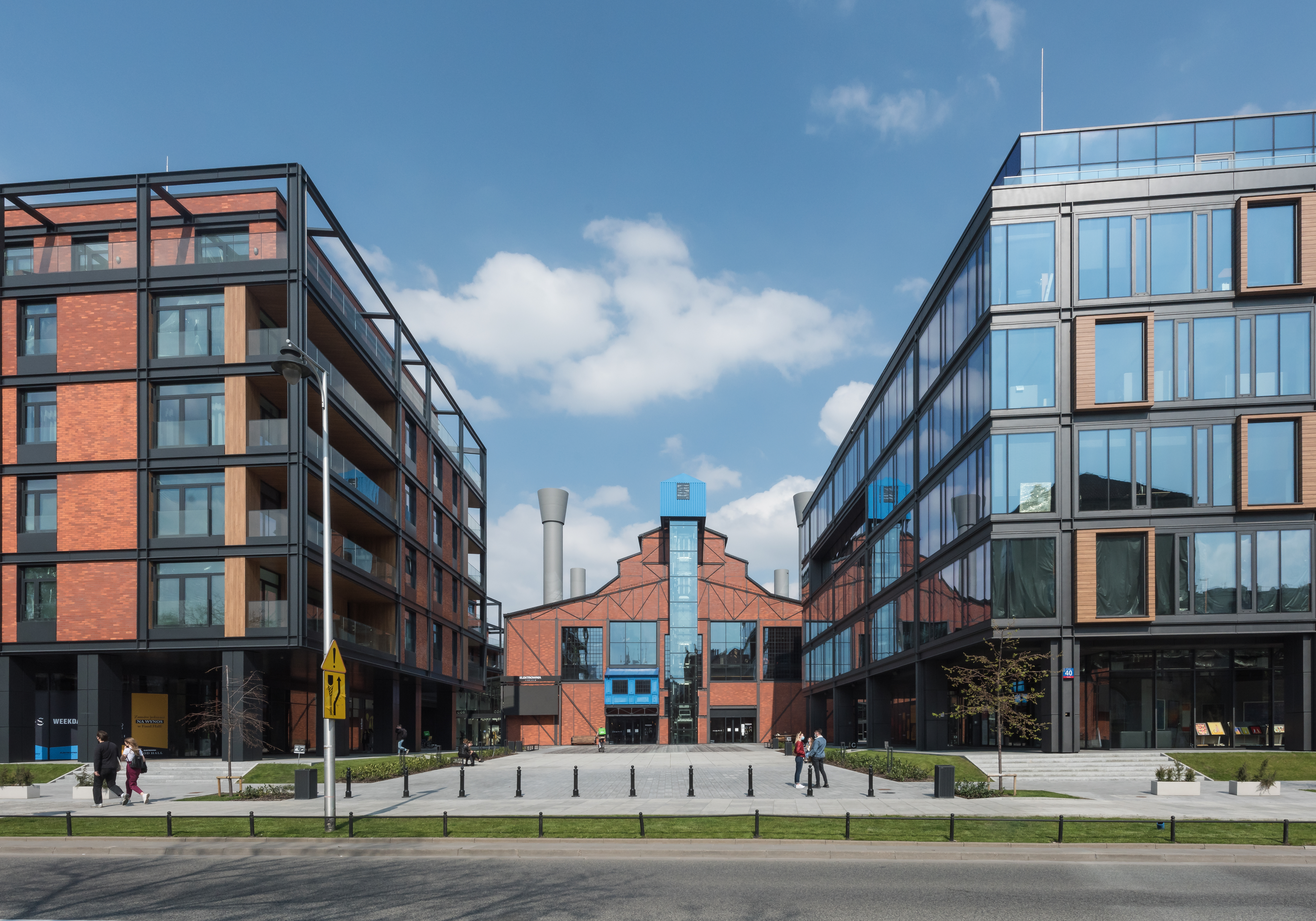
維斯瓦畔電廠，現已改建為商場及休閒娛樂中心

華沙是中东欧的经济和金融中心。2019年，全市地区生產總值达约940億歐元（1050億美元），占全国GDP和国民收入的六分之一，也是歐盟最富裕的地區之一。 2020年，在全球化及世界城市研究网络（GaWC）所公布之《世界级城市》名单中，華沙被列为Alpha级别的国际都市，與、阿姆斯特丹、首爾等城市同级。
華沙的希鲁德梅希切区和沃拉區汇集了全国政府机关以及国内外众多公司。2017年，全市註冊企業42.3萬家。華沙近年来商業的蓬勃发展，吸引着国内外投资者的目光；2019年，華沙是外國投資者在欧洲的首選投资地点之一。2019年10月，華沙的失業率仅1.3%，为全國最低。2011年，華沙在世界物价最高昂城市排行中位居第46位。

### 金融
波蘭國家銀行是茲羅提的發行單位，波兰储蓄银行是波蘭最大的商業銀行。

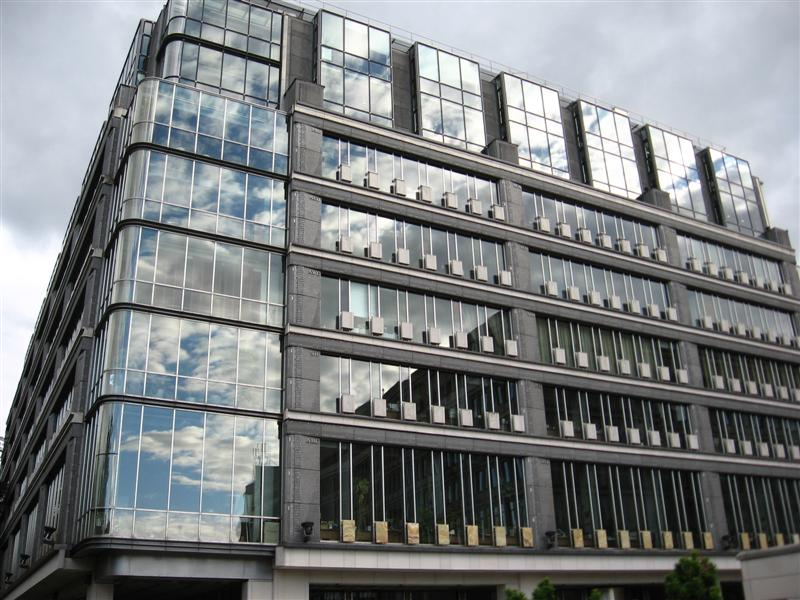
華沙證券交易所

華沙的第一家證券交易所成立於1817年，一直运作到二戰開始。1991年4月，隨著波兰经济体制由计划经济向市场经济转型，華沙證券交易所重新建立。时至今日，根據多項指標，華沙證券交易所已成為中东欧地區最大的市場，截至2020年11月26日，共有433家公司在華沙證券交易所上市，總市值達1萬億茲羅提。具有諷刺意味的是，1991年到2000年间，證券交易所的辦公地點正位於曾长期反对市场经济的波蘭統一工人黨總部旧址大樓內。
華沙是新興的金融服務中心，摩根大通等投行以及安永會計師事務所等金融服務公司在華沙開設分支。

### 工業
華沙的主要工業门类包括信息技术、电气、化工、化妝品、建築、食品加工、印刷、冶金、機械、服裝等产业。大多數的工业設施都集中在位于城市近郊和周边地区的華沙工業區 (Warszawski Okręg Przemysłowy, WOP)。此外，華沙的零售业也很发达，零售额占全国总额的13%。
第二次世界大戰後，新政府決定將該城市转型為重工业製造業中心，为此，政府在城市及其周边地区建立了許多大型工廠和其他生產設施。其中最大的是胡塔·華沙（Huta Warszawa）炼钢厂（現為安賽樂米塔爾所有）、FSO汽車廠和Ursus SA。 FSO汽车厂始建于1951年，曾为華沙最成功的公司之一，生产过FSO華沙、FSO塞雷納、菲亞特125p、FSO波洛涅茨等著名车款，产品远销海外。1995年，該工廠被韓國汽車製造商大宇汽車收購。

### 媒体產業

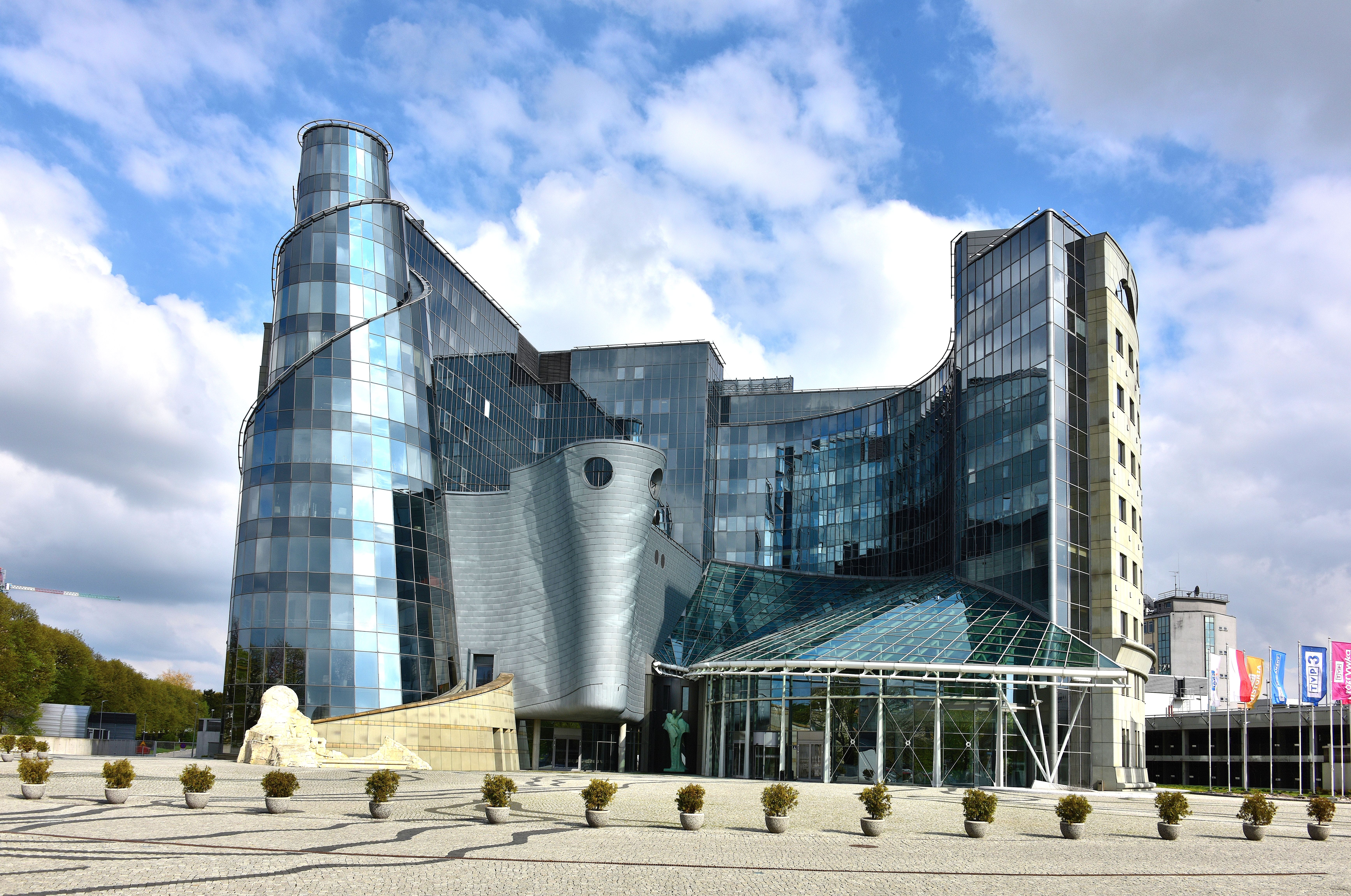
波蘭電視台沃罗尼察街总部

華沙是波蘭的媒體中心，波蘭電視台、波蘭廣播電台、TVN、Polsat、TV4、脉冲电视、Canal+ 波蘭、MTV波蘭等電視台和广播电台的总部均位于华沙。
1661年5月，波蘭历史上第一份報紙《波兰普通信使报》（Merkuriusz Polski Ordynaryjny）在華沙发行，此后几百年间，华沙的印刷产业日趋繁荣。时至今日，华沙已经是波蘭的印刷之都，在此发行的國內外期刊種類繁多，充分表達了不同的觀點，報紙的发行競爭也異常激烈，《共和國報》、《选举报》、《波兰-欧洲-世界日报》等許多大型日報的總部都設在華沙。

### 零售購物

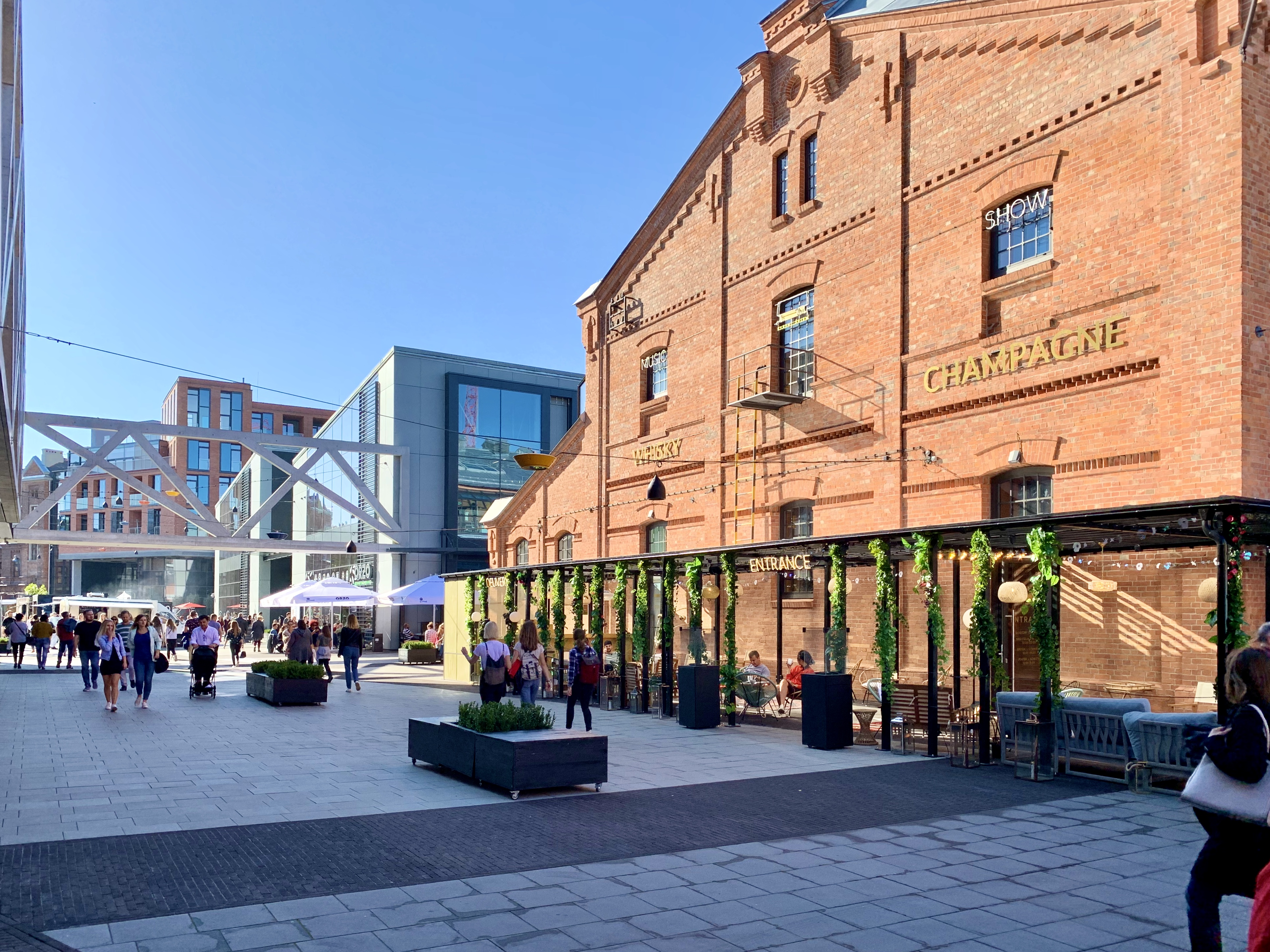
康乃瑟中心，原为華沙伏特加工廠

新世界街和皇家之路是华沙主要的商业街，但多數零售商則聚集在金露台、莫科图夫广场和韋斯特菲爾德阿卡迪亞購物中心等購物中心，其中韋斯特菲爾德阿卡迪亞購物中心是歐洲最大的購物中心之一。维特卡茨百貨公司和弗拉斯卡蒂附近則是市内奢侈品店、設計師品牌店的主要分布地。
2010年代以來，華沙將多個舊工業區改造為零售休閒娛樂綜合體。有維斯瓦河畔電廠（Elektrownia Powiśle）、康乃瑟中心（Centrum Praskie Koneser）、诺布林工厂（Fabryka Norblina）等，深受年輕人歡迎。

### 影音娛樂
華沙的影视产业规模龐大，擁有數家電影公司和電影製片廠，其中TOR、明灯（Czołówka）、斑马（Zebra）、KADR等电影公司较为著名，曾参与多部国外电影的制作。自第二次世界大戰以來，華沙一直是波蘭最重要的電影製作中心。这里也是《下水道》、《十诫》、等诸多著名影视作品的重要取景地。此外，華沙也是國家電影資料館的所在地，自1955年成立以來，該館一直致力于保护波蘭的電影文化。
華沙的电子游戏產業發達。有CD Projekt，11 bit studios，People Can Fly等著名游戲公司。

## 交通

### 城市交通

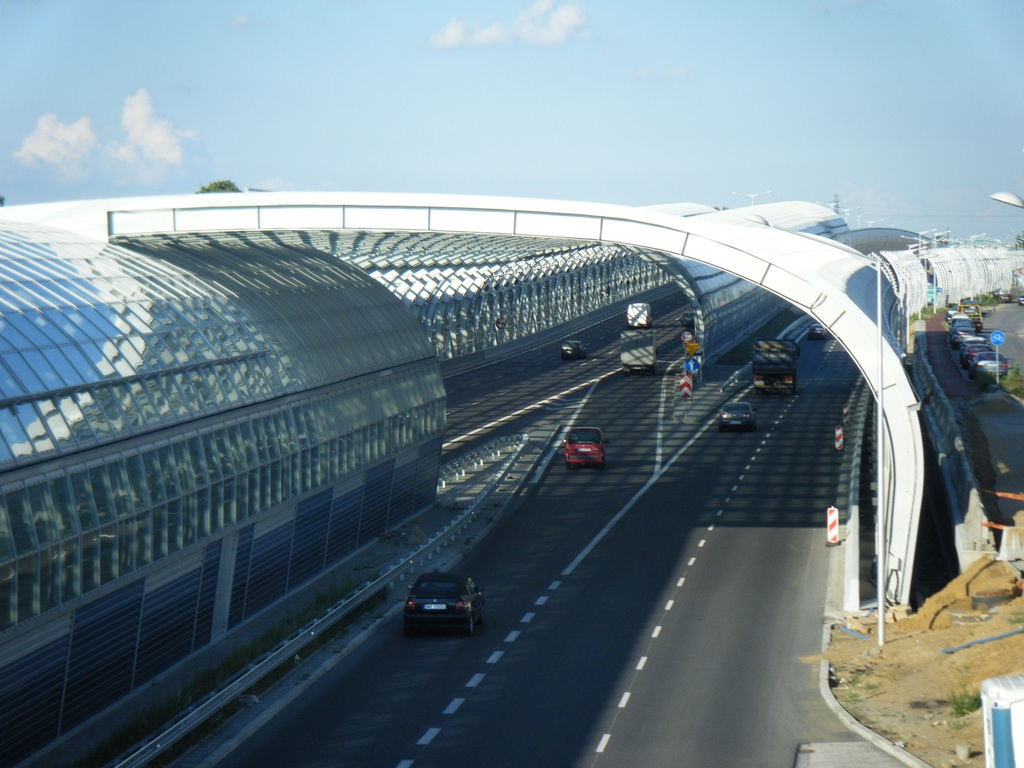
S8高速公路华沙段

华沙是欧洲重要的交通枢纽，公交系统发达，地铁也在不断发展中。華沙電車线路总长达132 km（82 mi），是欧洲规模最大的有轨电车系统之一。近年来，随着波兰经济的增长、外国投资额增加以及欧盟的财政支持，华沙的基础设施得到了大幅改善，一批新的道路、高架道路、桥梁等交通基础设施相继落成。城市道路管理局（Zarząd Dróg Miejskich，简称ZDM）负责管理全市交通基础设施。
由于华沙缺乏完整的环城公路系统，导致市中心区的交通流量极大，在欧洲最拥堵城市排名中，华沙位居第11位。华沙环城公路系统由S2（位于城市南侧）、S8（位于城市西北侧）和S17（位于城市东侧）组成，目前S8和S2已经投入使用。
华沙的公共交通还包括通勤铁路、城市铁路、马佐夫舍地区铁路以及Veturilo共享单车等。公交车、电车、城市铁路和地铁由华沙市政府运输管理局（ZTM）管理。
华沙公交系统有170条线路、约1,600辆公交车，涵盖全城，总长度约2,603（1,617英里）。
华沙地铁首段于1995年开通，当时仅有11个车站。截至2020年，华沙地铁总长为32 km（20 mi），有34个车站。

### 公路
A2高速公路于2012年6月开通，向西可经罗兹、波兹南等地到达柏林。

### 铁路
华沙中央车站是华沙最主要的火车站，可以通往波兰国内几乎所有的主要城市以及部分国外城市。此外，华沙还有华沙西站等其它五个较大的火车站和一些较小的郊区火车站。
通勤铁路和马佐夫舍地区铁路由波兰国家铁路（PKP）经营，另有一些私人运营的郊区公交线路。

华沙公共交通
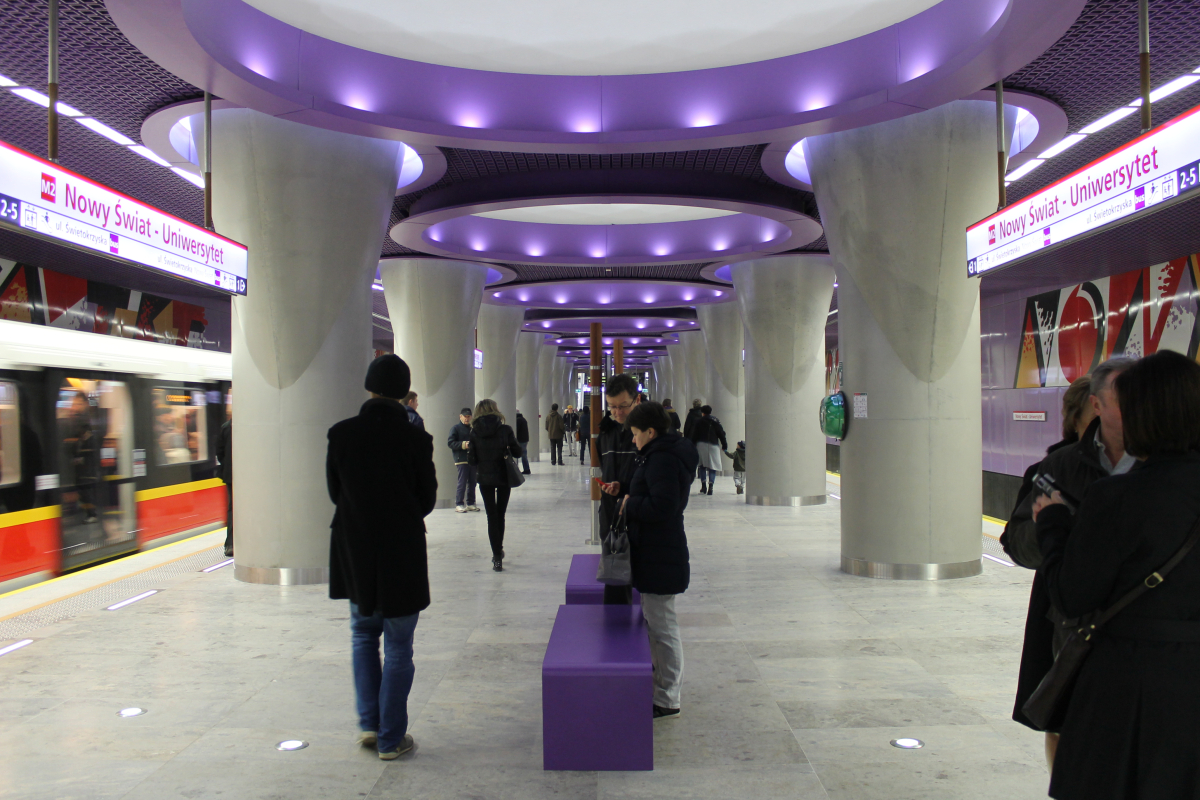
华沙地铁2号线新世界大学站
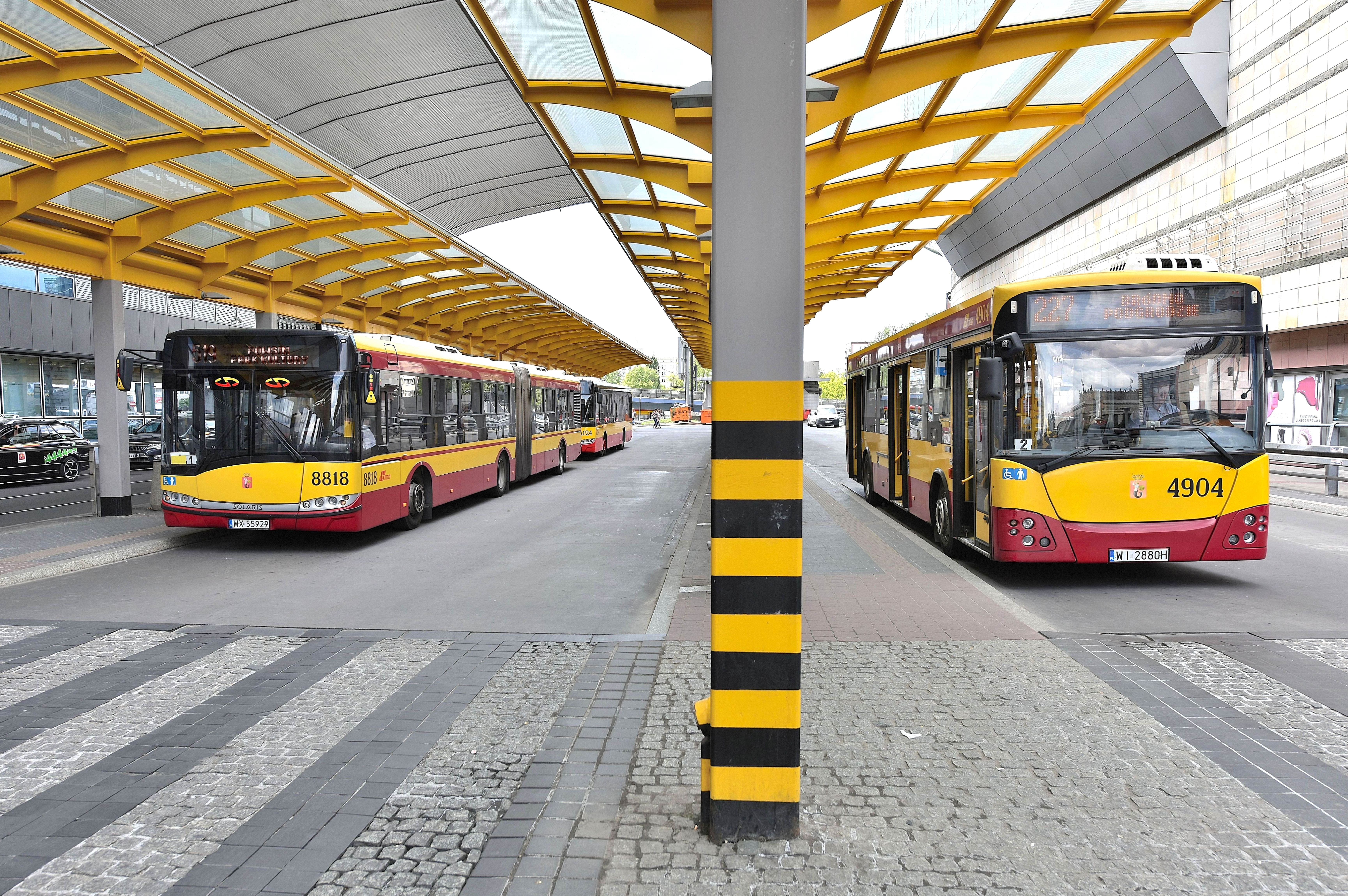
公交车
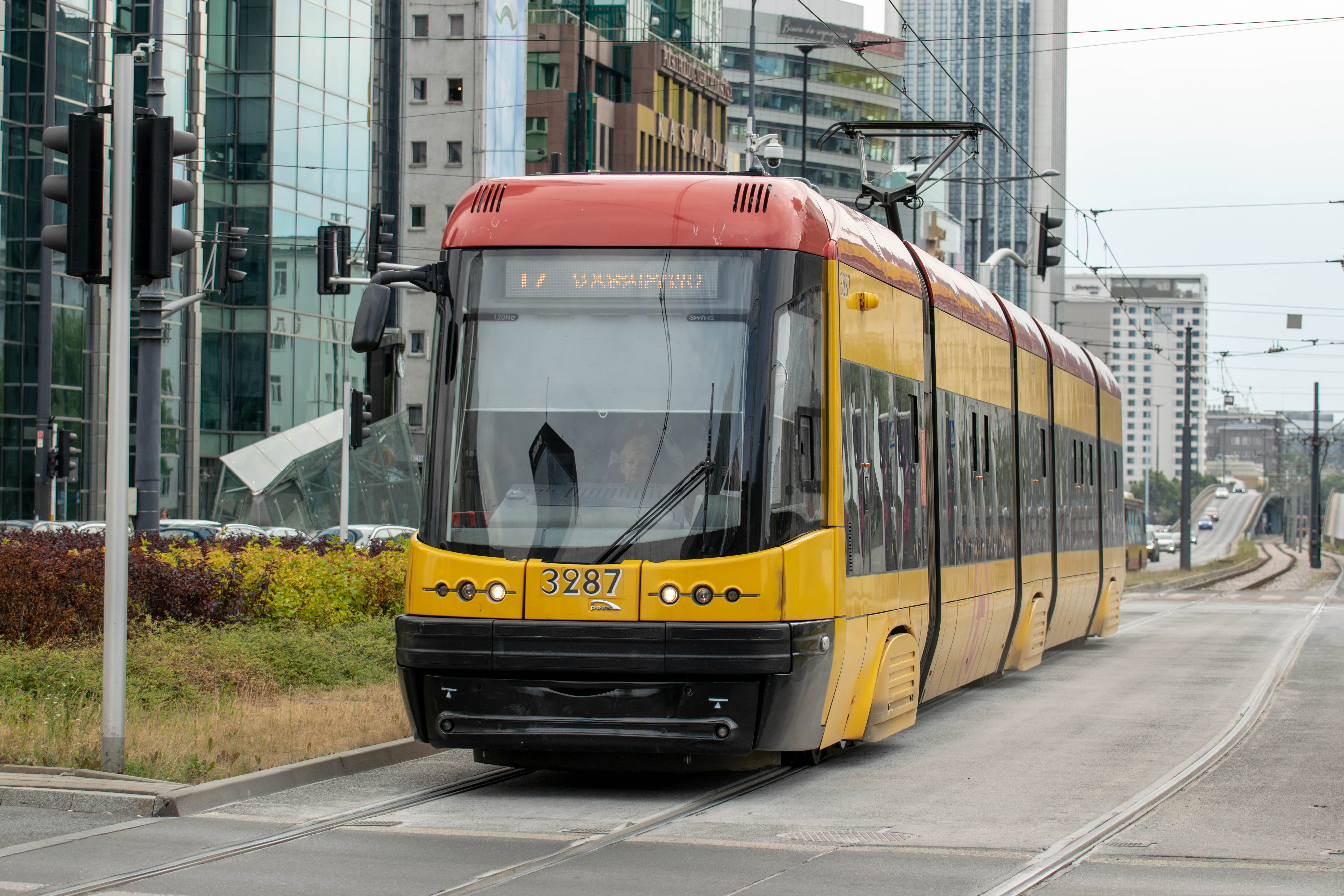
有轨电车
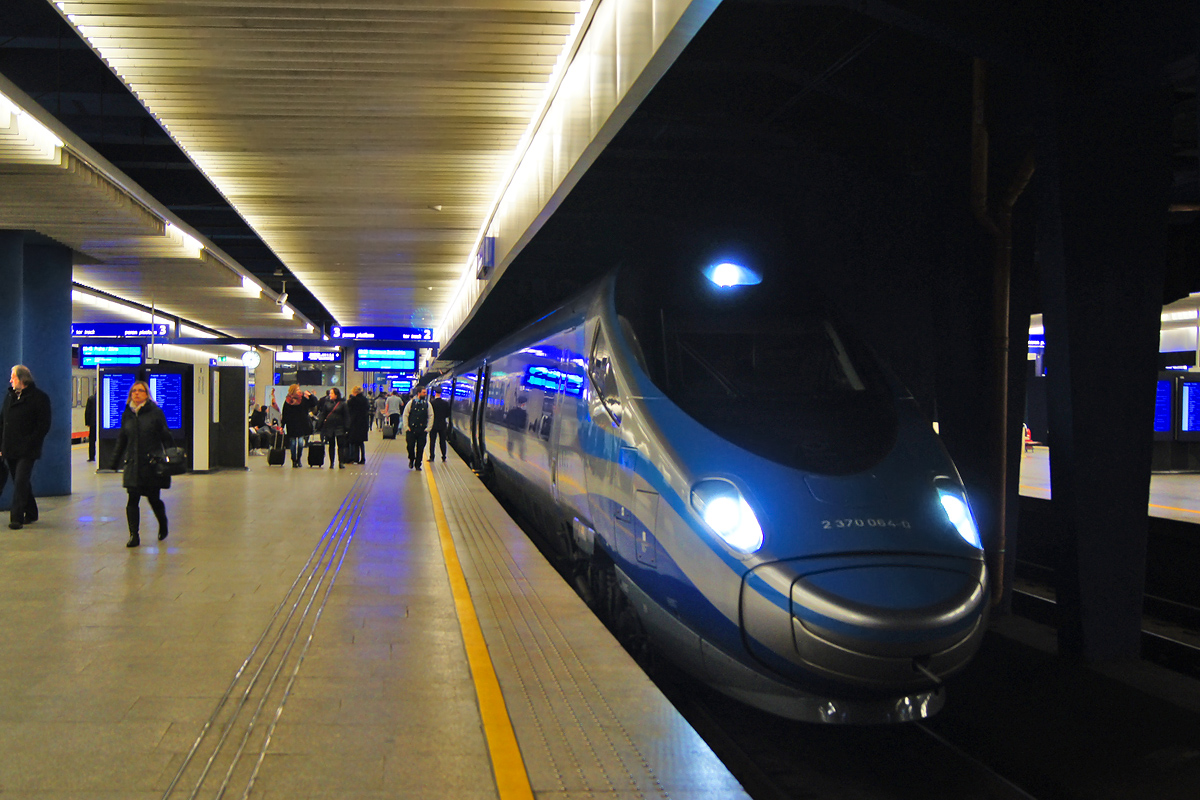
华沙中央车站的潘多利诺高铁列车
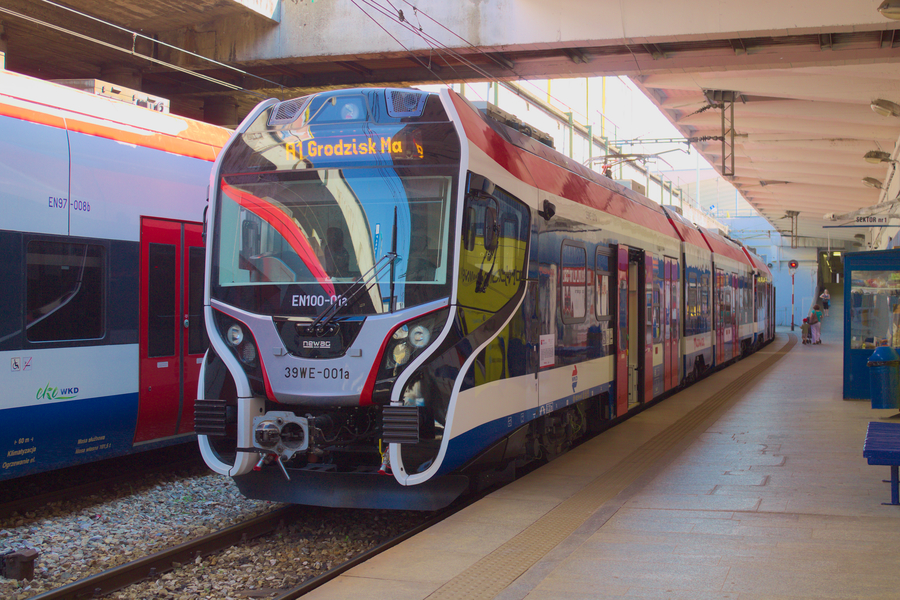
通勤铁路列车

### 航空

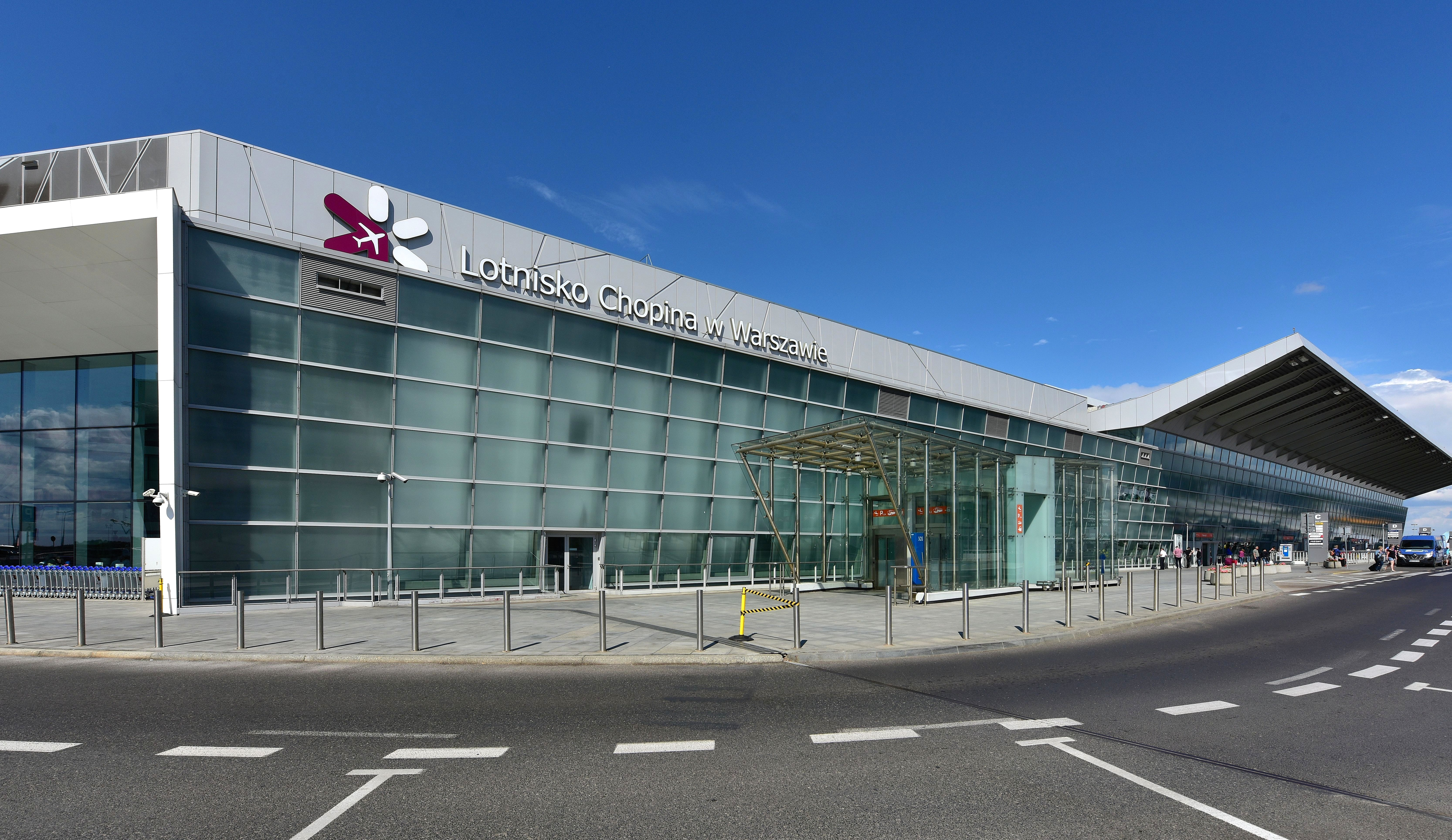
华沙肖邦机场

华沙拥有两座国际机场，其中华沙肖邦机场距市中心仅10（6.2英里），2017年日航班起降量达100班，服务旅客1,550万人次，是迄今为止波兰和中东欧最大的机场，也被称为“中欧最大、最重要的机场”。华沙莫德林机场位于马佐夫舍地区新庄园，距市中心35（22英里），于2012年7月开放，是华沙的次要民用机场，主要由低成本航空公司使用。

## 文化

### 教育
华沙是波兰的高等教育中心之一，拥有60多家高等教育机构。全市学生总数近50万（相当于2002年城市人口的29.2%），其中大学生超过28万。绝大多数著名大学都是公立大学，但近年来私立大学的数量也呈快速增长态势。

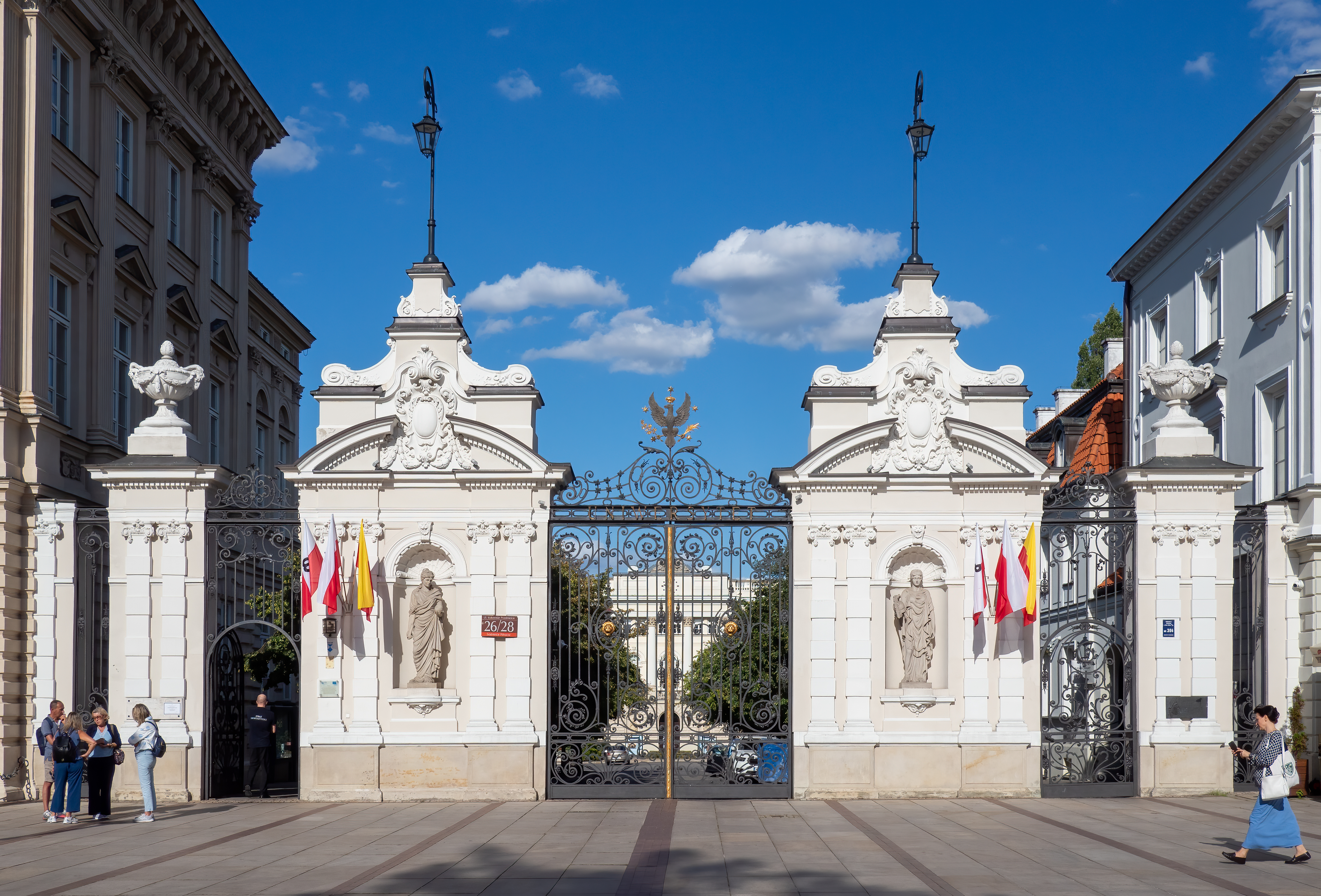
华沙大学正门

华沙大学始建于1816年，是华沙最早、最著名的高等教育机构。华沙理工大学是波兰第二所理工科院校，也是中东欧地区最大的理工科院校之一，现有2,000余名教职工。此外，华沙还拥有华沙医科大学、国防大学、蕭邦音樂大學、华沙美术学院、华沙经济大学、华沙生命科学大学、SWPS社会科学与人文大学、国立戏剧学院等著名高等院校。

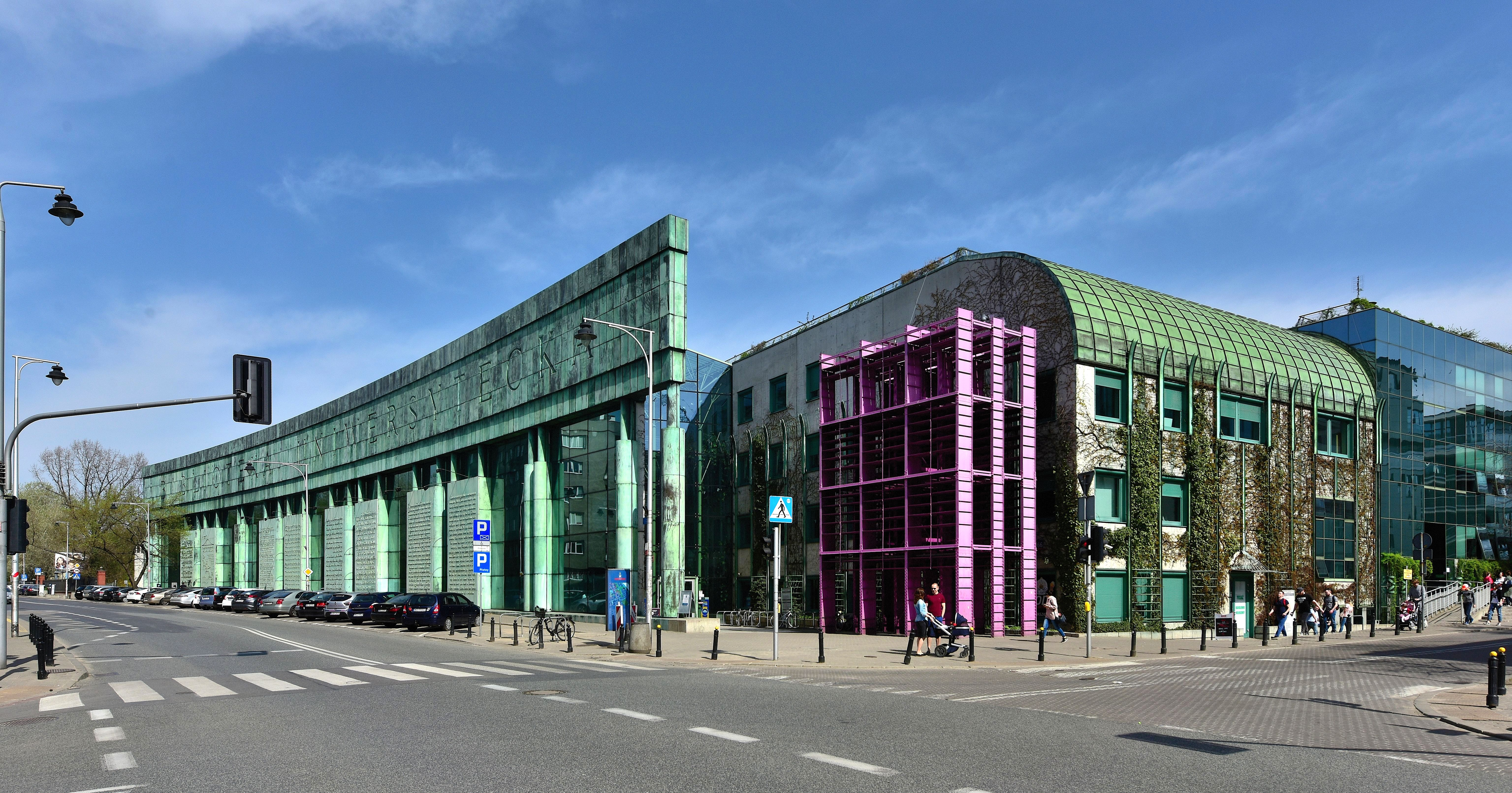
华沙大学图书馆

华沙拥有众多图书馆，藏有大量历史典籍。波蘭國家圖書館始建于1928年，历史渊源可追溯到成立于1747年的扎乌斯基图书馆，其曾为世界最早、最大的图书馆之一。国家图书馆现有820万册藏书，在波兰的历史文献保存方面占有极其重要的地位。
华沙大学图书馆成立于1816年，拥有超过200万册藏书，是华沙文化事业的又一重镇。其现址所在建筑由建筑师马雷克·布津斯基（Marek Budzyński）和兹比格涅夫·巴多斯基（Zbigniew Badowski）设计，于1999年12月15日落成并投入使用，周边绿化良好。大学图书馆花园由伊雷娜·巴耶斯卡（Irena Bajerska）设计，2002年6月12日正式对外开放，总占地面积10,000 m2（110,000 sq ft），其中植被面积5,111 m2（55,010 sq ft），是欧洲最大的屋顶花园之一，现常年向公众开放。

### 音樂和戲劇

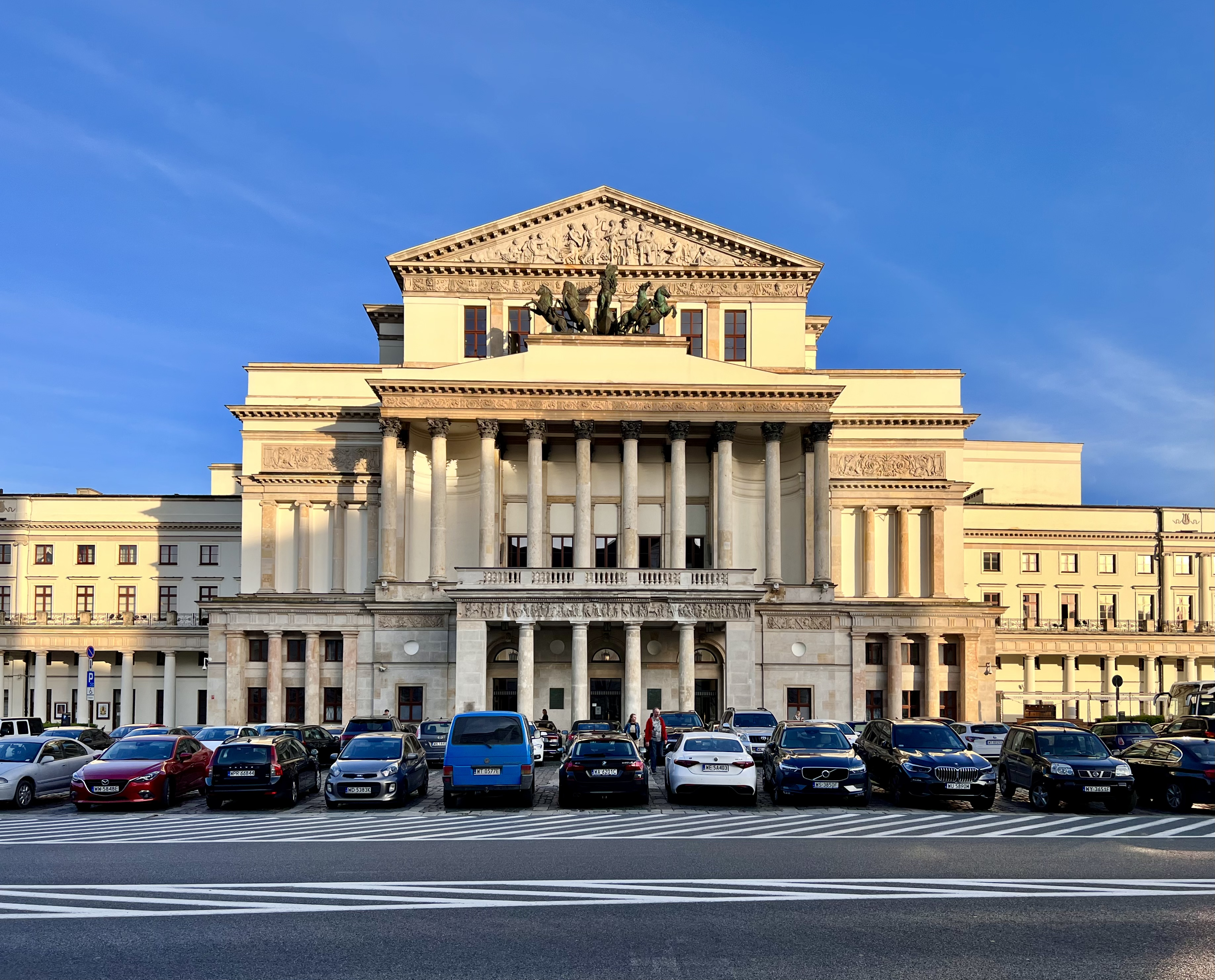
華沙大劇院是歐洲最大的劇院之一，擁有世界上最大的表演舞台之一。

華沙音乐传统深厚，音樂場所众多，包括華沙大劇院、国家爱乐音乐厅、华沙国家剧院以及设于科学文化宫内的会议大厅等，因此这座城市也是蕭邦國際鋼琴比賽、“華沙之秋”國際當代音樂節、爵士音樂節、華沙夏季爵士樂日、國際斯坦尼斯拉夫·莫纽什科聲樂比賽、莫扎特音樂節和古典音樂節等重要音乐活动的举办地。
華沙是歐洲地下電子音樂的中心之一，電子音樂氛围浓郁。
華沙擁有30多座较大的劇院，遍布全市，其中最为著名的是华沙国家剧院（成立於1765年）和華沙大劇院（成立於1778年）。

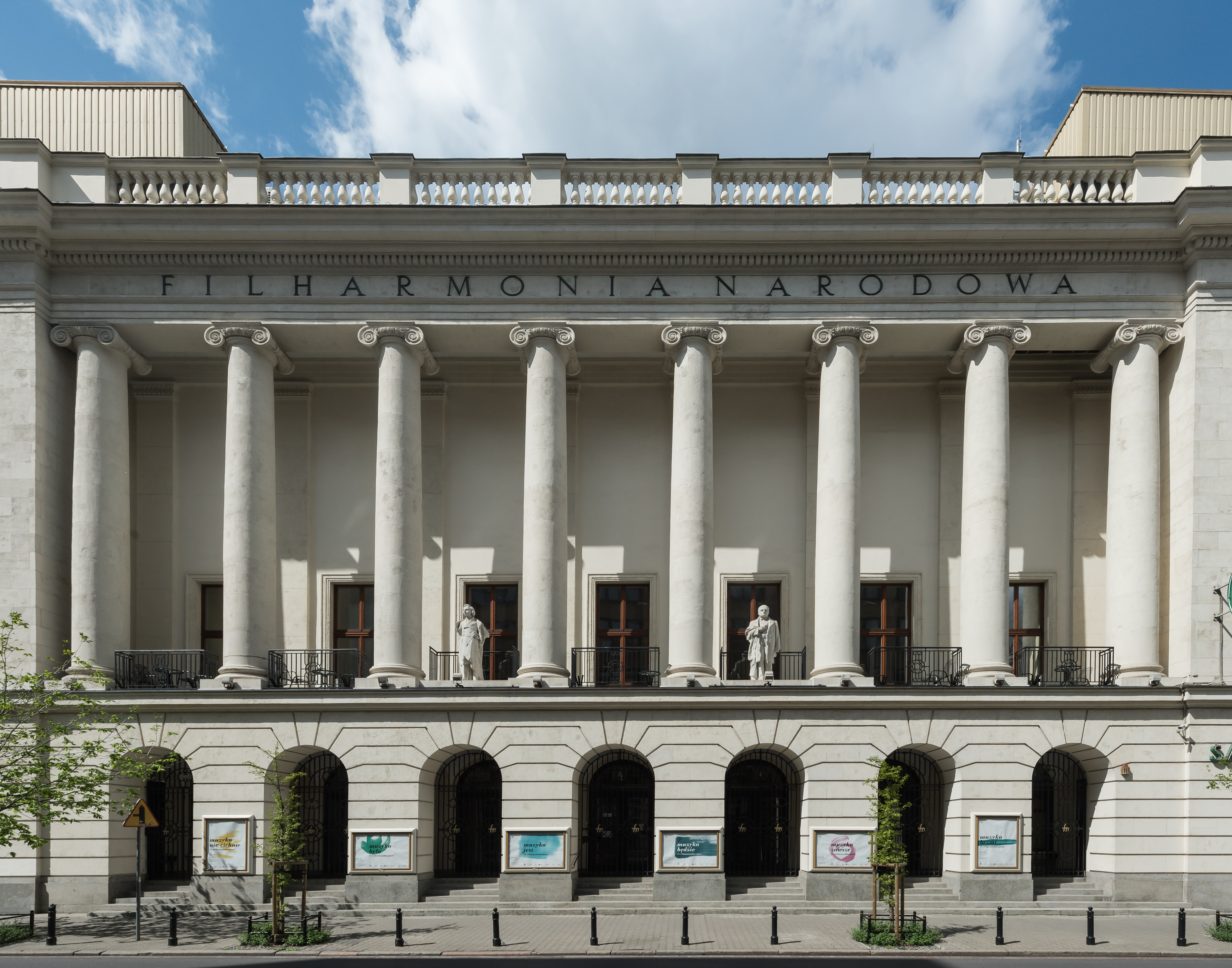
华沙国家爱乐音乐厅是蕭邦國際鋼琴比賽的舉辦地

近年來，一大批年轻、非传统的导演和演员涌入華沙，為城市历史悠久的戲劇文化增光添彩。他們主要在市中心希鲁德梅希切区以外的小型剧院和“文化之家”（Domy Kultury）演出。华沙也是国际戏剧会议的举办地。
自1833年至二战爆发的一百余年间，劇院廣場一直是国家的文化中枢，各大剧院云集于此。时至今日，剧院广场及周边地区仍然是众多游行、庆典、舞会、音乐会等活动的热门举办场所。華沙大劇院是劇院廣場的核心建筑，历史上曾开设有不同的剧院，是波兰戏剧文化的重要据点。1928年至1939年间，著名剧作家莱昂·席勒等人创作的当代诗剧曾在此上映。
夏日剧院（Teatr Letni）位于劇院廣場附近的薩克森花園，是昔日华沙有影响力的剧院之一，于1870年投入使用，1939年关闭。此外，华沙战间期著名的剧院还包括全市第一座文学歌舞厅莫穆斯（Momus）、由莱昂·席勒开设的传奇音乐剧院（Melodram）等。沃伊切赫·博古斯瓦夫斯基剧院成立于1922年，虽然仅仅持续了4年，却享有“波兰纪念性剧院的典范”之誉。20世纪30年代中期，波兰第一所国立戏剧学院乌帕蒂戏剧艺术学院成立，校址位于華沙大劇院内，设有表演系和舞台导演系两个科系。

### 博物館和美術館
| 華沙的博物館 - 華沙國家博物館 - 扎切塔國家美術館 - 皇家城堡 - 華沙起義博物館 - 哥白尼科學中心 - 當代藝術中心 - 摩登藝術博物館 - 波蘭軍隊博物館 - 蕭邦博物館 - 華沙博物館 - 波蘭歷史博物館 - 獨立博物館 - 波蘭猶太人歷史博物館 - 體育和旅遊博物館 - 萊吉亞華沙博物館 - 共產主義博物館 - 漫畫博物館 - 瑪麗·居禮博物館 |

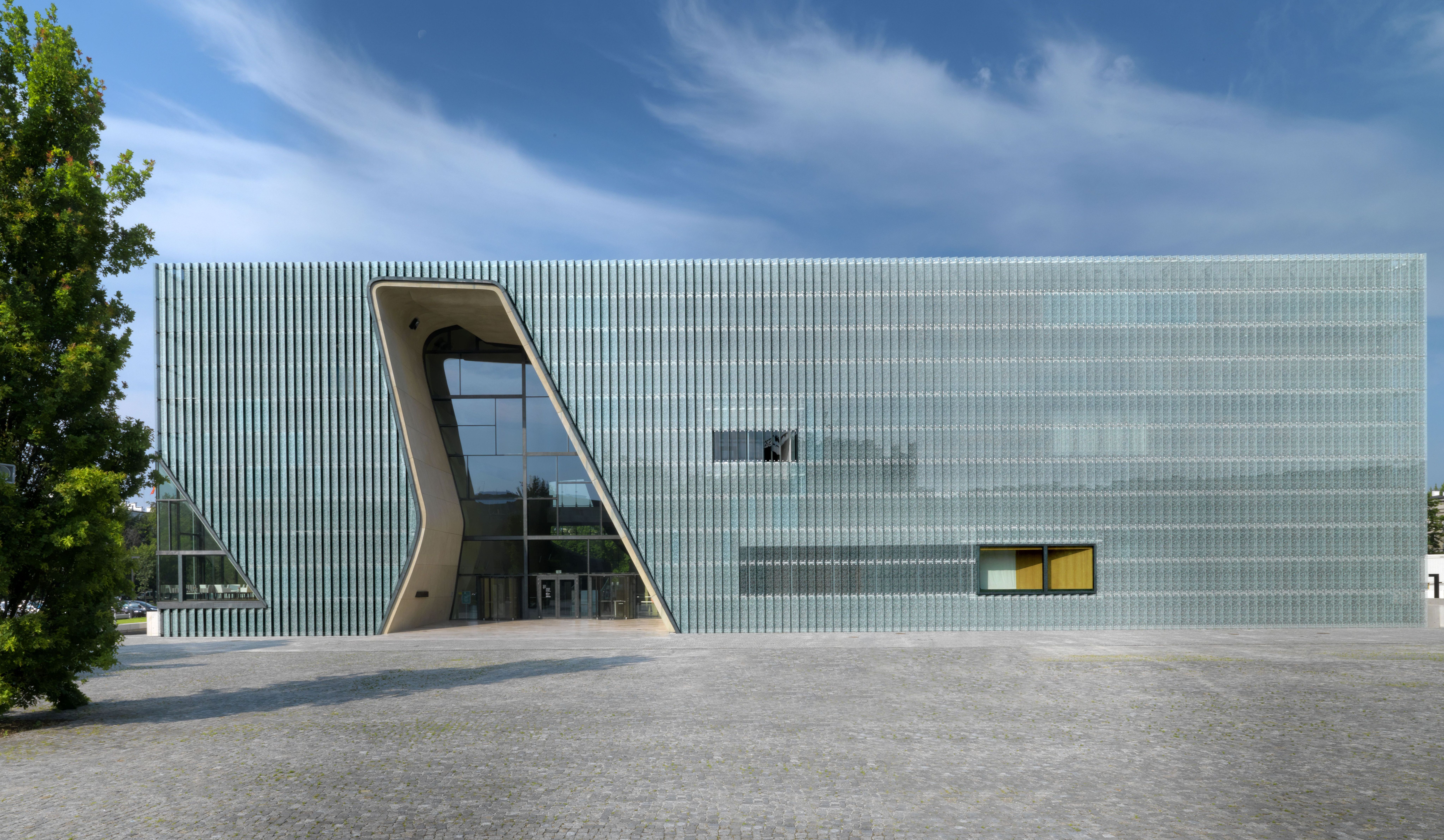
波蘭猶太人歷史博物館

華沙拥有60多座对外开放的博物館和美术馆。海報博物館是世界上第一座以海报为主题的博物馆，藝術海報藏品数量位居世界前列。波蘭猶太人歷史博物館位於華沙隔都旧址，2007年奠基，2013年4月19日正式开放。華沙國家博物館是华沙規模最大、最負盛名的博物館，藏品囊括古今，并藏有众多16世紀之後的波蘭繪畫以及外國繪畫，其中包括一些阿道夫·希特勒私人收藏的畫作。波蘭軍隊博物館則着重展示自10世紀起至二戰為止近一千年的时间里波蘭軍隊的歷史。
哥白尼科學中心是歐洲最新的科學館之一。
瓦津基宮和維拉諾宮主要收藏其昔日所有者私人收藏的画作，皇家城堡则拥有众多來自蘭科隆斯基宮的收藏品，其中包括伦勃朗的兩幅畫作。纳托林宫原为恰尔托雷斯基家族的住宅，也是华沙较知名的景点之一。

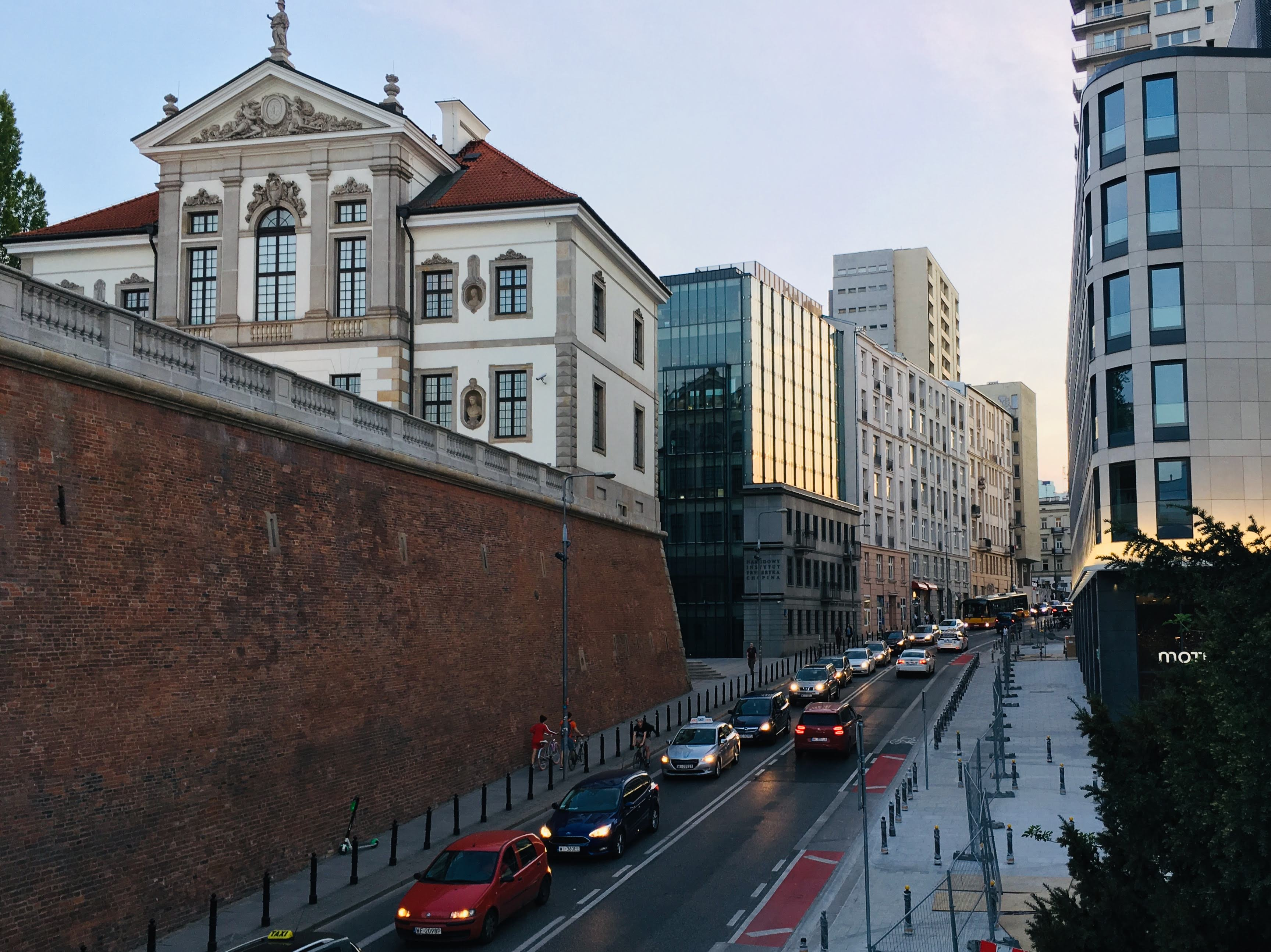
建于17世紀的奧斯卓斯基宮（图中左侧建筑）是蕭邦博物館的所在地

若望·保祿二世藏品博物館是波蘭最大的私人藝術品收藏机构，展示了巴里斯·博爾多內、科內利斯·范·哈勒姆、胡塞佩·德·里貝拉、威廉·阿道夫·布格羅、和等著名藝術家的作品，以及一些欧洲著名画作的副本。
華沙起義博物館创立于1983年，以華沙起義相關展品為主，而卡廷大屠殺博物馆则主要致力于保存和铭记大屠杀的悲惨历史。其中華沙起義博物館内还开设有一家历史悠久的立体视觉剧院。獨立博物館保存有大量与波蘭爭取獨立的历史进程相关的藏品。華沙博物館位於老城集市广场，始建于1936年，拥有60个展厅，展示了華沙從成立至今的城市歷史。
當代藝術中心位于建于17世纪的烏亞茲多夫城堡，有一些永久和臨時展覽、音樂會、表演和创意工作室，每年开展约500个项目。扎切塔國家美術館是華沙最古老的美術館，19世纪起即举办国内外艺术家作品展览。自2011年以來，華沙畫廊周末活动固定在9月的最後一個週末舉行。
此外，华沙還擁有一些特殊的博物館，例如霓虹燈博物館、漫畫博物館、約翰保羅二世和維申斯基大主教博物館、萊吉亞華沙博物館和機動化博物館等。

### 饮食

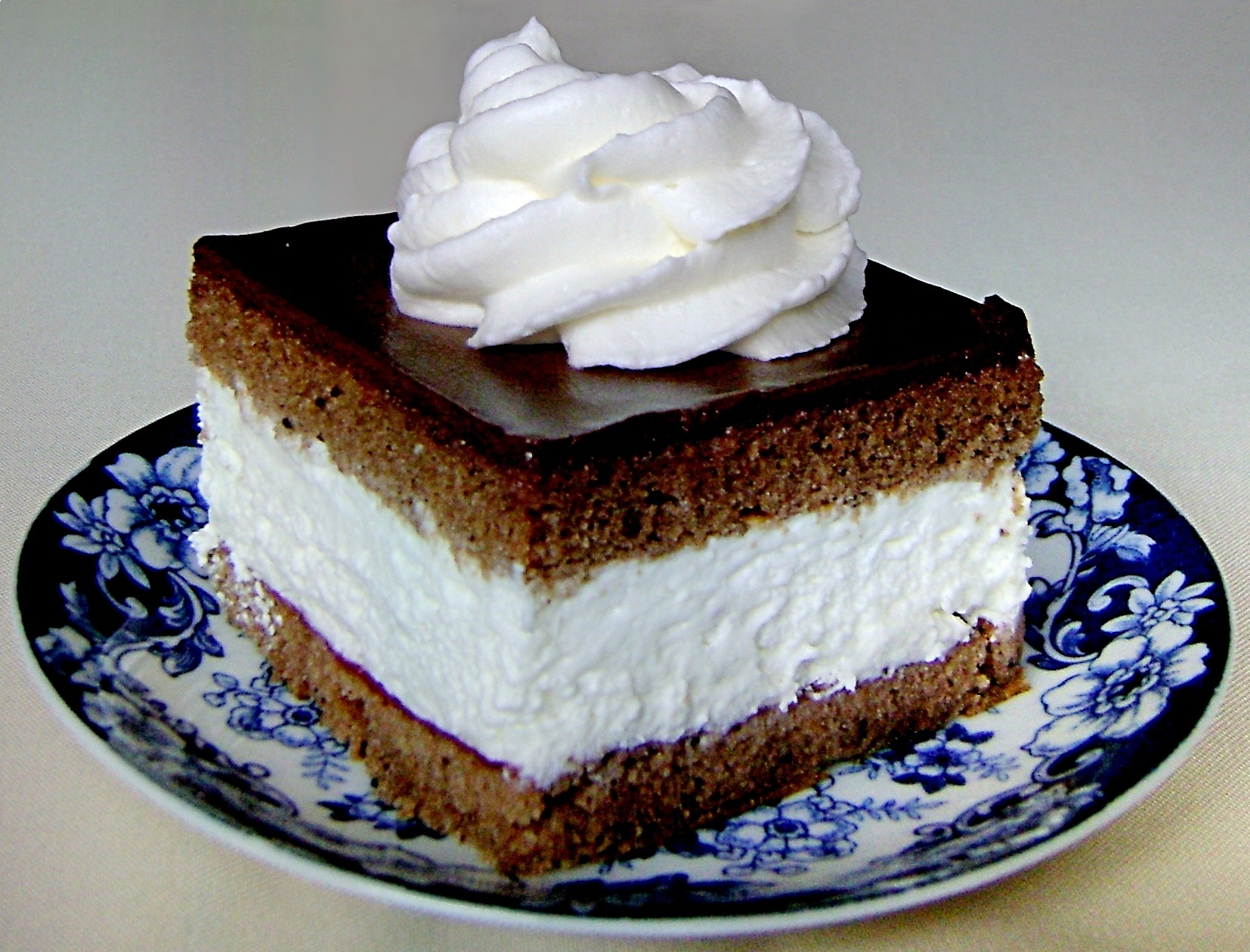
Wuzetka起源於華沙，是波蘭最受歡迎的自製食品

由于华沙历史上曾为多民族聚居的城市，華沙的饮食傳統也因此深受不同文化影响，与国内其他城市迥然不同。长期以来，猶太文化和法國文化也对華沙饮食文化的發展产生了影响，主要体现在鯡魚、清湯、百吉餅、肉凍、法式蛋白酥皮糕點、蛋糕等食物上。傳統的華沙食物相當丰盛，包括作為主菜的牛肚湯、餃子和作為甜點的巧克力奶油餡餅。而小龍蝦和明膠魚則是1920至1930年代华沙餐廳的經典菜餚。
与巴黎和維也納等城市一樣，華沙在18世紀初曾發展出相当发达的咖啡館文化，当时城市的咖啡馆是重要的社交場所。韋德爾巧克力酒廊（Wedel Chocolate Lounge）位於斯皮塔爾納街，历史悠久，至今仍然是城中最著名的社交聚會場所之一。Caffè Nero、咖世家和星巴克等咖啡馆、糖果店和糕點店主要分佈在新世界街皇家之路沿線。每年肥胖星期四，成千上萬的華沙居民前往糕點作坊（pączkarnia）購買甜甜圈等甜點。

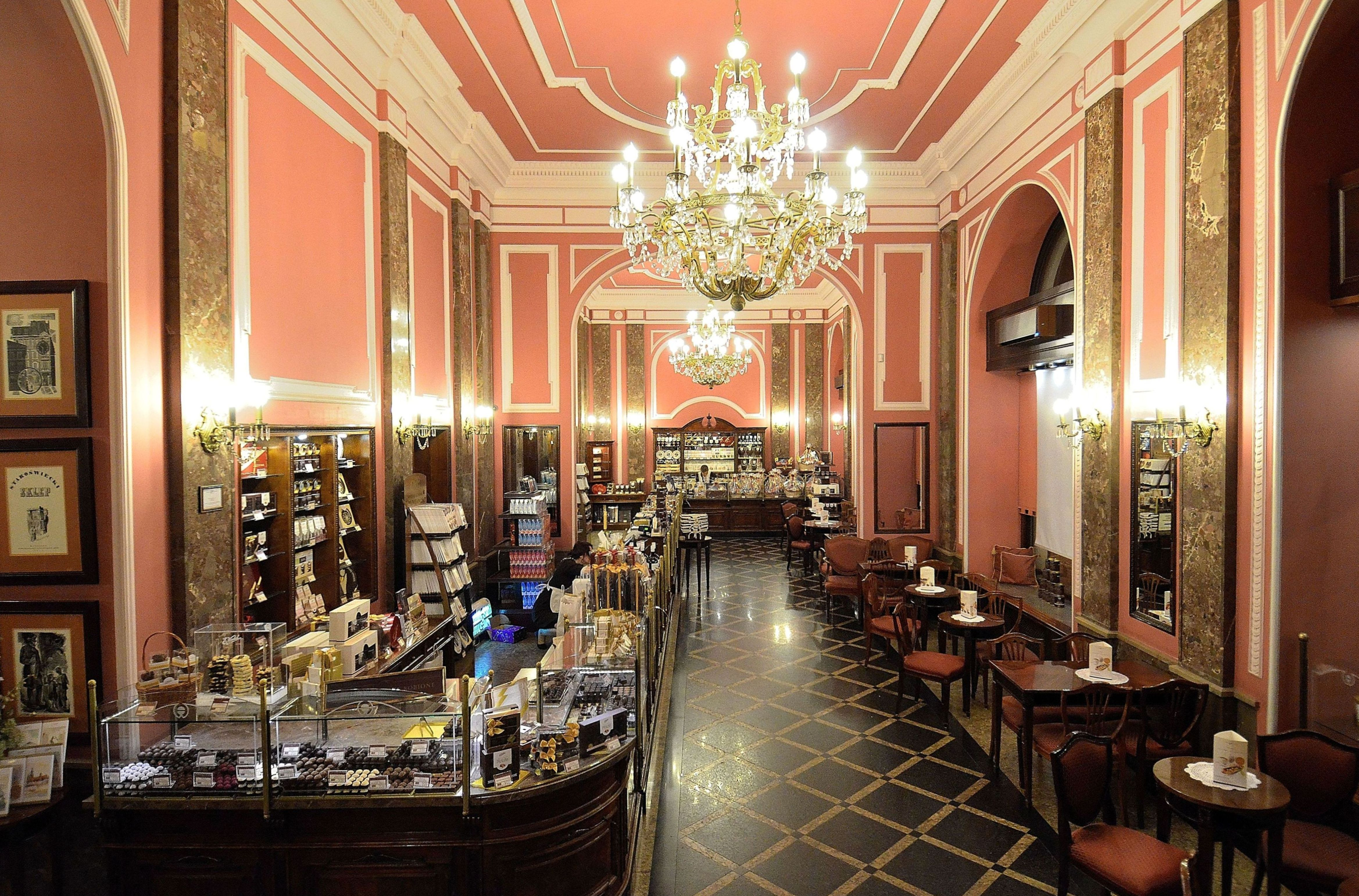
韋德爾巧克力酒廊内部

提供传统波兰美食的餐厅主要分布于老城附近，各种源于捷克和匈牙利的吐司蛋糕也主要在老城出售。哈拉·科西基市场也以其美食而闻名，是华沙又一大受欢迎的聚会场所。
20世紀中后期，以家庭晚餐的形式提供廉價快餐的国营牛奶吧在华沙广泛开设，它们主要提供番茄湯、炸肉排、煎肉丸、波蘭沙拉等菜肴。近年來，麥當勞、肯德基、和漢堡王等国际快餐品牌大举进入华沙，取代了传统的牛奶吧，然而在怀旧情绪下，牛奶吧也有复兴的迹象。
华沙的高档餐廳主要位於市中心、弗拉斯卡蒂等区域附近。13家華沙餐廳受到《米其林指南》的讚賞，其中兩家在2019年獲得米其林星级。
2021年，《國家地理》雜誌將華沙評為歐洲最适合素食主義者的城市之一，市中心南区及其“時髦飲食文化”也被列為一大重要美食中心。

### 節慶與活動

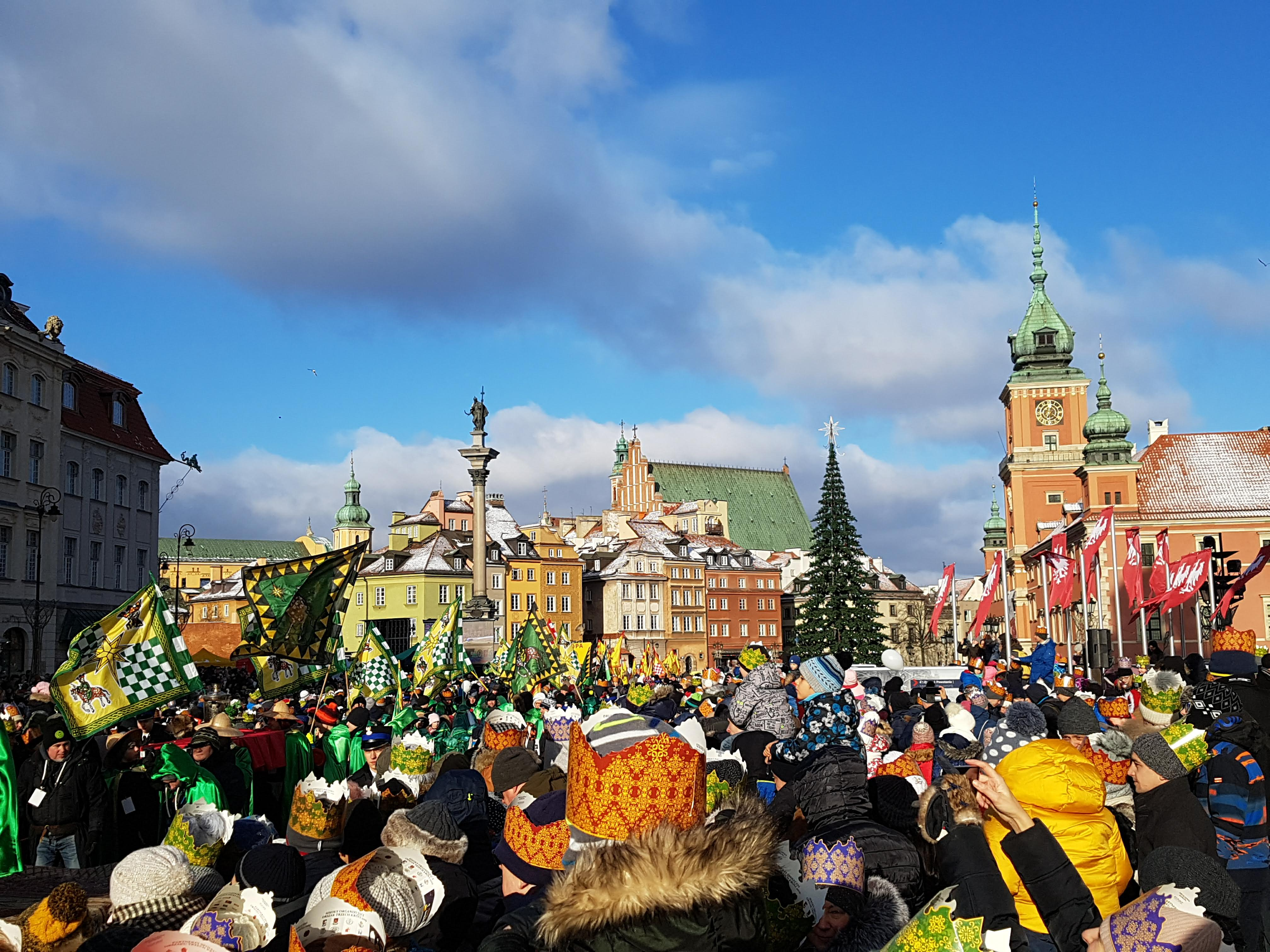
华沙东方三博士游行

華沙每年都會舉辦一些节庆活動，其中最著名的是橙色華沙音樂節，而最受歡迎的活動則是在新年后不久的主顯節举行的東方三博士（在波兰称为三王）遊行。届时，觀眾通常全天佩戴紙冠，游行队伍则沿皇家之路前进，包括总统在内的高官也會参加游行。
每到仲夏夜，成千上万的民众都会聚集在維斯瓦河畔，庆祝花环节。這個節日的起源可以追溯到古代的一個異教儀式，在这一仪式中，少女們會將她們的花環漂浮在水面上，以預測她們何时會結婚、與谁結婚。到了19世紀，這一儀式已演变成為一项節日活動。时至今日，花环节已经成为城市的一项重要传统和一年一度的文化大事，市議會还會在花环节期间特地組織音樂會和其他各种活動。近年来，除了传统的漂浮花环、篝火晚会、寻找蕨花等活动外，华沙仲夏夜也开始盛行音乐表演、节日集市、维斯瓦河烟花秀等活动。
華沙國際電影節於每年10月舉行，是中東歐最重要的电影节之一。参赛外国电影一般以原语言放映，并带有波兰语字幕。参赛电影院有科学文化宫、多基诺影城金露台店、文化电影院等。电影节期间放映超过100部电影，并为最佳和最受欢迎的电影颁发奖项。2009年，華沙國際電影節被國際製片人協會認證為十四個A類國際競賽類影展之一。

### 美人魚的傳說

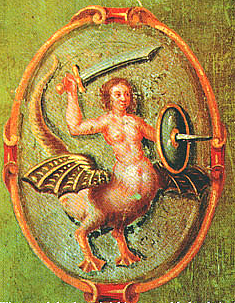
1659年的华沙市徽

美人魚（syrenka）是華沙的象徵。无论是在代表城市的市徽中，还是在华沙的街头巷尾，都可以找到美人鱼的形象。至少自14世纪起，华沙就开始使用这一形象。华沙现存最古老的图章可以追溯到1390年，该图章由圆形的主体部分和边缘的拉丁文（意为“华沙市之图章”）字样构成。1609年，城市记录提及了一种上身是女性、手持宝剑的海怪形象。1653年，诗人齐格蒙特·劳科夫斯基（Zygmunt Laukowski）问道：
| “                     | 拥有坚固城墙的华沙呵，为何君王赐予你美人鱼的纹章？ | ” |
| ——齐格蒙特·劳科夫斯基 |                                                    |   |

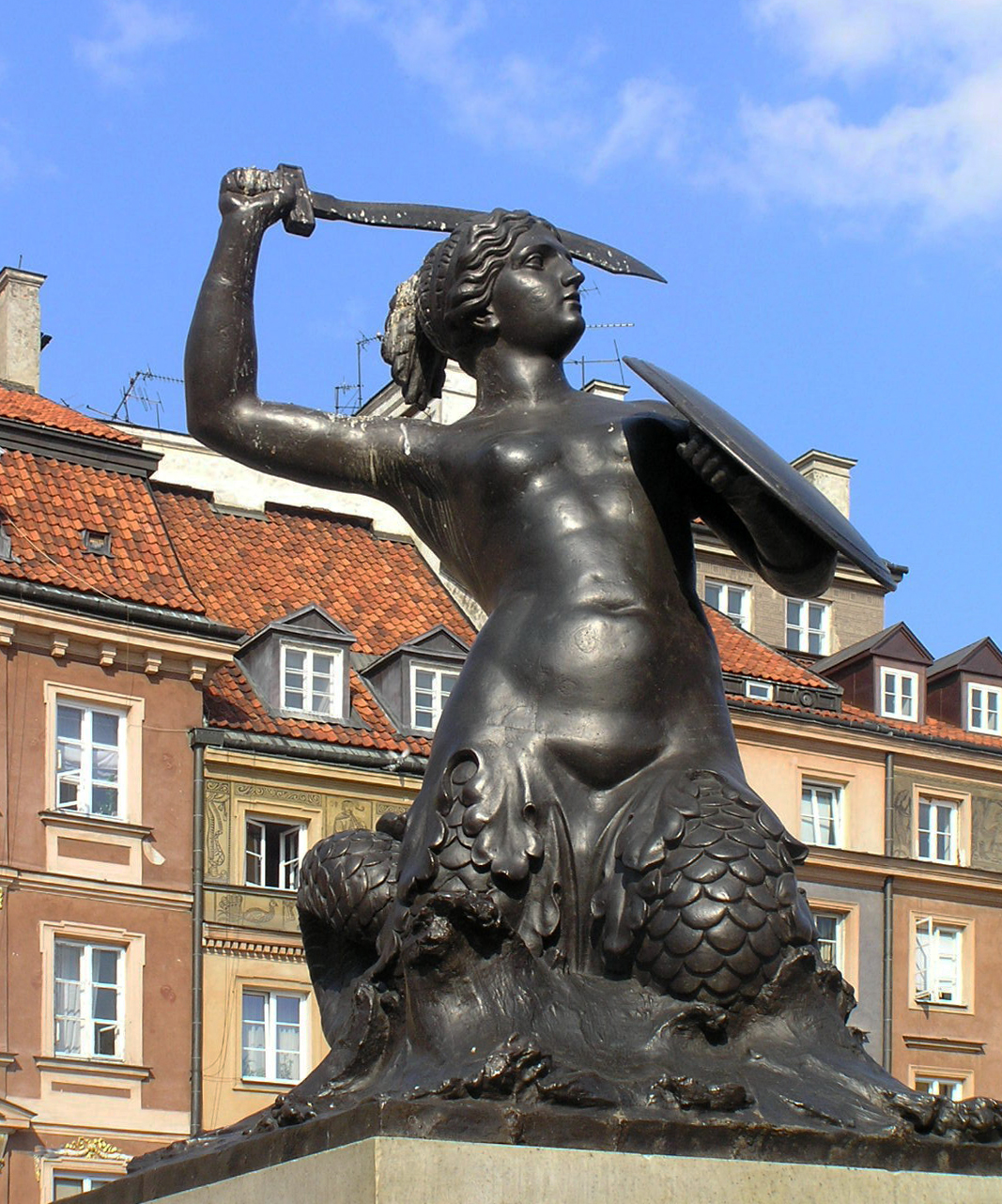
华沙美人鱼雕像

华沙的美人鱼雕像位于老城集市广场的正中央，附近有一喷泉。原雕像为铜制雕像，由康斯坦蒂·黑格爾创作于1855年。由於蓄意破壞，原雕像已被移至華沙博物館內，目前廣場上的雕像为现代锌制複製品。此外，維斯瓦河聖十字橋附近以及卡羅街也有美人鱼雕像。
华沙美人魚傳說的确切來歷尚不完全清楚。最著名的一种传说认为，很久以前，特里同的兩個女兒踏上了穿越海洋深處的旅程。其中一位決定留在丹麥海岸，也就是哥本哈根港的入口處，即現在著名的美人魚雕像。另外一位则在到達维斯瓦河口後，跳入水中，后来在华沙村旁的沙灘上停下來休息，漁民們紛紛前來欣賞她的美貌，聆聽她優美的歌聲。然而，一个貪婪的商人也聽到了她的歌聲，于是跟随漁民，抓住了美人魚。
另一個傳說则认为，有一條美人魚因为愛上這座城市的守護者格里芬（Griffin），于是决定從波羅的海游到華沙，但格里芬已经在抗击瑞典入侵的鬥爭中壮烈牺牲。為了報仇雪恨，美人魚接替格里芬，成為華沙的守護神以及城市的象徵。

## 体育
华沙具有浓郁的体育氛围。2008年，华沙获得当年的“欧洲体育之都”称号，时任市长汉娜·格隆凯维奇-华尔兹从斯图加特市长沃尔夫冈·舒斯特手中接过了象征这一称号的纪念品“挑战奖”。

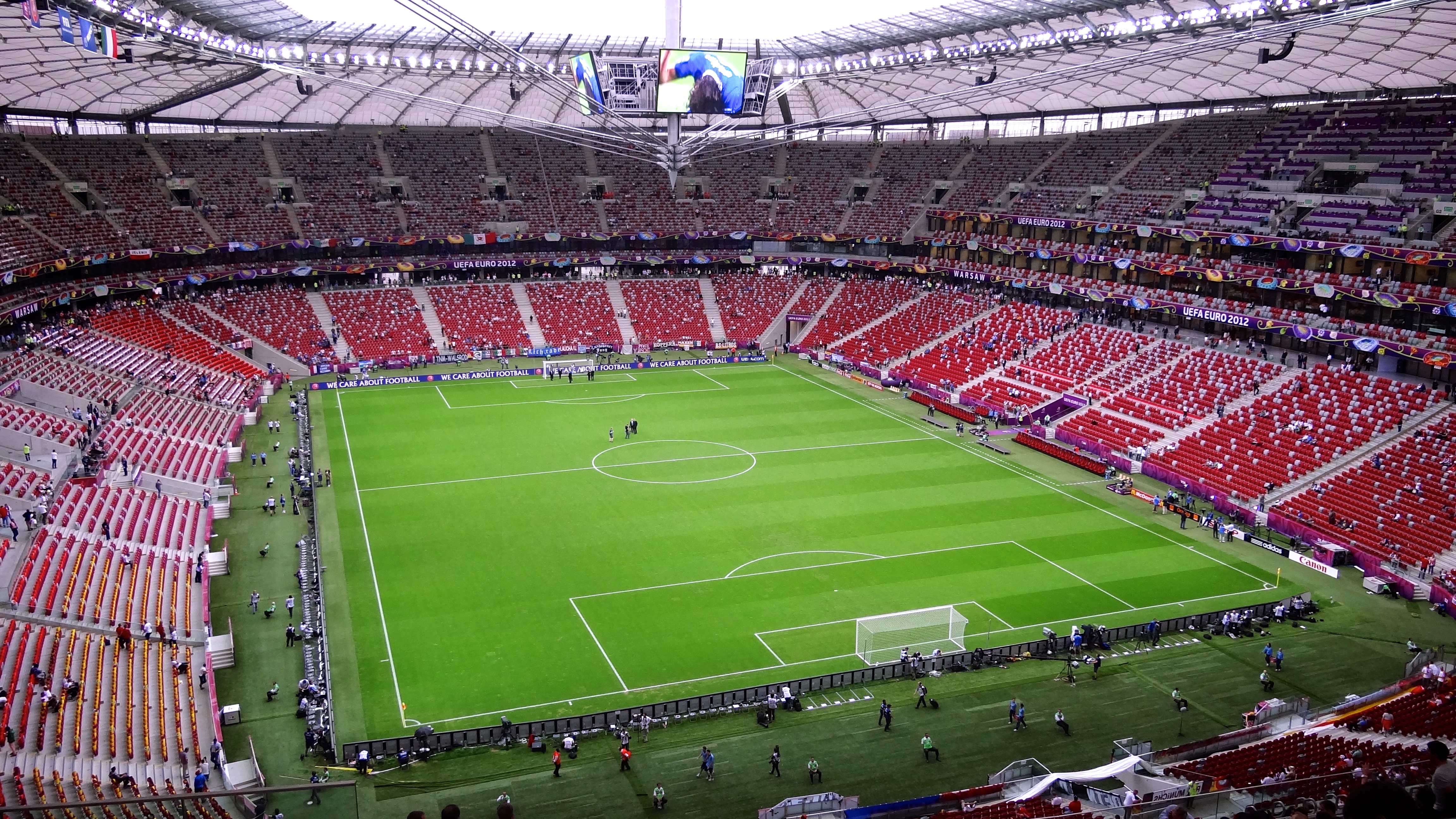
國家體育場

位於华沙南普拉加区的國家體育場是波兰全国最大的足球场，拥有58,580個座位，取代了因设施陈旧、年久失修、已被改作他用而被拆除的十周年紀念體育場。2012年欧洲足球锦标赛的揭幕战、两场小组赛、一场四分之一决赛和一场半决赛在该体育场举行。
华沙市內也有很多體育中心，這些体育設施大多是游泳池和體育館，其中許多是近年来市政府建造的。托瓦尔中央体育中心是华沙主要的室內运动場地，可用于各種室內運動，也是2009年歐洲籃球錦標賽等比赛的场地。此外，华沙還設有露天溜冰場和一個賽馬場。
华沙最好的游泳中心位於市中心以南4 km（2 mi）的沃德尼公園，該游泳中心设有奧運規格游泳池、水滑梯和兒童區。
是华沙最著名的足球俱樂部，也是波蘭實力最為強大的足球俱樂部之一，球迷遍布全国，主场位于波蘭沃伊斯卡體育場。自1916年成立以来，该足球俱樂部已经獲得15次波蘭足球甲級聯賽冠军（最近一次為2021年），並獲得了19次波蘭盃冠軍。在1995–96年欧洲冠军联赛中，他們曾进入了四分之一決賽，但败于希臘的之手。
華沙波蘭人足球俱樂部是位于华沙的另外一家足球俱樂部，尽管球迷数量明显少于华沙军团，但也曾两度（1946年、2000年）获得甲级联赛冠军，并两度获得波蘭盃冠軍。其主场位于老城以北的孔维克托尔斯卡街。由于财政状况恶劣，2013年，该足球俱樂部被从甲级联赛降级。

## 名人
华沙历史悠久，人才辈出。在生于华沙的人当中，最为著名的是玛丽·居里，她在放射性方面的研究获得了国际认可，也是首位获得诺贝尔奖的女性。和弗雷德里克·肖邦是出生于华沙的著名音乐家。尽管肖邦出生于60 km（37 mi）外的熱拉佐瓦沃拉村，但其自七岁起即举家迁往华沙。著名军事家卡齐米日·普瓦斯基于1745年生于华沙，后曾参加美国独立战争等重要战争。
装饰风艺术代表人物塔瑪拉·德·藍碧嘉于1898年生于华沙的富裕家庭，原名玛丽亚·戈尔斯卡（Maria Górska），1916年与律师塔德乌什·蓝碧基（Tadeusz Łempicki）结婚。以色列作家内森·奥特曼和音乐家莫西·威伦斯基也诞生于此地。阿克梅派代表诗人奥西普·曼德尔施塔姆1891年出生于当时尚隶属于俄罗斯帝国的华沙。此外，电影制片人塞缪尔·戈德温、数学家本華·曼德博、物理学家约瑟夫·罗特布拉特、生物化学家卡西米尔·冯克、內蓋夫本-古里安大學首任校长莫西·普利维斯等人都是出生于华沙的著名人物。华沙也是作家艾薩克·巴什維斯·辛格最为钟爱的城市，这体现在他的多部小说作品中。生于华沙的著名运动员包括游泳冠军伊利亚·什拉杰布曼、足球运动员、网球运动员等。

## 友好城市

### 姐妹城市
华沙與下列城市結為姐妹城市：
- 德国 柏林 (1991)
- 美国 芝加哥 (1960)
- 德国 杜塞道夫 (1989)
- 越南 河內 (2000)
- 乌克兰 基輔(1994)
- 阿斯塔納 (2002)
- 拉脫維亞 里加 (2002)
- 巴西 里約熱內盧 (1997)
- 美国 聖地亞哥(1996)
- 首爾 (1996)
- 中華民國 臺北市 (1995)
- 以色列 特拉維夫 (1992)
- 立陶宛 維爾紐斯 (1998)

前姐妹城市：
- 俄羅斯 格罗兹尼 (1997–2022)[241]
- 俄羅斯 莫斯科 (1993–2022)[241]

### 夥伴關係和友誼城市
华沙與下列城市开展合作：
- 匈牙利 布達佩斯 (2005)
- 阿根廷 布宜諾斯艾利斯(1992)[242]
- 英国 考文垂(1957)[243]
- 荷蘭 海牙 (1991)
- 日本 濱松市 (1990)
- 中华人民共和国 哈爾濱市(1993)
- 法國 法蘭西島 (1990)
- 土耳其 伊斯坦堡 (1991)
- 西班牙 馬德里 (1981)[244]
- 挪威 奧斯陸 (2006)
- 法國 巴黎 (1999)[245]
- 法國 聖埃蒂安 (1995)
- 加拿大 多倫多 (1990)
- 奥地利 維也納 (1991)
- 亞美尼亞 耶烈萬(2013)[246]

前合作城市：
- 俄羅斯 聖彼得堡 (1997–2022)[241]

## 外部連結
- 官方网站 （英語）
- Kropotkin, Peter Alexeivitch; Bealby, John Thomas. .  28 (第11版). London: 334–335. 1911.